# Historia medieval de España

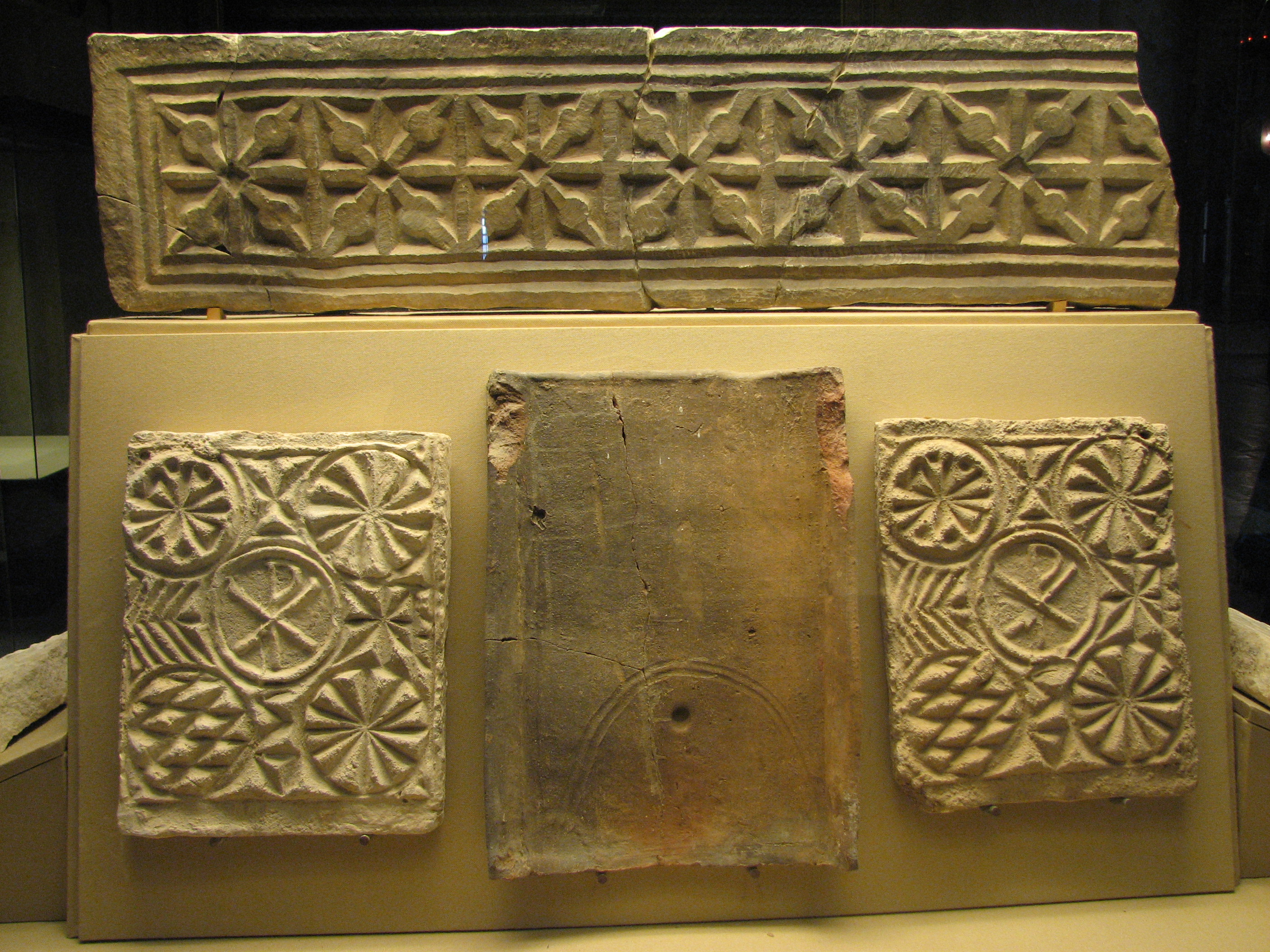
Relieves procedentes de la basílica de San Vicente Mártir (hispanovisigoda,) que se convirtió en la Mezquita de Córdoba (hispanoárabe, siglos al) en medio de la cual se levantó posteriormente la Catedral de Córdoba (desde el).

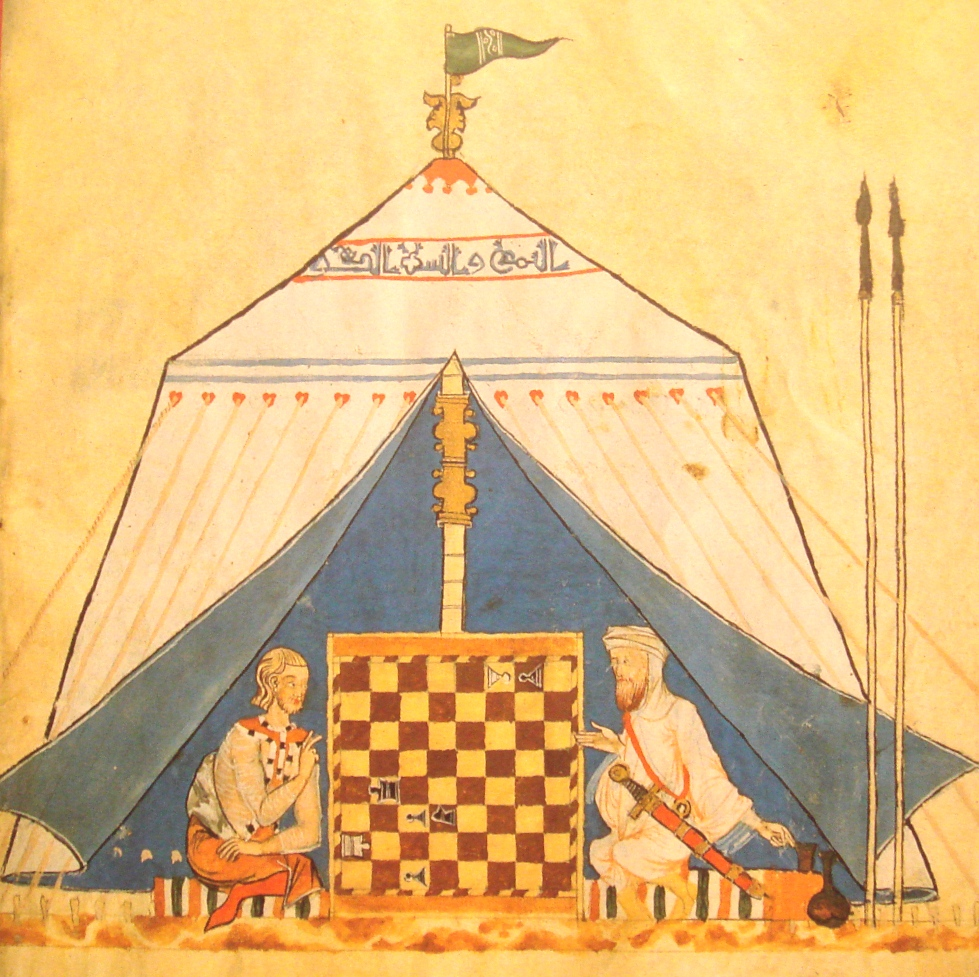
Un cristiano y un musulmán juegan al ajedrez en una tienda. Ilustración del Libro de los juegos, segunda mitad del.

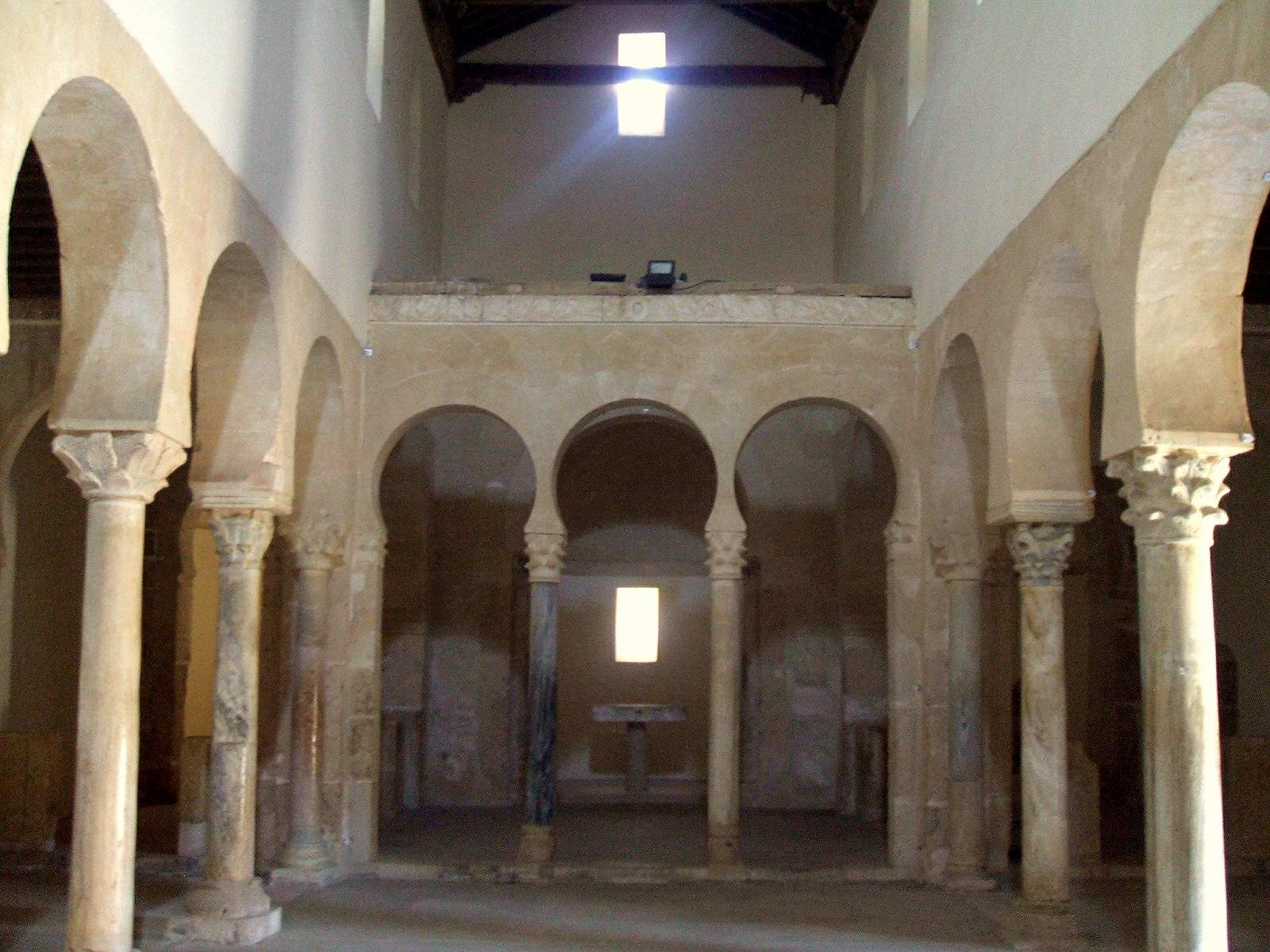
Interior de la iglesia de San Miguel de Escalada, de estilo denominado de repoblación o mozárabe. Manifiesta una herencia visigoda que también compartía el arte califal (el arco de herradura).

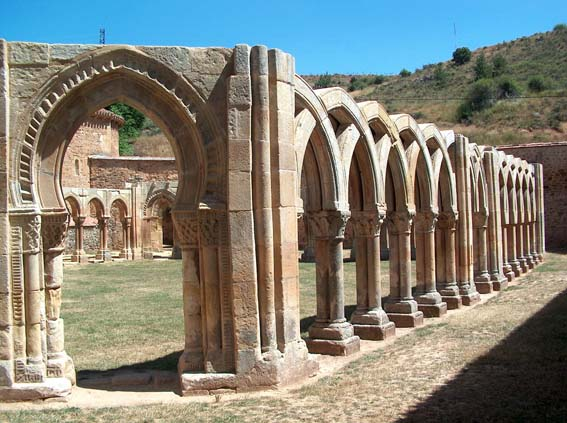
San Juan de Duero, las ruinas del claustro de un monasterio cristiano español medieval, cuyas formas presentan claras influencias de la arquitectura hispanoárabe (entrecruzamiento de arcos apuntados de herradura).

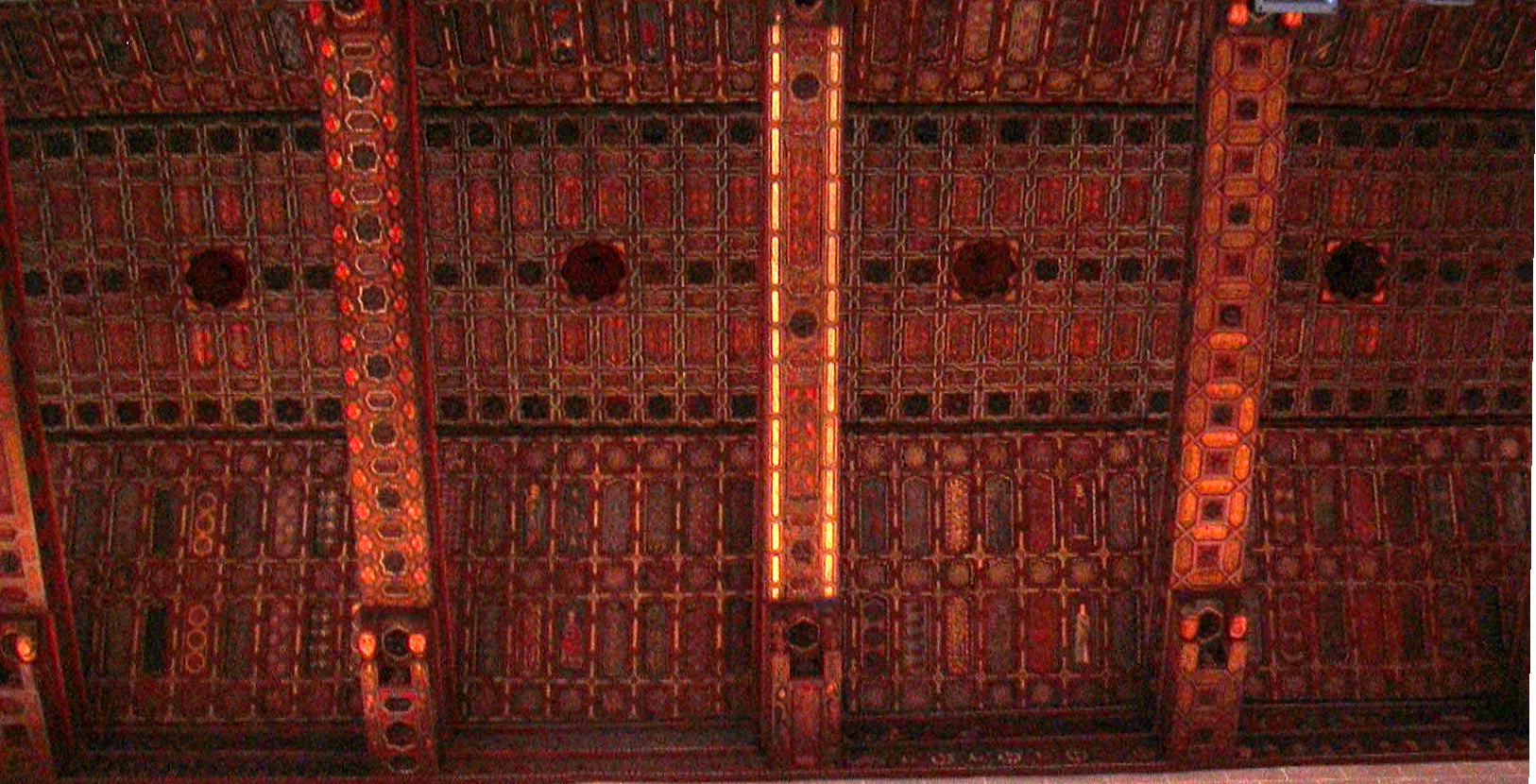
Artesonado mudéjar de la Catedral de Teruel, otra muestra de la convivencia cultural entre comunidades definidas de forma étnico-religiosa.

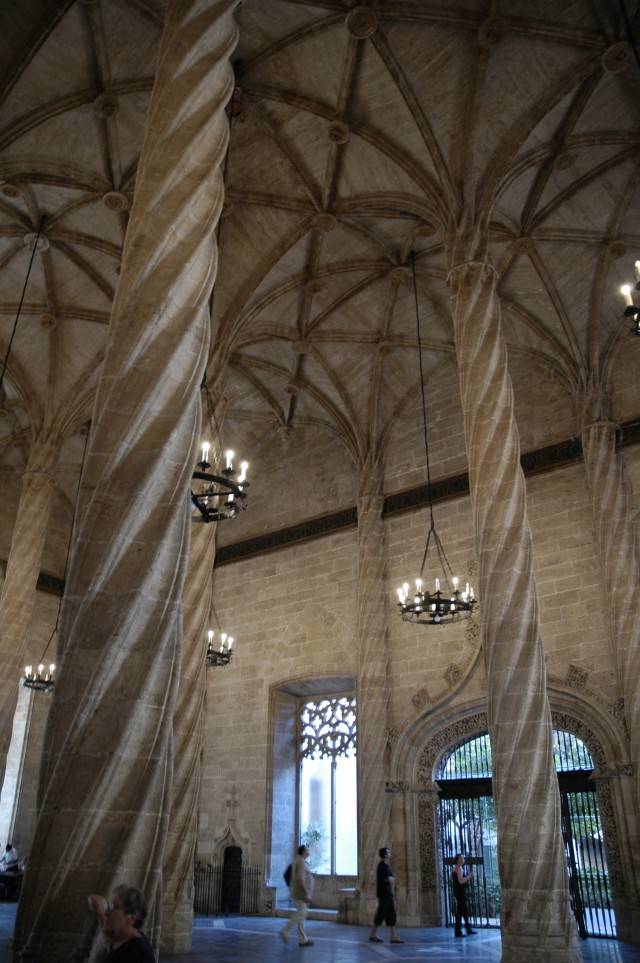
Lonja de la Seda o de los Mercaderes de Valencia, manifestación de la pujanza económica y social de la burguesía mercantil bajomedieval.

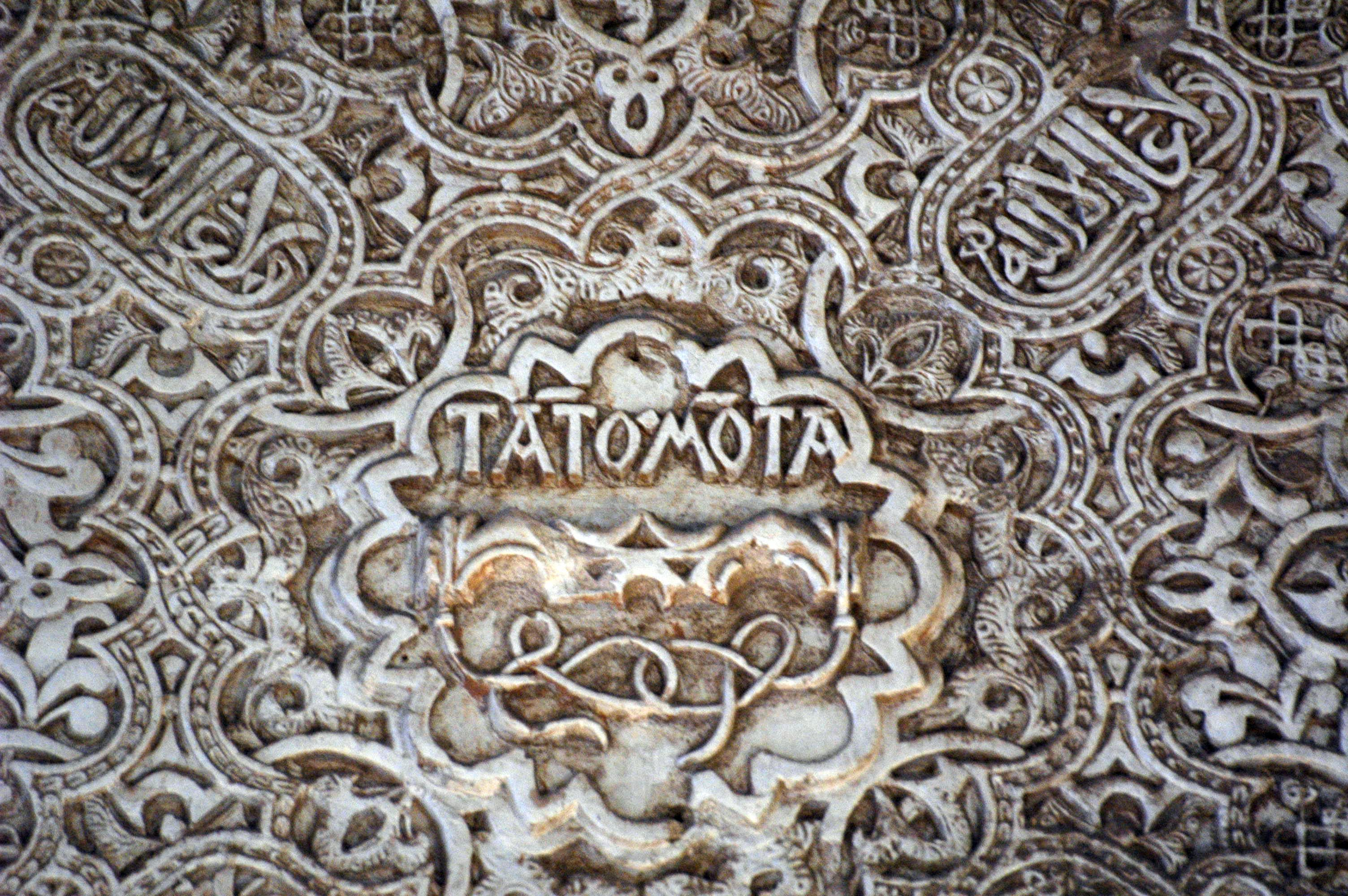
El lema tanto monta (<TÃTO MÕTA> en la imagen) de los Reyes Católicos se impone sobre la decoración árabe de la Alhambra de Granada.

Historia medieval de España es la denominación historiográfica de un periodo de más de mil años, entre los siglos V y XV, en el marco territorial completo de la península ibérica, cuya identificación con la España actual ha sido objeto de debate esencialista acerca de qué sea España.
Como hitos inicial y final suelen considerarse las invasiones germánicas de 409 y la conquista de Granada de 1492.
El reino visigodo, a partir de la batalla de Vouillé (507), abandonó su presencia en Galia y se centró en las antiguas provincias romanas de Hispania. Fracasado el intento de construir una sociedad dual, en la que la minoría visigoda se mantuviera rígidamente separada de la mayoría hispanorromana, a partir del III Concilio de Toledo (589) se fomentó la construcción de una sociedad y cultura comunes, con un gran peso de las instituciones eclesiásticas, bien adaptadas a las estructuras pre-feudales que se venían imponiendo paulatinamente desde la época tardorromana. Las debilidades internas no desaparecieron, permitiendo el rápido éxito de la invasión árabe de 711, que inauguró una prolongada presencia musulmana en España, redenominada como al-Ándalus. En el periodo del Califato de Córdoba (929-1031) alcanzó su cumbre, convirtiéndose en una potencia económica y militar e iniciando una verdadera "edad de oro" cultural que se prolongó mucho más allá de su desaparición como entidad política.
El surgimiento, consolidación y crecimiento de los reinos hispanocristianos convirtieron ese periodo de ocho siglos, desde su punto de vista, en una "Reconquista" y "Repoblación" de todo el espacio peninsular, al que ya se denominaba "España" en las nacientes lenguas romances. Se construyó una sociedad segregada en comunidades definidas de forma étnico-religiosa (cristianos, moros y judíos, en expresión de Américo Castro); y fuertemente militarizada (como el paisaje, que se llenó de castillos); para la que el uso del término "feudalismo" es objeto de debate historiográfico. En lo que sí hay un consenso generalizado es en destacar el hecho de que, para la configuración de su personalidad histórica, fue decisiva la condición fronteriza cambiante que todas las zonas vivieron en una u otra ocasión. No obstante, las relaciones no fueron siempre violentas: oscilaron entre el enfrentamiento y la tolerancia, permitiendo activos intercambios demográficos, económicos y culturales. Muy frecuentemente, huestes cristianas fueron empleadas por musulmanes, y viceversa. Sólo en algunas ocasiones decisivas se produjeron enfrentamientos entre extensas coaliciones que respondían nítidamente a la división religiosa.
Hasta el siglo XI el predominio fue claramente musulmán. En la Plena Edad Media (el periodo de las cruzadas), entre la conquista de Toledo (1085) y la batalla de las Navas de Tolosa (1212) la situación pasó por distintos puntos de equilibrio, pues los espectaculares avances cristianos conseguidos ante la división andalusí en taifas fueron frenados e incluso revertidos en los momentos en que los imperios norteafricanos almorávide y almohade impusieron su unificación bajo un rigorismo religioso. Las décadas centrales del siglo XIII presenciaron decisivas conquistas cristianas, que dejaron el territorio musulmán reducido al emirato nazarí de Granada, mientras que la estructura territorial peninsular conformaba la denominada "España de los cinco reinos" (el de Granada, el de Portugal, el de Navarra y las Coronas de Castilla y de Aragón). En los siguientes dos siglos el proceso reconquistador prácticamente se detuvo, en un contexto de crisis general que incluyó transformaciones estructurales de envergadura (el inicio de la transición del feudalismo al capitalismo), graves conflictos sociales y continuas guerras civiles; mientras surgían las instituciones españolas del Antiguo Régimen, de gran proyección posterior.
La unión de los Reyes Católicos y su compleja política matrimonial permitió, en el tránsito de la Edad Media a la Edad Moderna, la construcción de una Monarquía Hispánica cuya naturaleza y niveles de integración son, en sí mismas, otro problema historiográfico. Simultáneamente se desarrollaba la Era de los Descubrimientos, cuyo primer beneficiario fue Portugal, que para esa época podía ser vista como la primera monarquía autoritaria de Europa occidental en constituir un Estado moderno (o nación-Estado), condición que se disputa con la propia España (de cuyo destino común no se separó hasta 1640) y los reinos de Inglaterra y Francia.

## Antigüedad Tardía

### El final de la Hispania romana
Desde la crisis del siglo III se manifestaron en la Hispania romana los elementos que condujeron a la descomposición del Imperio: incremento de la conflictividad social (rebeliones campesinas que derivan en bandolerismo –bagaudas–, interpretadas como un síntoma del inicio de la secular transición del esclavismo al feudalismo), decadencia de la vida urbana (que se corresponde con la mayor presencia arqueológica de villae rurales –ruralización–), primeras invasiones germánicas, como la de los francos en el año 257-258 a lo largo de la mitad este de la Península, narrada por los historiadores Aurelio Víctor, Eutropio, Orosio y San Jerónimo entre otros, en la que fue particularmente saqueada Tarragona. Esto dio lugar además a un efímero Imperio galo que incluía además de Hispania (conquistada en el 261) a la Britania y la Galia y duró hasta el año 274 (batalla de Châlons-sur-Marne), cuando recuperó estas provincias para Roma el emperador Aureliano, aunque Hispania ya había vuelto a Roma en el 269. Aún hubo en el año 270 otra invasión de Hispania por parte de francos y alamanes, pero esta vez por Roncesvalles, siguiendo la calzada romana que llevaba desde Burdeos a Astorga y, por otro lado, la ruta de la Plata, saqueando Pamplona, Astorga, Mérida y Lisboa y las villas romanas que encontraron a su paso. Las reformas de Diocleciano supusieron un reforzamiento de la autoridad imperial, y concretamente en Hispania una profunda transformación y revitalización de las instituciones romanas, pero en un sentido que intensificaba los procesos que a largo plazo transformaron la civilización romana en la medieval. La cristianización fue muy temprana en determinadas zonas de Hispania, y se generalizó desde el siglo IV (véase historia del cristianismo en España).
A comienzos del siglo V Roma fue incapaz de contener la invasión de los suevos, vándalos y alanos, que cruzaron el Rin (31 de diciembre de 406) y devastaron las Galias. Máximo (uno de los líderes militares que reclamaba la dignidad imperial, y era considerado usurpador por sus adversarios –tyranicus exactor lo llama el obispo Hidacio–) pactó la incorporación de estos pueblos a su ejército como auxiliares (mediante un tratado o foedus), y los hizo cruzar los Pirineos. La imposibilidad de darles ninguna paga implicaba consentir sus actividades de pillaje sobre el terreno, aunque la distribución espacial se debió organizar mediante un sistema prefijado: la hospitalitas, que preveía la concesión de sortus o lotes de tierras que se obligaba a ceder a los propietarios locales (este hecho, descrito por Hidacio como un reparto "a suertes", en el contexto providencialista de su Chronicon puede entenderse como una referencia evangélica al sorteo de la túnica de Cristo).

Los bárbaros se desparraman furiosos por las Españas, y el azote de la peste no causa menos estragos, el tiránico exactor roba y el soldado saquea las riquezas y las vituallas escondidas en las ciudades; reina un hambre tan espantosa, que obligado por ella, el género humano devora carne humana, y hasta las madres matan a sus hijos y cuecen sus cuerpos para alimentarse con ellos. Las fieras aficionadas a los cadáveres de los muertos por la espada, por el hambre y por la peste, destrozan hasta a los hombres más fuertes, y cebándose en sus miembros, se encarnizan cada vez más para destrucción del género humano. De esta suerte, exacerbadas en todo el orbe las cuatro plagas: el hierro, el hambre, la peste y las fieras, cúmplense las predicciones que hizo el Señor por boca de sus Profetas.
Asoladas las provincias de España por el referido encruelecimiento de las plagas, los bárbaros, resueltos por la misericordia del Señor a hacer la paz, se reparten a suertes las regiones de las provincias para establecerse en ellas: los vándalos y los suevos ocupan la Galicia, situada en la extremidad occidental del mar Océano; los alanos, la Lusitania y la Cartaginense, y los vándalos, llamados silingos, La Bética. Los hispanos que sobrevivieron a las plagas en las ciudades y castillos se someten a la dominación de los bárbaros que se enseñoreaban de las provincias.

Los visigodos (un pueblo germánico más romanizado que los anteriores, tras siglos de presencia dentro del Imperio), se instalaron por su propia iniciativa en la Tarraconense. Durante un breve periodo, Narbona y Barcelona fueron sede de la corte de Ataúlfo, en la que la reina era la romana Gala Placidia (tomada durante el saqueo de Roma como parte del botín). Después de que una tempestad aniquilara la flota con que intentaba cruzar el estrecho de Gibraltar para asentarse en África, el rey Walia decidió acordar con el emperador Honorio un foedus (418) que le encargaba intentar restaurar la autoridad imperial en Hispania (además de devolver a Gala Placidia). Únicamente los suevos consiguieron resistir las ofensivas visigodas, asentándose en la zona noroccidental de la península donde formaron el reino suevo de Braga; mientras que los vándalos consiguieron cruzar el estrecho de Gibraltar, continuando su trayectoria por el norte de África. El resultado no fue la restauración de la autoridad imperial romana, sino la creación de una entidad política completamente independiente de Roma: el reino visigodo de Tolosa. La desaparición final del Imperio de Occidente (476) no tuvo ninguna consecuencia ya para las antiguas provincias.

## Alta Edad Media

La provincia imperial de Hispania en 409-429.
El reino visigodo de Tolosa a mediados del siglo V.
En tonos anaranjados claros, las zonas de asentamiento principales de los visigodos.
A mediados del siglo VI el dominio visigodo, centrado en la Meseta, se limita a una amplia franja entre Lusitania y Septimania.
En el reinado de Leovigildo los visigodos se imponen sobre los suevos y los pueblos de la zona cantábrica, y recortan significativamente la zona de presencia bizantina.
Organización territorial del reino visigodo de Toledo en el siglo VII, que ya comprende toda la Península.

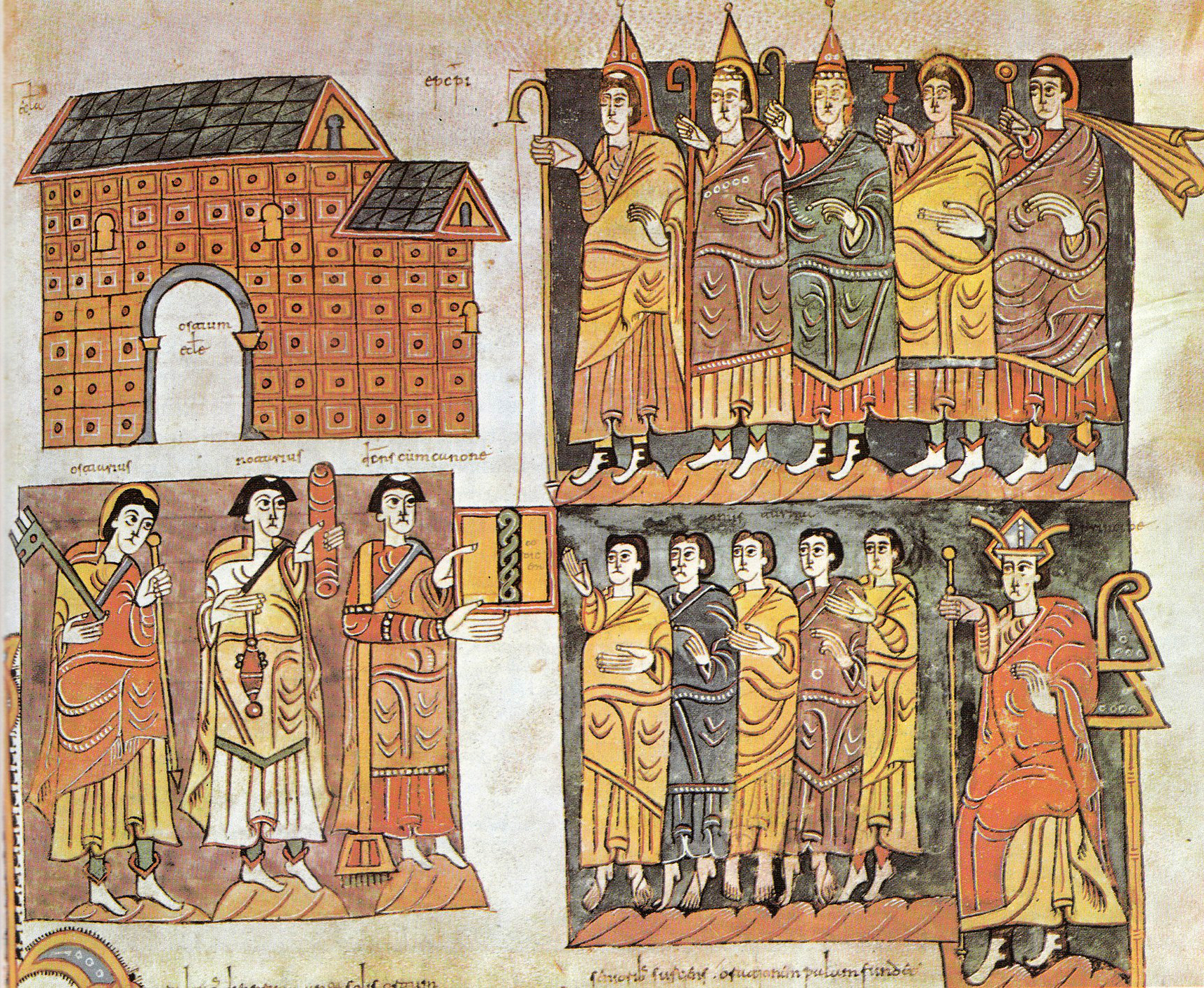
Nobles y clérigos acudiendo a un Concilio de Toledo, ilustración del Codex Vigilanus (976).

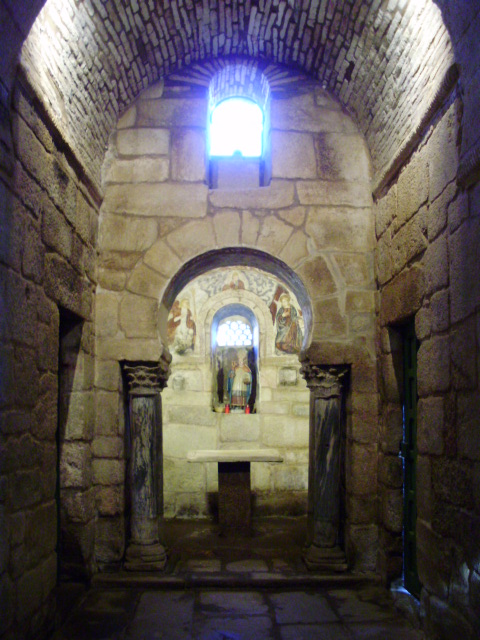
Santa Comba de Bande.

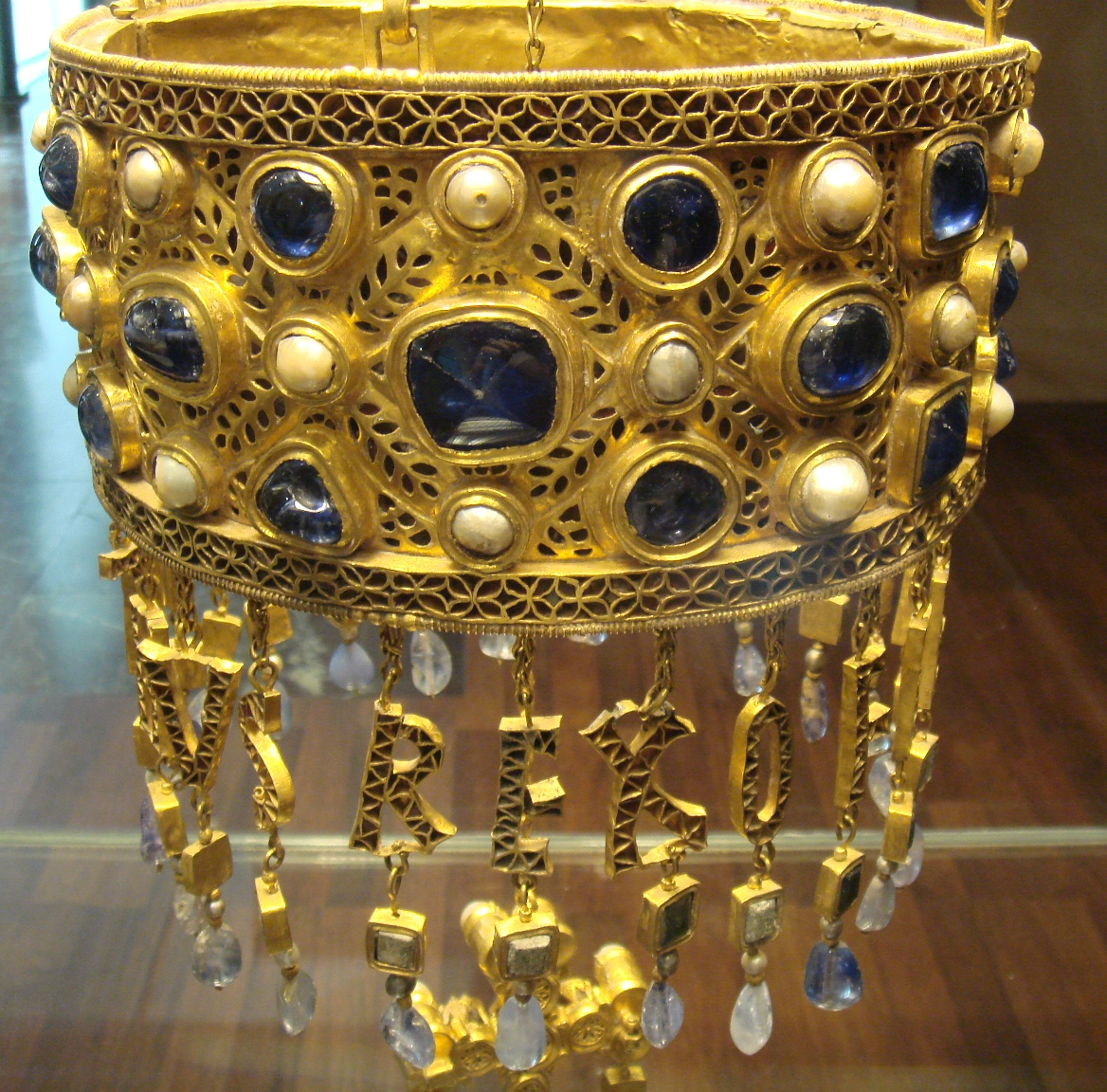
Corona votiva de Recesvinto, del Tesoro de Guarrazar.

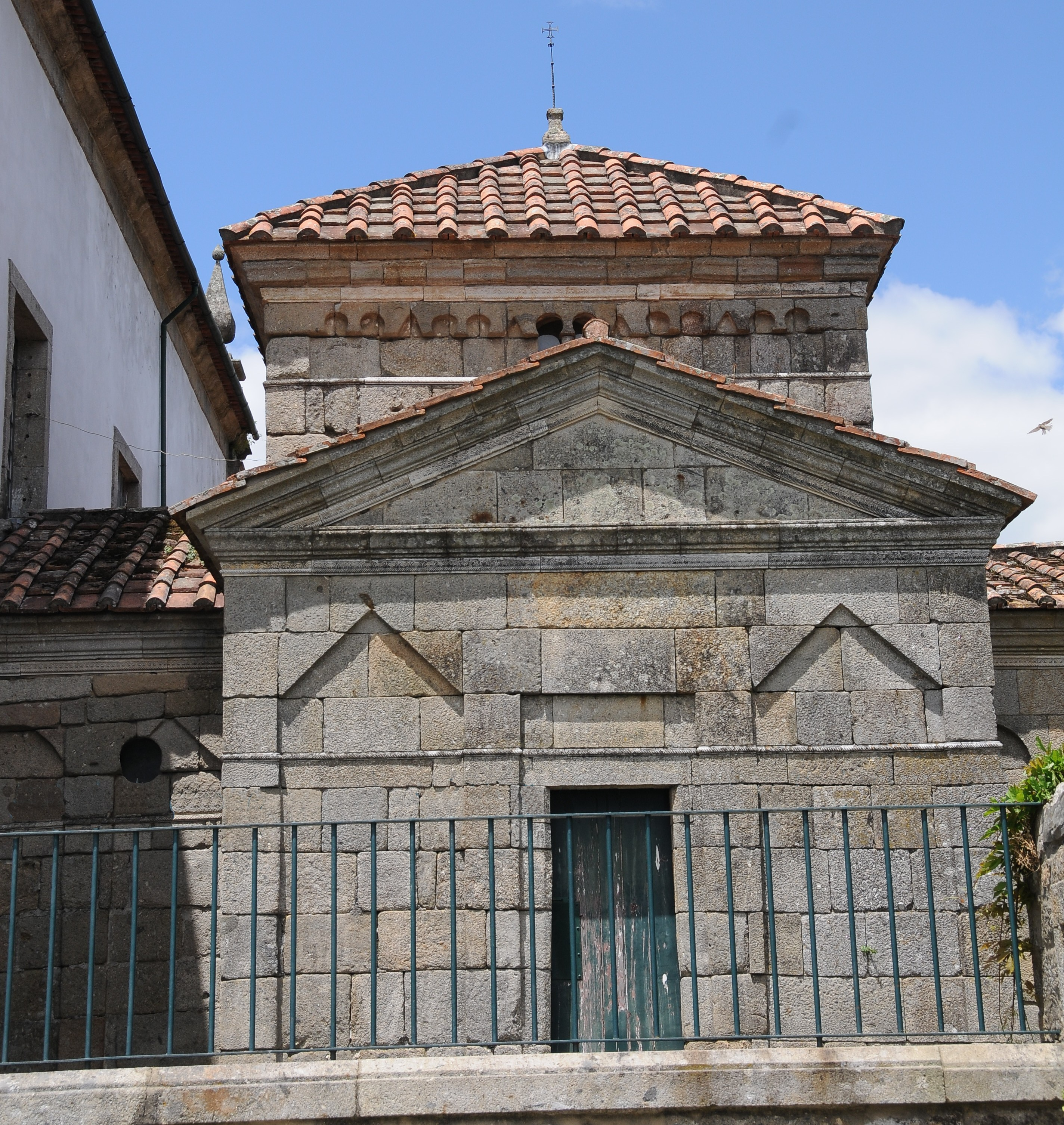
San Fructuoso de Montelius.

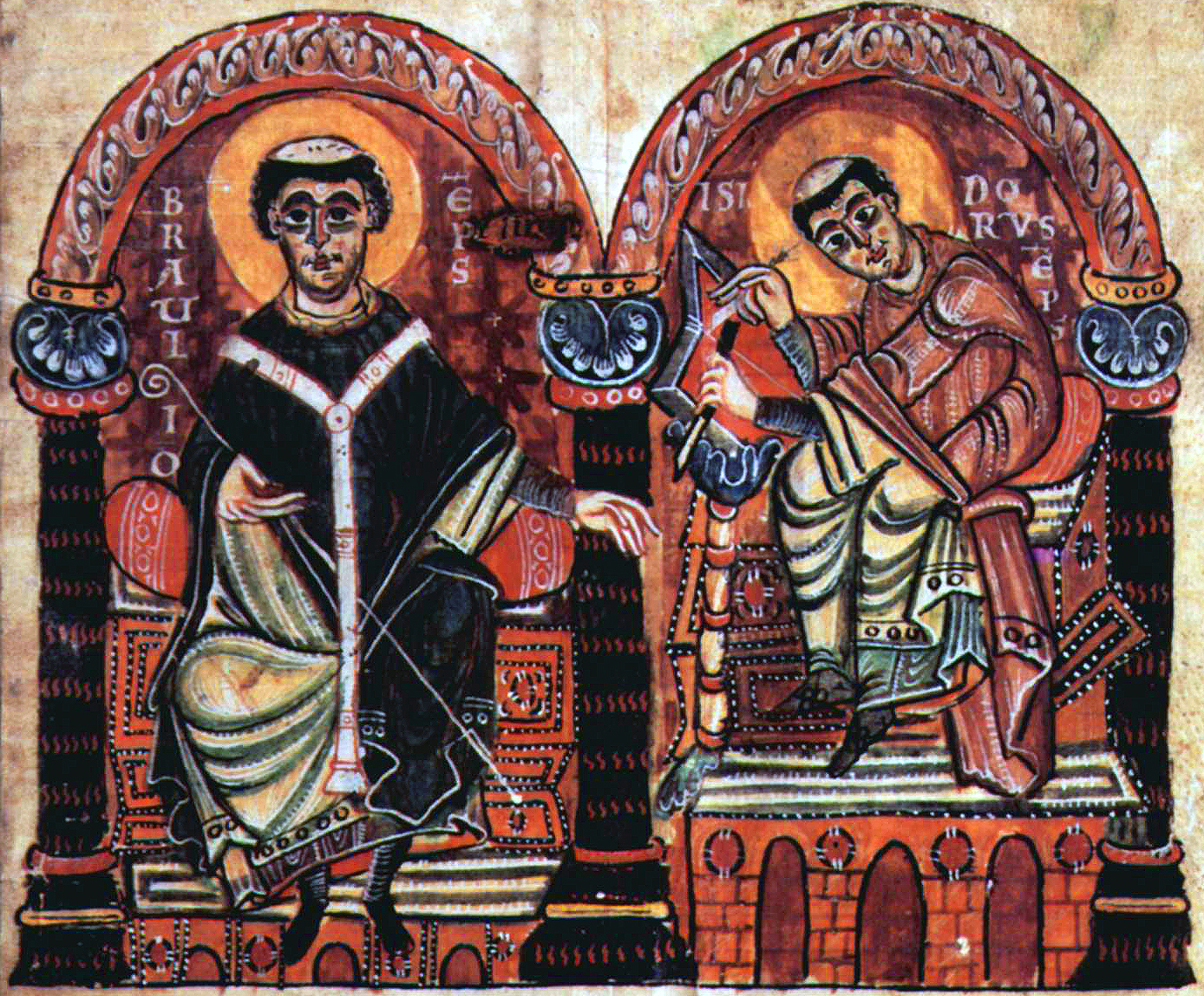
Braulio de Zaragoza e Isidoro de Sevilla, en un manuscrito del.

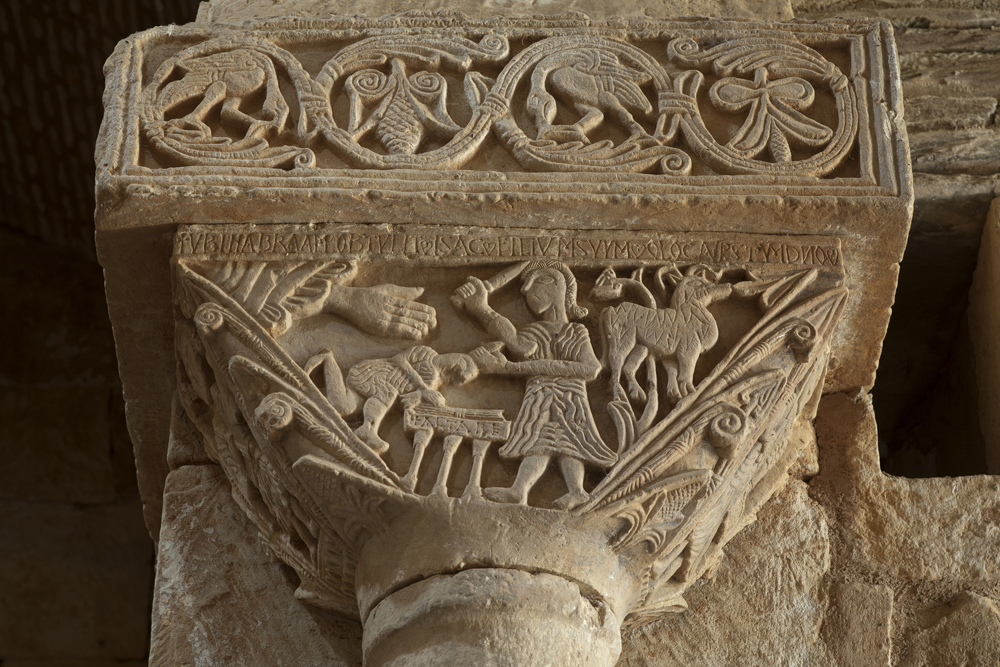
Capitel de San Pedro de la Nave.

### Hispania visigoda
Tras la derrota ante los francos en la batalla de Vouillé (507), los visigodos se vieron forzados a replegarse hacia el sur, asentándose principalmente en torno a Toledo y zonas de la Meseta (Campus Gothorum). Esa estrategia era compatible con su mantenimiento como élite dominante rígidamente separada (se mantenían en su versión arriana del cristianismo y no se consentían los matrimonios con la población local), pero obligaba a dejar amplias zonas poco controladas: no sólo el reino suevo de Braga (que se mantenía independiente), sino también la cordillera Cantábrica (poblada por comunidades locales poco romanizadas –ástures, cántabros, váscones–), la Bética y la Lusitania (dominadas por la aristocracia hispanorromana local, que protagonizó frecuentes sublevaciones –Sevilla, Córdoba, Mérida–). La franja costera entre Alicante y la bahía de Cádiz, junto con las Baleares y el norte de África, fue objeto de la denominada Recuperatio Imperii de Justiniano, que organizó la Provincia de Spania, con capital en Carthago Spartaria (Cartagena), controlando las rutas del comercio a larga distancia. De lo agitado de la vida política del periodo es muestra que a mediados del siglo VI dos reyes sucesivos tuvieran una muerte violenta y muy breves reinados (Teudiselo y Agila I).
Atanagildo fijó la capital en Toledo (año 567, a partir del cual se suele denominar al Estado visigodo como reino visigodo de Toledo). En el periodo de Leovigildo (573-586) se produjo un notable fortalecimiento de la monarquía, con reformas monetarias y una serie de campañas militares que vencieron a suevos y bizantinos. La rebelión de su hijo Hermenegildo, que se había convertido al catolicismo y obtuvo el apoyo de los hispanorromanos de la Bética, fue sofocada en el 584, tras la que se produjo su ejecución. En el reinado siguiente, el de Recaredo, hijo de Leovigildo y hermano de Hermenegildo, se produjo la conversión del rey, la reina Baddo y la mayor parte de la élite visigoda (587); solemnizando la nueva confesionalidad del Estado con la convocatoria del III Concilio de Toledo (589), que condenó oficialmente el arrianismo. Los siguientes reinados fueron de nuevo breves y con violentos finales. Suintila consiguió expulsar a los bizantinos en el 620.
Recesvinto emprendió una labor legislativa (Liber Iudiciorum de 654, basado en el Codex revisus de Leovigildo, que a su vez se basaba en el Codex Euricianus o Código de Eurico, 480) que continuó Wamba y tendrá una especial trascendencia posterior.
Culturalmente se produjo un verdadero "renacimiento visigodo" con figuras de la influencia de Ildefonso de Toledo, Braulio de Zaragoza o Isidoro de Sevilla (Etimologías, 627-630) y sus hermanos Leandro, Fulgencio y Florentina (los cuatro santos de Cartagena), de gran repercusión en el resto de Europa (a través del posterior renacimiento carolingio) y en los futuros reinos cristianos de la Reconquista. La vida monástica se expandió, con características propias (monasterio hispano, San Fructuoso de Braga y la Tebaida berciana), y se desarrolló una liturgia hispánica que se mantuvo diferenciada de la romana. La conversión de los suevos al catolicismo se produjo antes incluso que la de los visigodos, en un contexto religioso muy polifacético (presencia de arrianismo, priscilianismo y paganismo), con figuras como San Martín de Dumio, "el apóstol de los suevos", y los Concilios de Braga.
El arte visigodo, especialmente su arquitectura y su orfebrería, destacó entre las rudas manifestaciones artísticas de la época en Occidente.
La lista de los reyes godos, tópico de la historia de la educación en España, se proponía como proeza mnemotécnica a los escolares.
"Al - Andaluz no pertenece ni a una España indefectiblemente romana y cristiana ni a una civilización islámica uniforme, centralizada y homogénea. Su especificidad proviene sin duda de la fusión entre múltiples elementos, de los cuales muchos existían allí antes del 711 y otros muchos tenían orígenes tan diversos como Persia, Arabia, África del norte y las antiguas posesiones bizantinas del Oriente Medio".

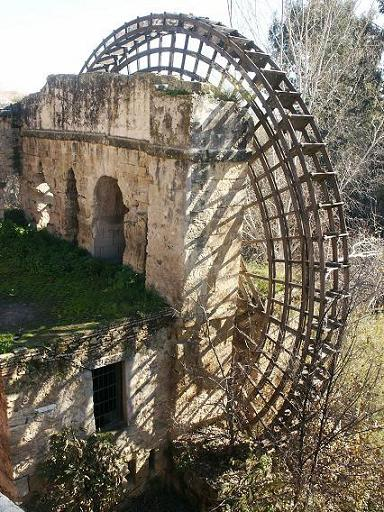
Noria elevadora de agua en el molino de la Albolafia (Córdoba), de origen romano y modificado en época califal. También fue la fábrica de papel más importante de Europa en la Edad Media. La cultura del agua fue fundamental en la España musulmana.

### Al-Ándalus omeya

#### Conquista musulmana

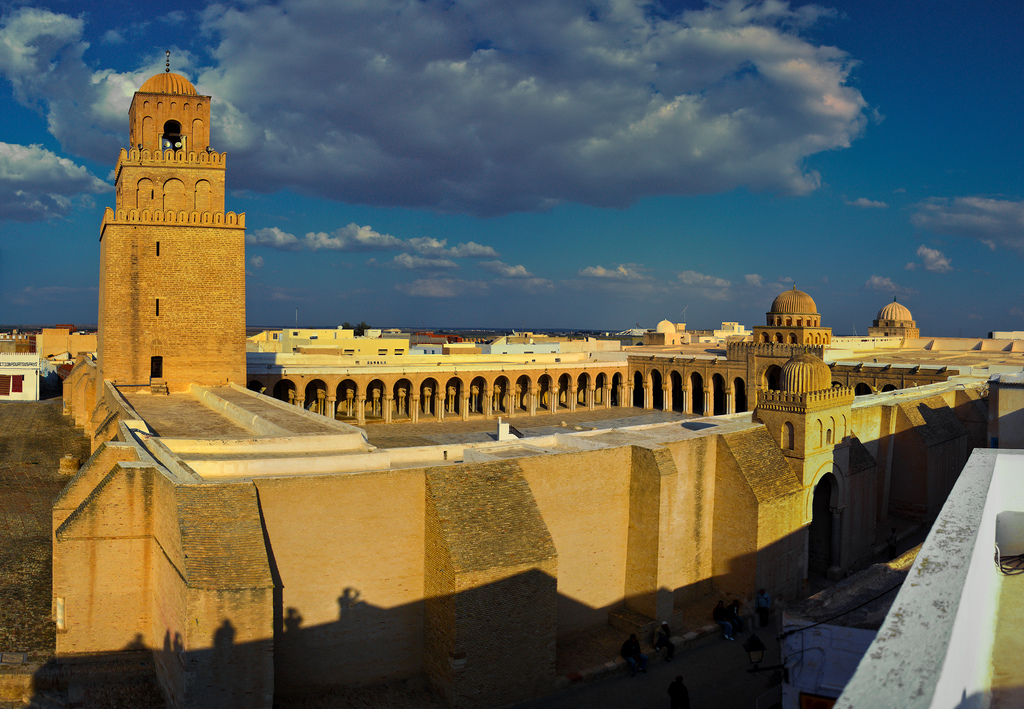
Gran Mezquita de Kairuán, en Ifriqiya (antigua Cartago, actual Túnez), el centro político del Occidente musulmán (Maghreb) en la primera mitad del y modelo para la Mezquita de Córdoba.

A partir del año 702, con el ascenso al trono de Witiza, y en medio de una gran hambruna, se produjeron enfrentamientos de sus partidarios con los del antiguo rey Ervigio, encabezados ahora por Rodrigo. En 710, a la muerte de Witiza, los nobles partidarios de Rodrigo le proclamaron rey, mientras que los partidarios de Witiza proclamaron rey a uno de sus hijos, Agila II. Los sucesos de 711 aparecen en las crónicas y la épica posterior con todo tipo de matices legendarios, y una narración muy gráfica (frente a la que se han construido todo tipo de interpretaciones historiográficas divergentes –destacando, por su planteamiento provocativo, la de Ignacio Olagüe, que niega la condición "invasora" de la islamización de España–):
Mientras Rodrigo acudía a Pamplona para sofocar una rebelión, se produjo el paso del Estrecho de las tropas del bereber musulmán Táriq, con la connivencia de Julián, conde de Ceuta (presuntamente ofendido por Rodrigo, que habría tenido relaciones en Toledo con su hija, la Cava). Las fuerzas que consiguió reunir Rodrigo para la batalla de Guadalete (o de la laguna de la Janda) fueron traicionadas por los hijos de Witiza y el obispo Oppas, que les facilitaron su penetración al interior, en un avance imparable. En 712, se le sumó una expedición posterior, dirigida por el gobernador árabe Musa ibn Nusair, interesado en controlar a su subordinado (así como el botín que se estaba reuniendo y cuya forma de repartir fue objeto de discusiones –que terminaron llevando a ambos caudillos a consultas con el Califa en Damasco, donde Musa fue juzgado y posteriormente asesinado–). El contingente militar reunido quizá ascendiera a unos 18 000 hombres, entre bereberes y árabes. Abd al-Aziz ibn Musa, el hijo de Musa, y los siguientes walíes ("gobernadores") consiguieron controlar la práctica totalidad del territorio peninsular hacia el 714 o 716. Incluso sobrepasaron los Pirineos, terminando con el núcleo visigodo de Narbona (rey Ardón –sucesor de Agila II–) en 720 y enfrentándose al reino franco, que les detuvo en la batalla de Poitiers (732).
La organización del territorio conquistado se fue efectuando mediante pactos de capitulación (ama) que permitieron la rápida conquista y la integración de comunidades completas de forma prácticamente inalterada a la nueva estructura sociopolítica. Otros grupos establecían pactos de clientela (wala), convirtiéndose al islam y manteniendo ciertas obligaciones. Se otorgaron distintos grados de autonomía local a los nobles y de pago de tributos a cada población, según el grado de afinidad que mostraran. No hubo ninguna voluntad inicial de imponer la religión islámica, aunque las conversiones fueron produciéndose, dando origen a una población musulmana de origen hispanorromano-visigodo: los muladíes (como el conde Casio, que dio origen a la poderosa familia de los Banu Qasi, que controlaban el valle del Ebro y mantuvieron relaciones fluidas con los cristianos no sometidos del norte –con los que mantenían relaciones de parentesco–, llegando incluso a aliarse contra el poder central de Córdoba). Los que permanecieron cristianos, pero aceptaron someterse a las nuevas autoridades musulmanas, son llamados mozárabes (como Teodomiro, al que se permitió mantener un extenso territorio en el sureste –el llamado reino de Tudmir–).
En puntos estratégicos las autoridades musulmanas mantuvieron algunas guarniciones militares (cuya principal finalidad era asegurar el cobro de las rentas). Han pervivido en la toponimia con la raíz qalat. En el valle del Duero se intentó la instalación de contingentes bereberes; volviendo a poblar (con población autóctona) asentamientos hacía tiempo abandonados, incluso de época prerromana. Tales enclaves se fortificaron con castillos, orientados más a mantener una cierta independencia frente Córdoba que a defenderse de los cristianos del norte.
La recaudación tributaria y el reparto del botín se realizaba dividiendo los bienes en dos categorías: bienes muebles (amwal) y los bienes raíces (aradi –especialmente las tierras–), con un régimen fiscal distinto para cada caso. A partir del 730 se endureció el régimen fiscal, en una coyuntura crítica de malas cosechas, que coincidió con un levantamiento de los bereberes (iniciado en el norte de África y convertido en el 740 en una gran revuelta que afectó a toda la península hispánica). La minoría árabe dirigente buscó el apoyo del centro político del occidente islámico (Maghreb), que por entonces estaba en Ifriqiya (Kairuán, antigua Cartago, actual Túnez), llegando incluso un contingente militar sirio. La revuelta fue sofocada, pero trajo como consecuencia el abandono de los bereberes de puntos estratégicos de la península, como el valle del Duero, pasando a concentrarse en torno a Mérida.
El abandono bereber del valle del Duero, sumado a las expediciones de castigo asturianas (Alfonso I), que estimularon a la población local para replegarse a la cordillera Cantábrica, motivaron a Claudio Sánchez Albornoz a acuñar el discutido concepto historiográfico de "desierto del Duero".
La necesidad de incrementar la presión fiscal para satisfacer las necesidades de una creciente élite dirigente musulmana sobre una población decreciente de dimmíes (no-musulmanes) llevó al incumplimiento de los pactos de capitulación.

#### Emirato Omeya independiente

División administrativa en koras al final del emirato.

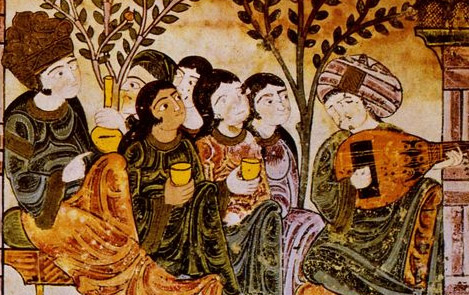
El músico y poeta Ziryab, llamado a al-Ándalus por Alhakén I, convirtió la corte cordobesa en un foco de refinamiento cultural.

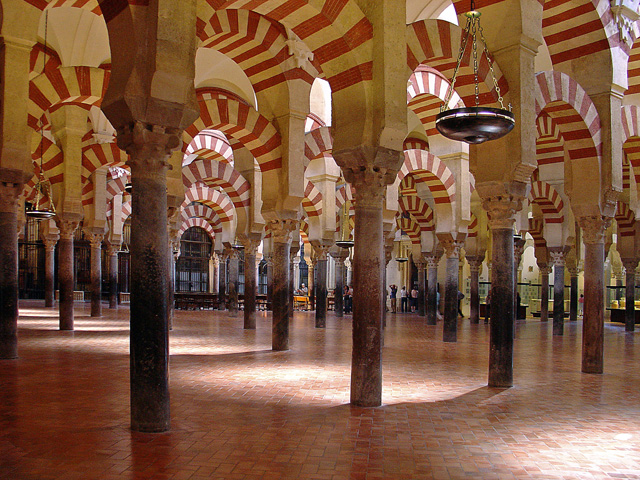
Mezquita de Córdoba.

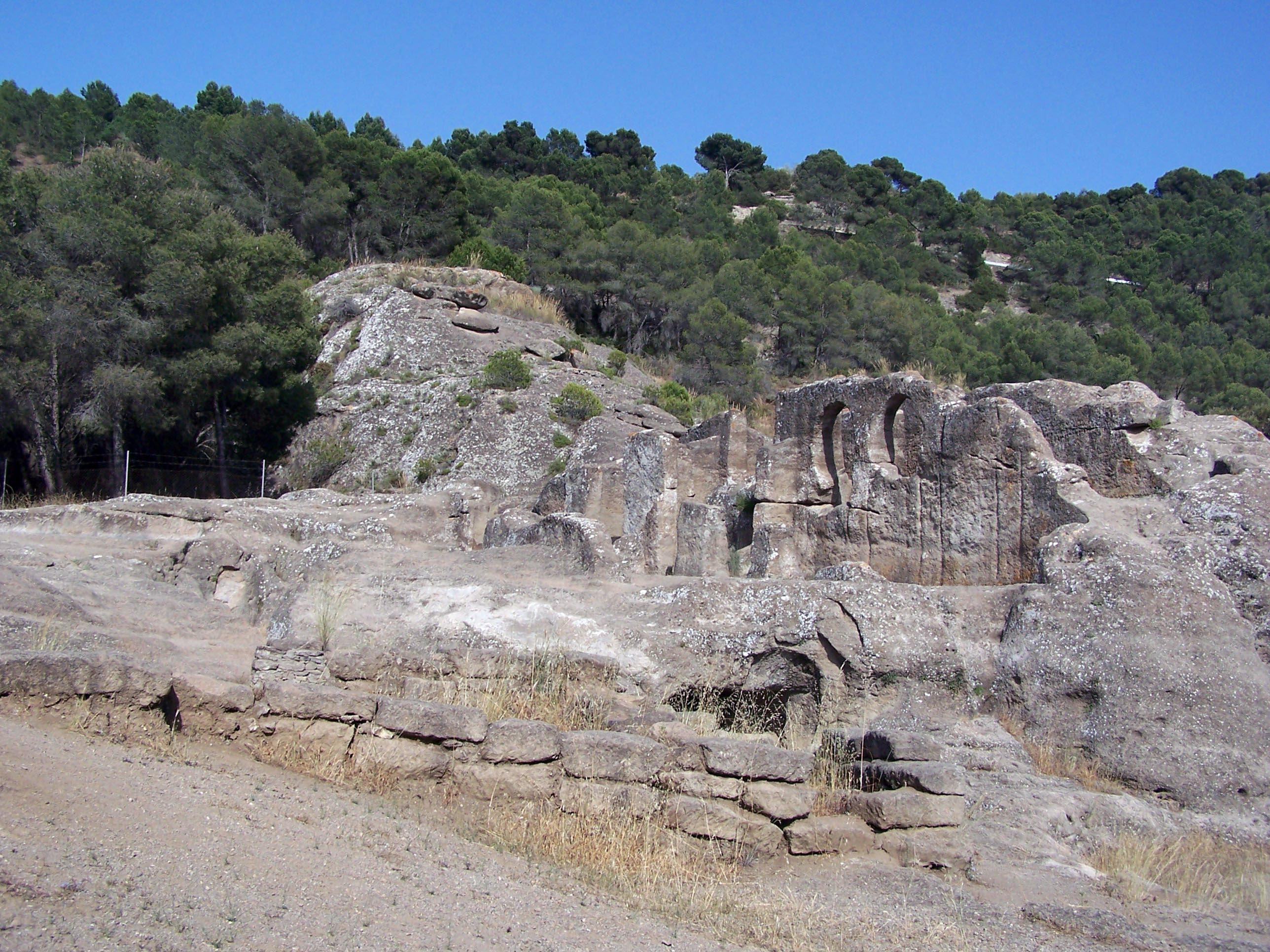
Ruinas de la iglesia rupestre de Bobastro.

Un acontecimiento ocurrido en el centro del mundo islámico tuvo trascendentales consecuencias: en el 750 los Abbasíes derrocaron a los Omeyas, asesinando a toda la familia con excepción de Abderramán I, que consigue escapar, cruzando todo el norte de África y refugiándose en al-Ándalus, donde tomó el título de emir de Córdoba (756) y gobernó independientemente de los nuevos califas, que cambiaron la capital musulmana de Damasco a Bagdad.
Abderramán, su hijo Hisam I y sus sucesores intensificaron la islamización y arabización de al-Ándalus, haciendo venir a alfaquíes del norte de África. Se creó un grupo de presión religiosa, que se hizo sentir contra los mozárabes y los núcleos cristianos del norte (independientes de hecho, pero teóricamente subordinados a la autoridad de Córdoba). Al Hakam I pretendió hacer cumplir en todo su rigor las antiguas condiciones de capitulación de los visigodos, y presionaba tanto a los denominados dhimmies (cristianos y judíos) como a las koras fronterizas del norte, que se gobernaban de forma muy autónoma (marca superior –Zaragoza, dominada por los muladíes–, marca inferior –Mérida, dominada por los bereberes– y marca media –Toledo, de gran presencia mozárabe–). Una episodio de fortísima represión se produjo en la jornada del foso de Toledo (797). En la propia Córdoba se produjo la revuelta del Arrabal (818), sofocada con dureza.
Abderramán II multiplicó los gastos suntuarios. El emirato comenzó una crisis visible en el incremento de las revueltas internas (revuelta de Toledo –Sindola, 853–, revueltas en Tudela de Muza ibn Muza –un Banu Qasi, que se apoya en sus parientes cristianos de Pamplona, los Arista–, 842-850,). Entre el 850 y el 859 se produjo la crisis de los mozárabes cordobeses seguidores de San Eulogio que se enfrentaban voluntariamente al martirio provocando a las autoridades musulmanas. Los pactos de capitulación, que se habían mantenido en mayor o menor medida desde el siglo VIII, dejaron de tener vigencia. La primera incursión vikinga se dio en el 844. Tras ser rechazados en la costa cantábrica (por Ramiro I de Asturias), bordearon la fachada atlántica, saquearon Lisboa y remontaron el Guadalquivir hasta Sevilla. Abderramán II se vio obligado a desviar las tropas de la marca superior para vencerlos. En época de Muhámmad I otra incursión normanda saqueó Galicia, Lisboa y Algeciras, y remontando el curso del Ebro llegó a hacer prisionero al rey de Pamplona. A raíz de este episodio, el reino de Pamplona pasó a buscar apoyos cristianos frente a su anterior apoyo en los muladíes de Tudela.
Numerosas revueltas buscaron incluso el apoyo de los cristianos del norte, incrementando la debilidad del poder central y la situación de inseguridad, que hizo surgir poderes locales autónomos. Particular importancia tuvo la rebelión de Omar ibn Hafsún, muladí que renegó del Islam y se convirtió al cristianismo, consiguiendo el control de un amplio territorio en torno a Bobastro desde el año 880, que su hijo mantuvo hasta el 928.
Tanto estos poderes autónomos como los gobernadores fieles al emir recurrieron a la fortificación. Se constata la existencia de torres defensivas en la costa y de ribats (regiones controladas mediante fortificaciones a cargo de grupos religioso-militares dedicados a la guerra santa –Yihad–, predecesores de las órdenes militares cristianas) que resguardaban los accesos a zonas costeras y valles de los ríos. En los distritos fortificados se dio una progresiva feudalización. Aunque se mantenía la dependencia teórica con Córdoba, los que ocupaban cargos locales de poder lo hacían en forma patrimonializada, como un tasgil ("señorío") que el emir sólo podía ratificar. La iqtá suponía una base patrimonial de tierras y rentas.

Asbag ben Isa el Xarac me contó lo siguiente:
Un día iba yo en compañía del juez Áhmed ben Baquí a tiempo en que casi nos tropezamos con un borracho que iba delante de nosotros. El juez tiró de las riendas de su caballería y refrenó su marcha, esperando que el borracho advirtiera o notara que el juez estaba cerca y se largase apresuradamente; pero cuanto más lentamente iba el juez, el borracho se paraba más. Hasta que el juez no tuvo mas remedio que acercarse y darse por entendido. Yo pude notar, viéndole perplejo ante ese espectáculo y sabiendo que era hombre de muy blando corazón, la repugnancia que sentía en imponer a nadie la pena de azotes, y dije entre mí:
— ¡Ah caramba! A ver cómo te las compones para salir de este apuro, ¡oh Abenbaquí! 
Y al acercarnos al borracho, me veo, con gran estupefacción mía, que se vuelve hacia mí y me dice:
— Mira, mira ese desdichado transeúnte, me parece que ha perdido el seso.
— Sí — contestéle — es una gran desgracia.
El juez se puso a compadecerse de él y a pedir a Dios que le curase la locura y le perdonara sus pecados.
También cuenta Asbag lo siguiente: Estábamos un día en su casa, yo y su secretario Abenhosn, cuando se presentó un almotacén trayendo un hombre que olía a vino. El almotacén le denunciaba como bebedor. El juez dijo a su secretario Abenhosn:
— Huélele el aliento.
Y el secretario se lo olió y dijo:
— Sí, sí, huele a vino.
Al oír eso pintóse en la cara del juez la repugnancia y el disgusto que esto le causaba, e inmediatamente me dijo a mí:
— Huélelo tú. 
Yo lo hice y le dije:
— Efectivamente encuentro que huele a algo; pero no percibo con seguridad que sea olor de bebida que pueda emborrachar.
Al oír eso brilló en la cara del juez la alegría y dijo inmediatamente:
— Que lo pongan en libertad; no está probado legalmente que haya cometido esa falta.
Aljoxaní, Kitáb al-qudá bi-Qurtuba ("historia de los jueces de Córdoba"), año 969.

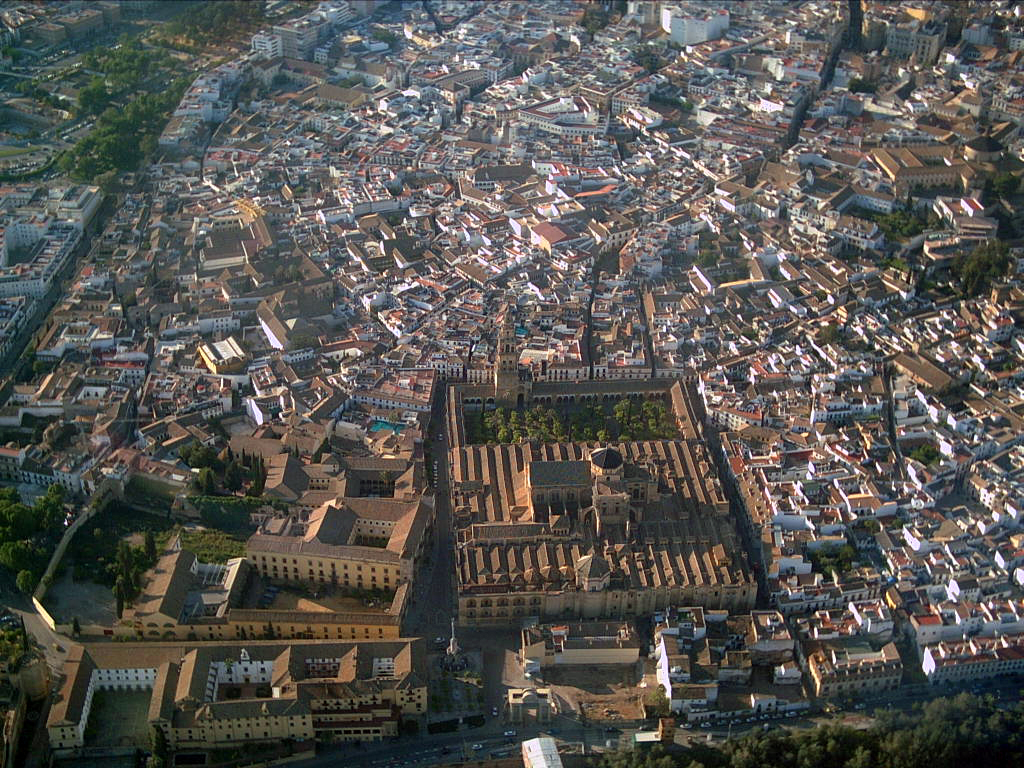
Vista aérea de Córdoba. Con más de cuatrocientos mil habitantes en torno al año 1000, la Córdoba califal era posiblemente la ciudad más grande de Europa y una de las mayores del mundo, más poblada incluso que la Córdoba actual.

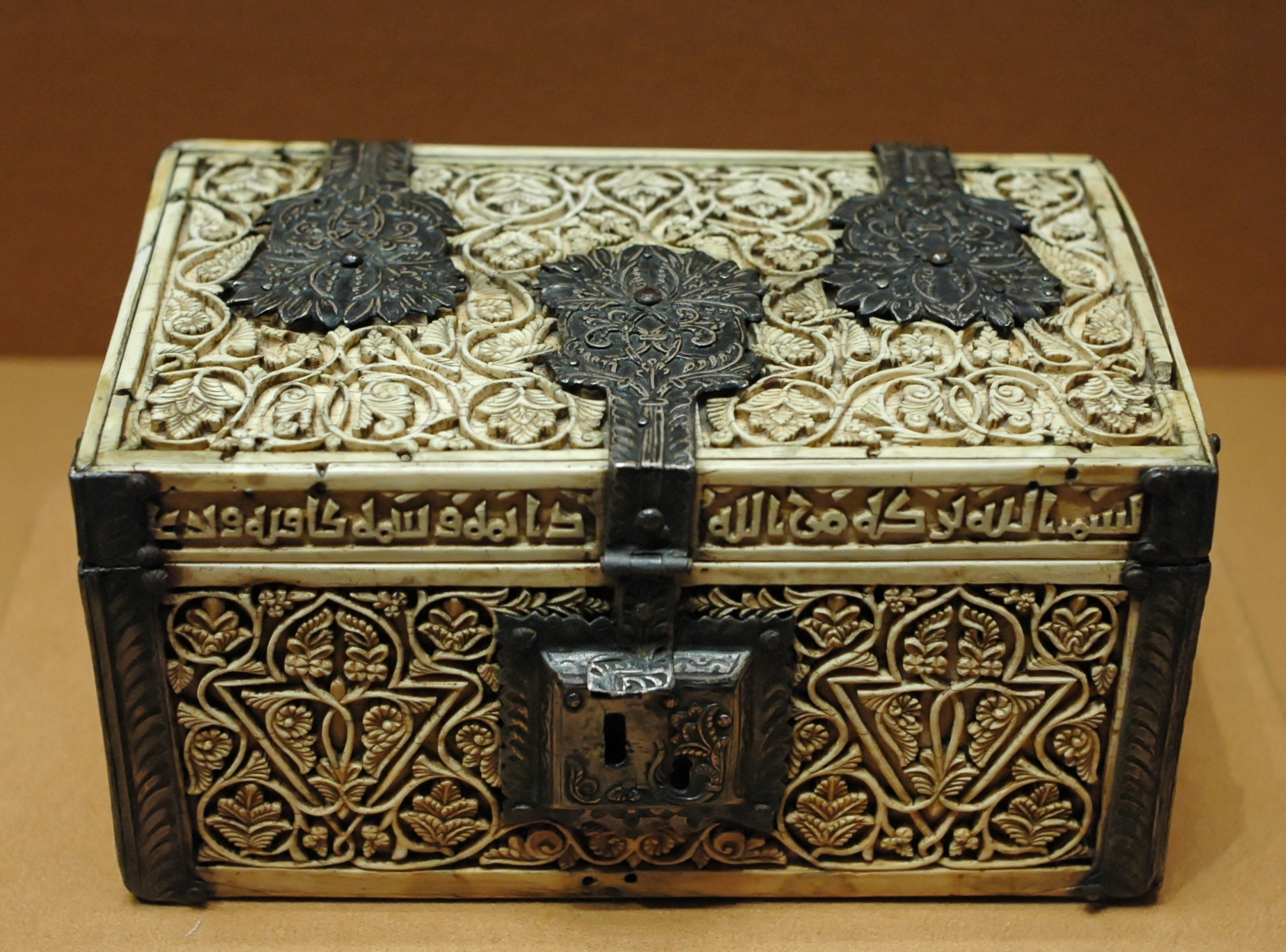
Arqueta procedente de Medina Azahara.

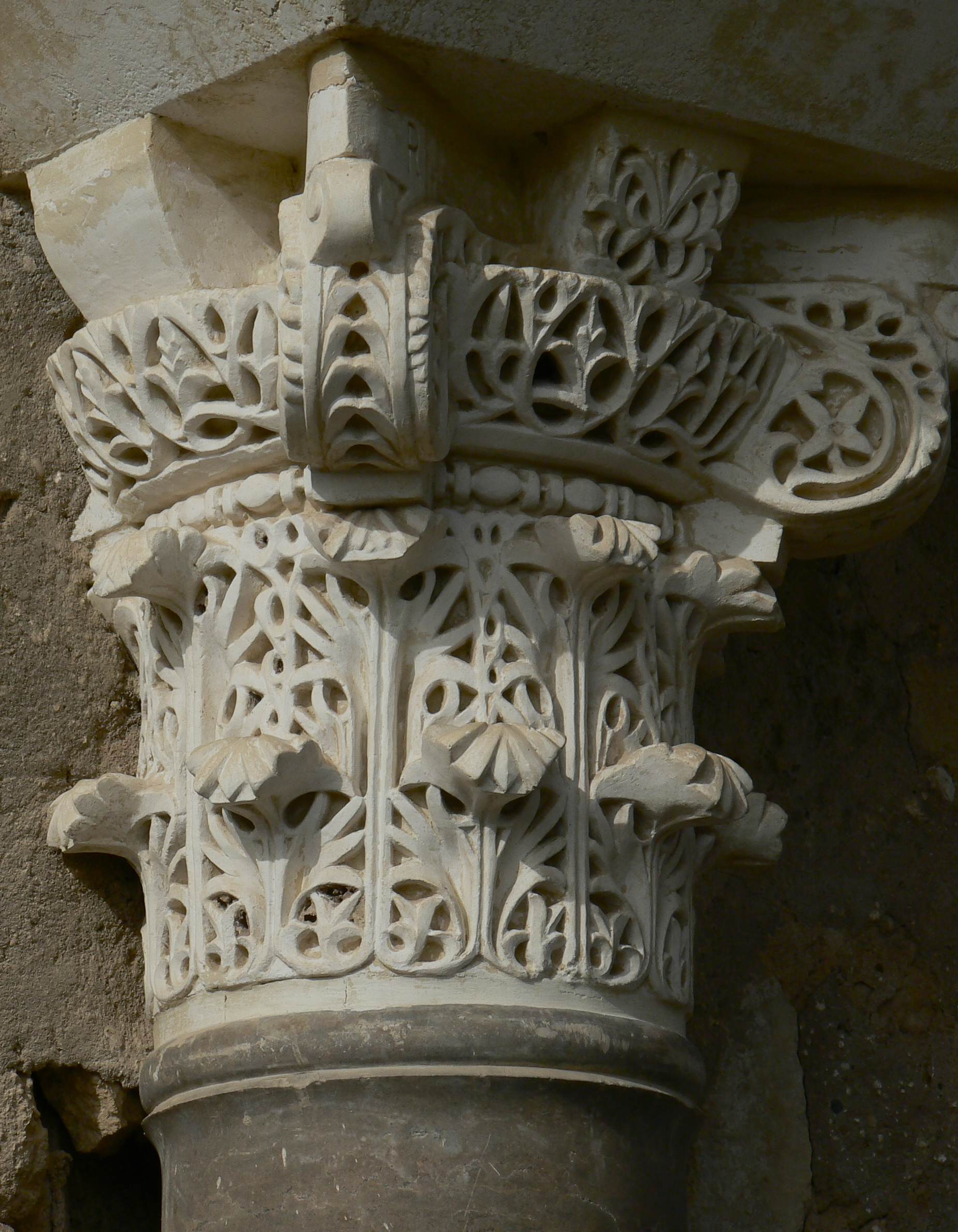
Capitel de Medina Azahara.

Campañas de Almanzor.

#### Califato de Córdoba
El año 929 el emir Abderramán III puso fin a la teórica dependencia religiosa de los musulmanes andalusíes respecto a Bagdad y se proclamó califa (sucesor del Profeta y jefe de los creyentes). El título, usado por sus herederos hasta los primeros años del siglo XI, también cuestionaba los derechos de los fatimíes que, desde el norte de África, pretendían reunificar el mundo musulmán como sucesores de Fátima, la hija del profeta; amenazando las rutas comerciales controladas por los mercaderes de Al-Ándalus. Tras recibir el juramento de fidelidad de Muhammad ben Jazar, jefe de las tribus bereberes zanatas, tropas omeyas controlaron Tánger, Melilla (927) y Ceuta (931). El control andalusí de la zona (un verdadero protectorado) llegó a su máximo a finales del siglo, con las campañas contra los idrisíes, que permitieron las tomas de Arcila (986) y Orán (998); y hacia el sur el enclave caravanero de Siyilmasa. Los fatimíes se vieron obligados a orientar su interés hacia el este, conquistando Egipto (969) y desplazando su capital de Ifriqiya a El Cairo. A pesar de que buena parte de la historiografía se centra en la dimensión peninsular del Califato, su principal preocupación estratégica fue norteafricana.
Abderramán III también modificó la organización militar, introduciendo en el ejército a mercenarios bereberes y a saqaliba (término para referirse a los "esclavos" comprados en los mercados europeos, especialmente los reconocibles por su piel clara y pelo rubio, que dio origen al término "eslavo", aunque no todos tendrían este origen étnico).
Su programa constructivo en torno a Córdoba no se limitó a la ampliación de la Mezquita (tradición iniciada con Abderramán I y que mantuvieron prácticamente todos los principales emires y califas), sino que incluyó una entera ciudad palatina de magnificencia legendaria: Medina Azahara, planificada para deslumbrar a las embajadas que llegaban desde todo el mundo conocido.
El Califato de Córdoba se convirtió en una gran potencia económica y militar, y culturalmente llegó a una verdadera "edad de oro": no sólo los califas, sino un gran número de personajes de la élite social, competían en mantener en su torno grandes o pequeños cortejos de poetas y músicos, y nutridas bibliotecas (aunque la función que pretendían no era tanto expandir el conocimiento, sino prestigiar al propietario). La biblioteca de Al-Hakem II, que incluía una escribanía y un taller de encuadernación, reunió miles de libros de todo tipo de procedencias en su biblioteca (el catálogo ocupaba cuarenta y cuatro volúmenes). A su muerte, los malikíes consiguieron que muchos de ellos (de temáticas problemáticas, como filosofía y astronomía) fueran quemados o arrojados a un pozo. Es imposible precisar el grado que alcanzó la alfabetización, pero sin duda fue muy superior al de otras zonas. El fluido intercambio de ideas entre teólogos, juristas, médicos, matemáticos y científicos de los más diversos ámbitos (muchos de ellos especialistas en varios de esos campos) estimulaba el progreso intelectual. La escuela o madraza de la mezquita de Córdoba en la época de Hixem II era un centro de saber no sólo comparable, sino probablemente superior a otros centros similares del ámbito islámico, y muy superior a las precarias escuelas monásticas y catedralicias de la Europa cristiana contemporánea (la comparación con los conceptos posteriores de studium generale y universidad medieval, que se hace con frecuencia, es innecesariamente anacrónica).
A finales del siglo X los califas pasaron a ser figuras sin poder efectivo, que delegaron su ejercicio, con el cargo de hiyab, en un ambicioso personaje: Almanzor. Tanto para legitimar su posición como para frenar el desarrollo de los reinos cristianos del norte y para obtener botín, organizó las famosas aceifas, razzias o campañas de Almanzor; una serie de cincuenta y dos expediciones de saqueo que repitió con una frecuencia casi anual (aunque llegó a realizar cinco en un solo año, el 981), en los meses de verano (aceifa viene de sayf –"verano", "cosecha"–), muy a menudo desde la base de Medinaceli. El objetivo no era la ampliación territorial, excepto en la zona al sur del Duero, donde la toma de Rueda, Sepúlveda y Atienza en 981, le hicieron ganar su sobrenombre: al-mansur ("el victorioso").
La ciudad de León fue saqueada cuatro veces, pero también se vieron afectadas Pamplona o Barcelona, llegando hasta Narbona. En el saqueo de Santiago de Compostela de 997 hizo llevar las campanas de la catedral hasta Córdoba, cargadas por los esclavos que fueron tomados. El predominio militar musulmán de la época era evidente, y en pocas ocasiones se encontró con una oposición eficaz, salvo en algún caso en que tuvo que enfrentarse a coaliciones cristianas (batalla de Cervera, año 1000).
La muerte de Almanzor (legendariamente, en la batalla de Calatañazor, 1002) no significó inmediatamente el final del Califato Omeya ni del predominio musulmán, pero sí evidenció las tensiones políticas internas que condujeron a su descomposición; que no obstante tardaría en producirse más de veinte años, tras prolongados enfrentamientos entre jefes militares rivales, incluidos los propios hijos de Almanzor (Abd al-Malik al-Muzaffar y Abderramán Sanchuelo).

Taifas en torno a 1080.

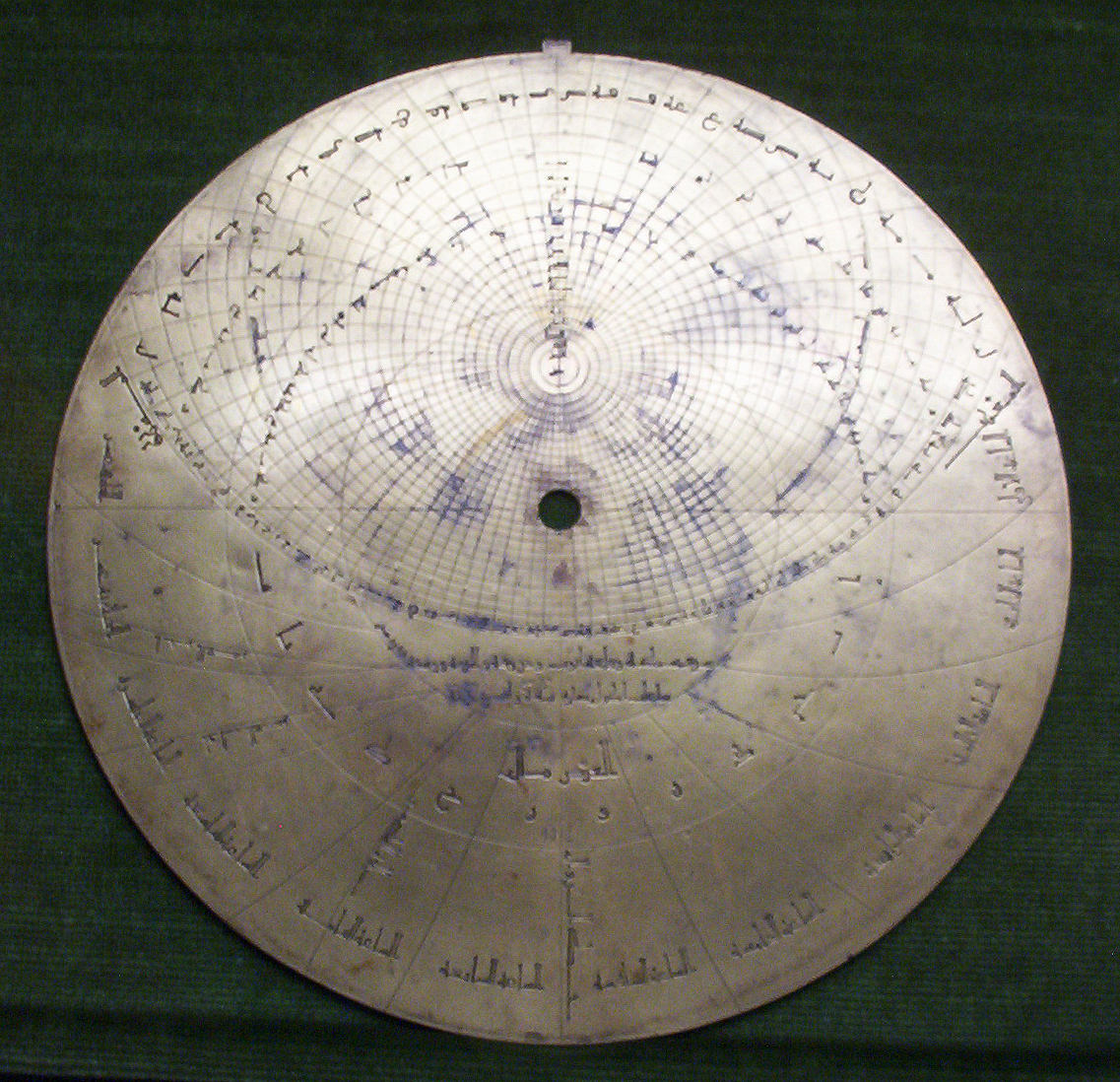
Astrolabio andalusí de 1067.

#### Crisis del califato y primeras taifas
En el 1008 Abd al-Malik al-Muzaffar, el hijo de Almanzor, había realizado la última incursión de castigo contra los cristianos del norte tomando botín y recaudando tributos. Entre 1009 y 1010 las revueltas y sublevaciones protagonizadas por Muhammad II al-Mahdi, con la intervención de mercenarios cristianos proporcionados por los condes de Barcelona y Urgel, iniciaron la crisis final del Califato. Aunque este que no dejó de tener titular hasta la muerte de Hixam III (1031), con anterioridad muchos territorios se habían independizado por iniciativa de los gobernadores provinciales de las koras (ya administradas desde el emirato con mucha autonomía y diversidad étnica y tribal) que se denominaron taifas (palabra que en árabe significa "bando" o "facción"), imponiéndose a sus dirigentes los pretenciosos títulos de walí o emir.
Hubo taifas gobernadas por bereberes (taifa de Badajoz, taifa de Toledo, taifa de Granada) y por saqaliba o eslavos (las de Levante). Las élites burocráticas, terratenientes o de origen militar, se rodearon de séquitos armados y llegaron a formar una nueva aristocracia que, independientemente de su origen étnico real, se arabizaban o presentaban como árabes, prestigiándose sobre la mayoría de la población muladí y sobre los de origen bereber.
Mientras la sociedad andalusí evolucionaba hacia una gran complejidad política y social y refinamiento cultural, las necesidades militares aumentaban. Los dirigentes de las taifas recurrieron cada vez más a mercenarios cristianos, que terminaron imponiendo su dominio militar y pasaron a cobrar no por sus servicios militares, sino precisamente por no emplearlos contra sus pagadores (el cobro denominado parias). La creciente participación de los reinos cristianos, cada vez más fuertes, en los asuntos internos de las taifas, llevaron a un grado de subordinación política que las convertía en verdaderos estados-vasallo.
La evidencia de la posibilidad de una conquista cristiana, el incremento de la presión fiscal (por encima de las normas islámicas) y las predicaciones de los alfaquíes suscitaron constantes revueltas. Tras la caída de la taifa de Toledo (1085), Al Mutamid de Sevilla y otros reyes de taifas decidieron llamar en su ayuda a sultán almorávide, Yusuf ibn Tasufin, que había unificado el norte de África bajo una doctrina rigorista. Tal intervención significó el final de la independencia de las propias taifas.

Una vez, en Almería, estaba yo de visita sentado en corro, en la tienda de Isma’il ibn Yunus, el médico judío, que era ducho en el arte fisiognómica y muy perito en ella, cuando Muxahid ibn al-Husayn al-Qaysi le dijo, señalando a un hombre, llamado Hatim Abu-l-Baqa’, que pasaba frente a nosotros:
- “¿Qué dices de ese?” 
Isma’il lo miró un momento y luego dijo: 
- “Que es un enamorado”
- “Acertaste”, dijo Muxahid; “pero ¿cómo lo sabes?”
- “No más”, contestó, “que por la excesiva abstracción que lleva pintada en el semblante, para no hablar de sus otros ademanes. He deducido que se trata de un enamorado, sin que haya lugar a dudas.”
Ibn Hazm, El collar de la paloma, ca. 1022.

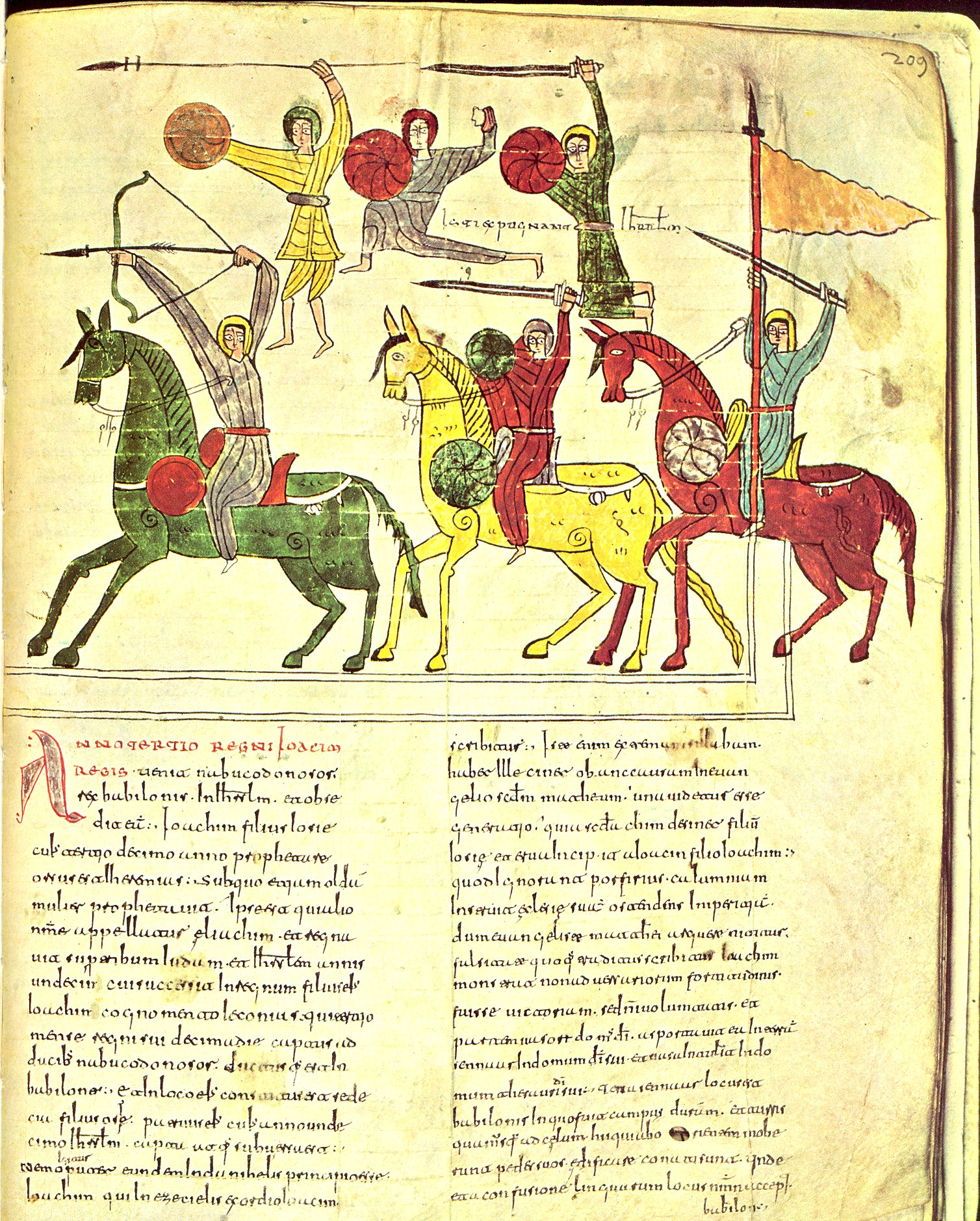
Ilustración del Beato de Urgel.

### Reinos cristianos del norte peninsular
La aparición de los reinos hispanocristianos del norte plantea una serie de problemas historiográficos que aún siguen sin resolverse. La interpretación goticista tradicional pretende verlos como una continuidad de los visigodos, especialmente el reino de Asturias (que se legitimó a sí mismo de este modo a través de sus Crónicas). La interpretación de Abilio Barbero y Marcelo Vigil da un peso mucho mayor a los pueblos prerromanos de la Cordillera Cantábrica (cántabros, astures y vascones), de precaria romanización y cristianización (basada sobre todo en los eremitas) y problemáticamente sujetos al reino visigodo. Posteriores interpretaciones historiográficas y arqueológicas lo cuestionan. La continuidad visigoda era más clara en la Septimania (la zona al noreste de los Pirineos con centro en Narbona, donde Ardón se mantuvo como rey visigodo hasta el 720); y precisamente fue allí donde la intervención del reino franco fue más evidente, tras el fracaso de la intervención de Carlomagno en Zaragoza (778), con la creación de una Marca Hispánica que también comprendió los demás núcleos pirenaicos tras la conquista de Barcelona (801) y de Pamplona (806).
La presencia de los invasores musulmanes en estas zonas marginales no pudo ser muy intensa. Su derrota en el enfrentamiento denominado en las crónicas cristianas como batalla de Covadonga (722) no supuso un freno a los planteamientos expansivos de los musulmanes en otras zonas, que se mantuvieron al menos hasta la batalla de Poitiers (732). Tampoco la independencia de estos núcleos era totalmente efectiva, como demuestra la capacidad musulmana de intervenir en su política interior (reposición del rey Mauregato), realizar expediciones de castigo (aceifas) cuando lo consideraban adecuado, o imponer signos de sumisión (como el mantenimiento de rehenes en Córdoba o el más o menos mítico tributo de las cien doncellas); y, en el terreno religioso, la continuidad de la dependencia a la autoridad del obispo de Toledo (perfectamente adaptado a la convivencia con las autoridades musulmanas) hasta la restauración de los primeros obispados locales (Lugo en 741 –no hubo obispo de Oviedo hasta 802–) y la apología de Beato de Liébana contra el obispo Elipando de Toledo (794). La diócesis de Pamplona se mantuvo precariamente (pudo trasladarse a Leyre durante la invasión), y su obispo Wilesindo aparece como referente de San Eulogio de Córdoba ya en 851. Algo similar ocurrió con las diócesis de Gerona y de Barcelona.
Mientras que del siglo VIII apenas quedan testimonios materiales, en los siglos IX y X se desarrollaron programas constructivos de cierta envergadura, así como un notable florecimiento de la iluminación de manuscritos (especialmente, los Beatos). La historiografía del arte utiliza las etiquetas arte prerrománico, arte asturiano, arte mozárabe, arte de repoblación o arte condal para designar a estas piezas, no siempre de forma unívoca. Las formas estilísticas mantienen cierta continuidad con el arte visigodo, y paralelismos con el prerrománico europeo (arte carolingio, arte otoniano). Para los tejidos de lujo y las artes suntuarias, de fácil importación, los reinos cristianos de esta época (y de los siglos posteriores) recurrieron en buena medida al arte andalusí (arqueta de Leyre, píxide de Zamora, píxide de Al-Mughira, arqueta de Palencia).
Véase referencias y galería de imágenes de Prerrománico español en la nota al pie.

#### Núcleos occidentales

##### Reino astur-leonés

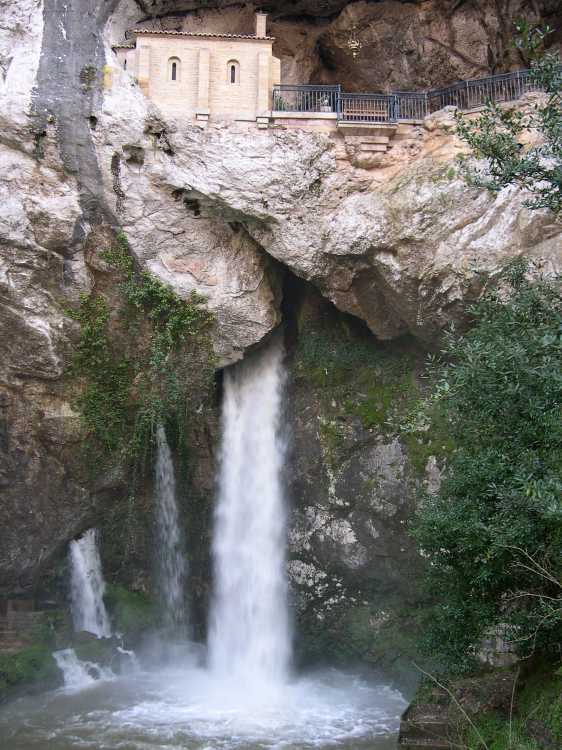
La Santa Cueva de Covadonga.

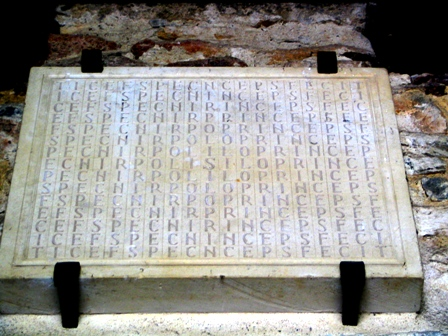
La piedra de Silo, en la iglesia de San Juan (Santianes de Pravia).

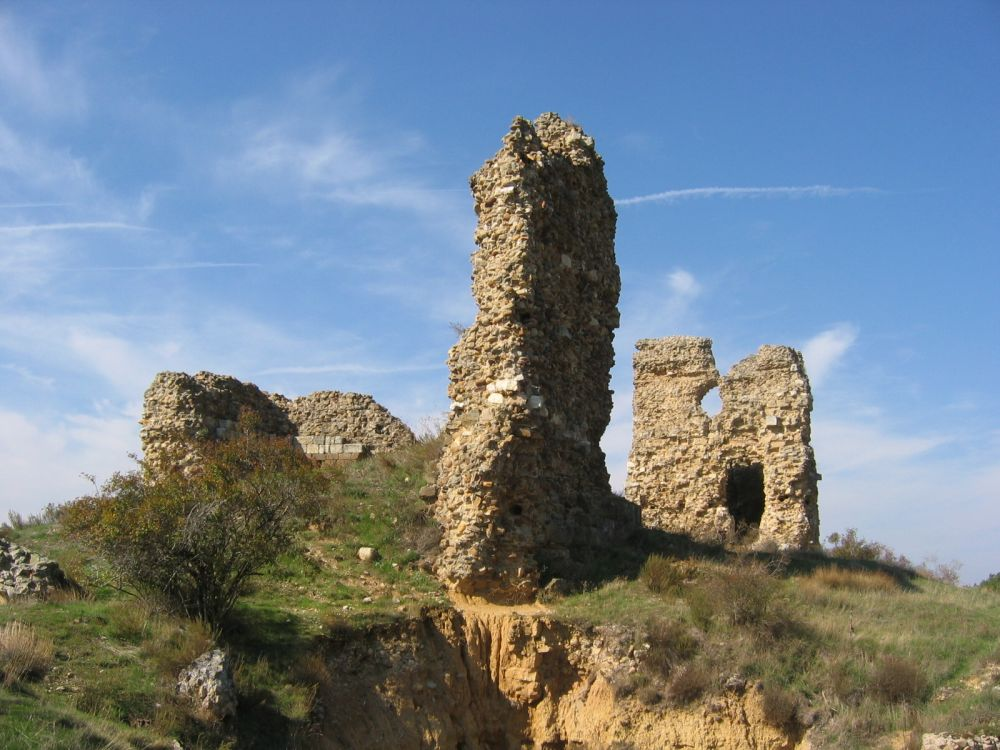
Castillo de Saldaña.

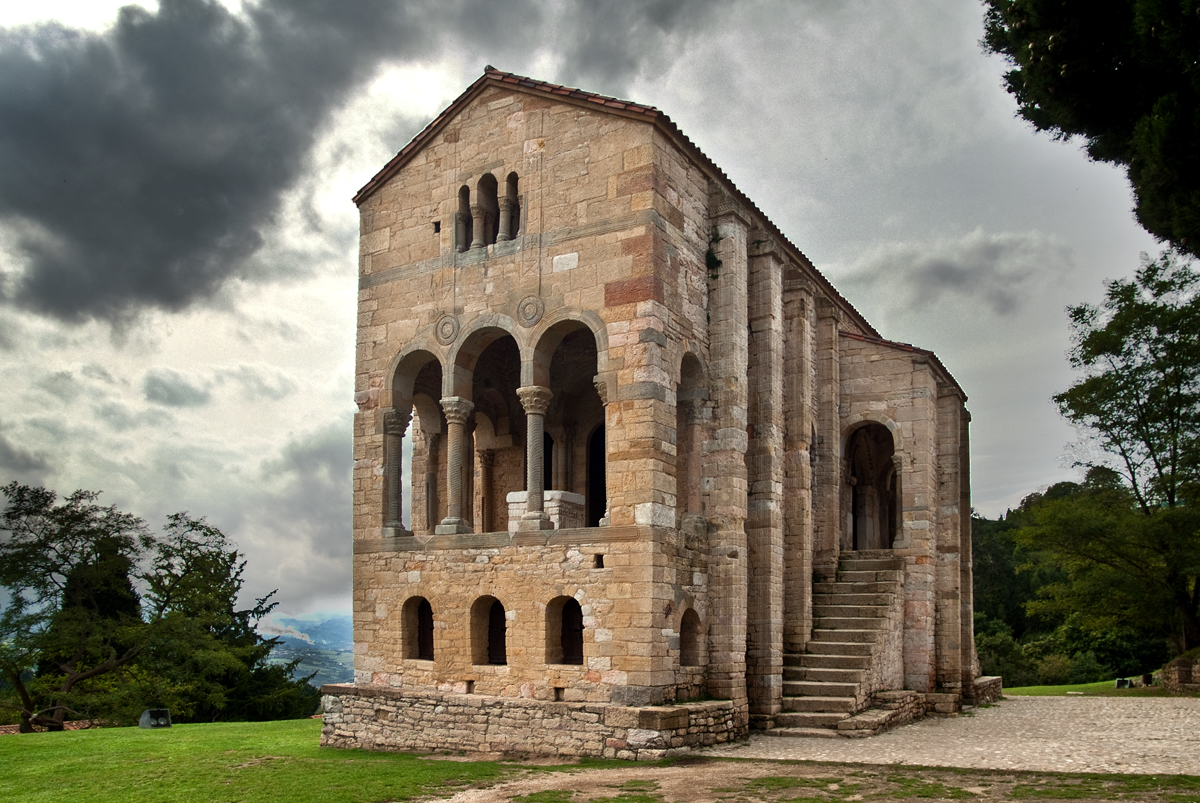
Santa María del Naranco, que ocupa el Aula Regia del desaparecido complejo palaciego del rey Ramiro I de Asturias.

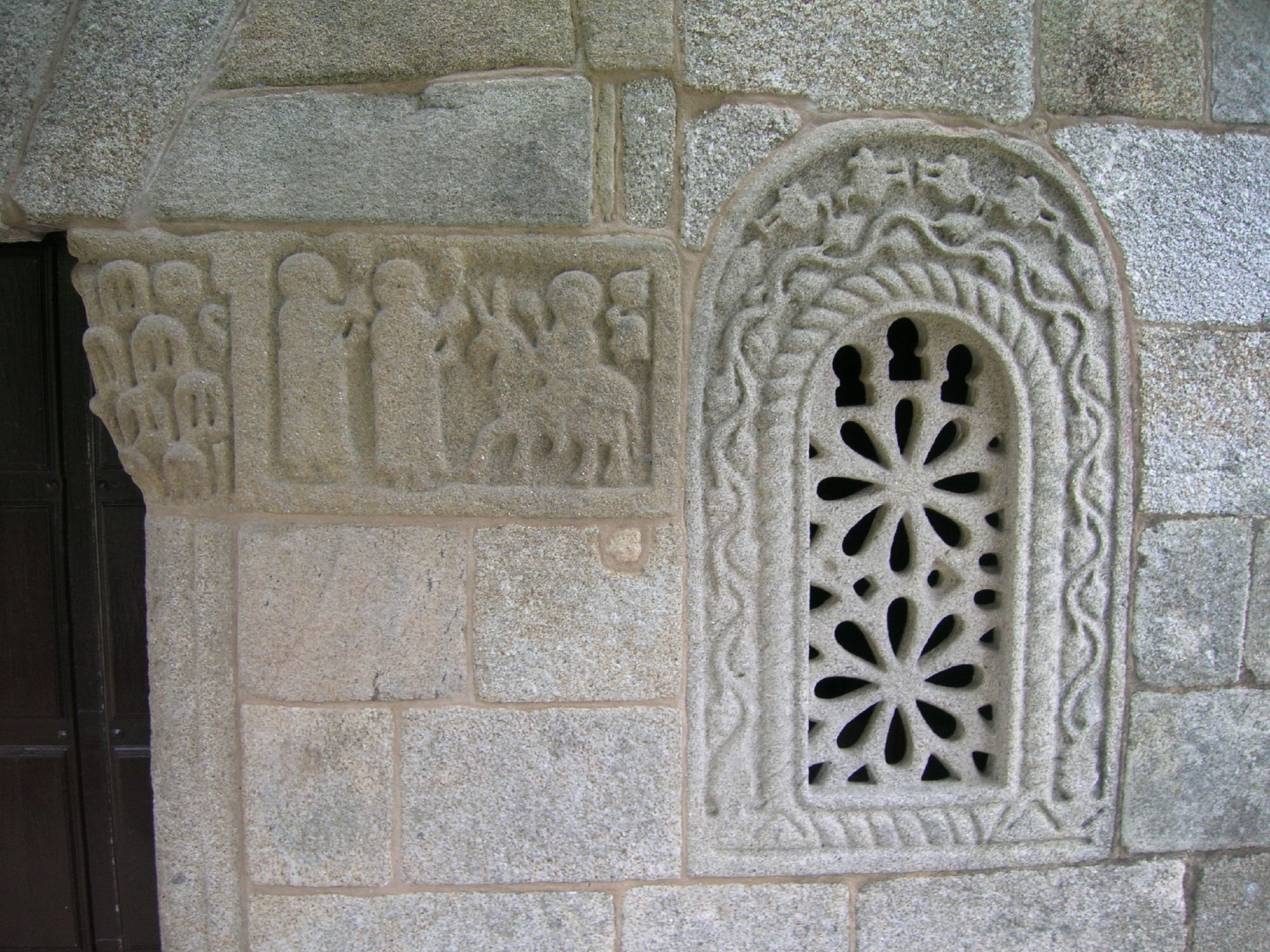
Capilla de San Xes de Francelos.

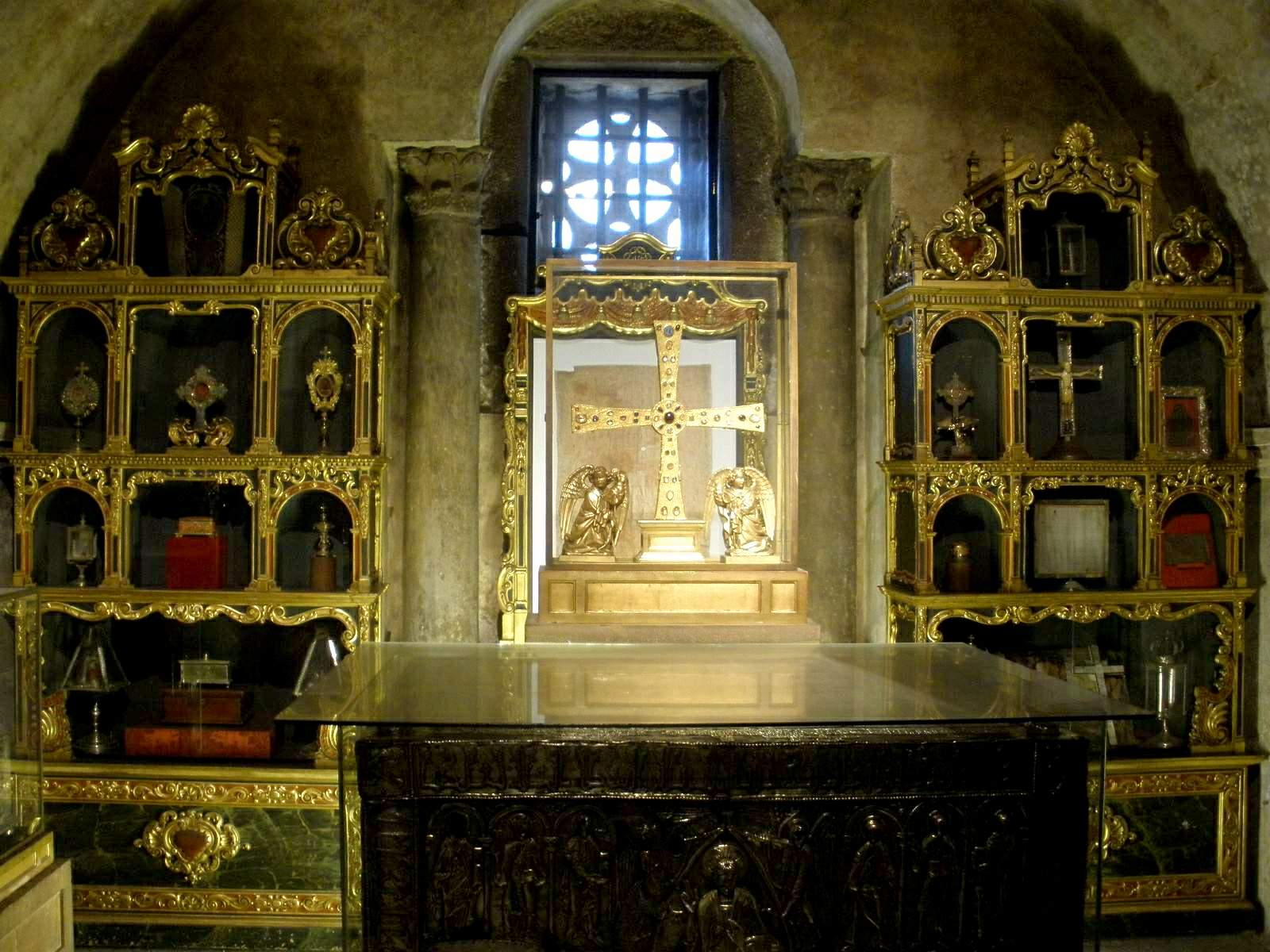
Cámara Santa de Oviedo.

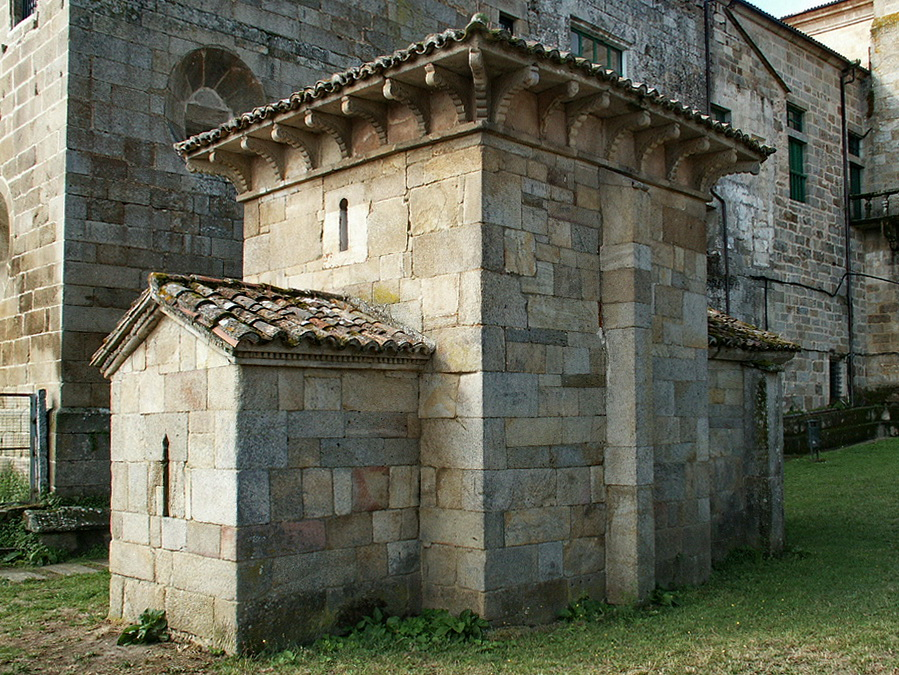
Oratorio de San Miguel de Celanova.

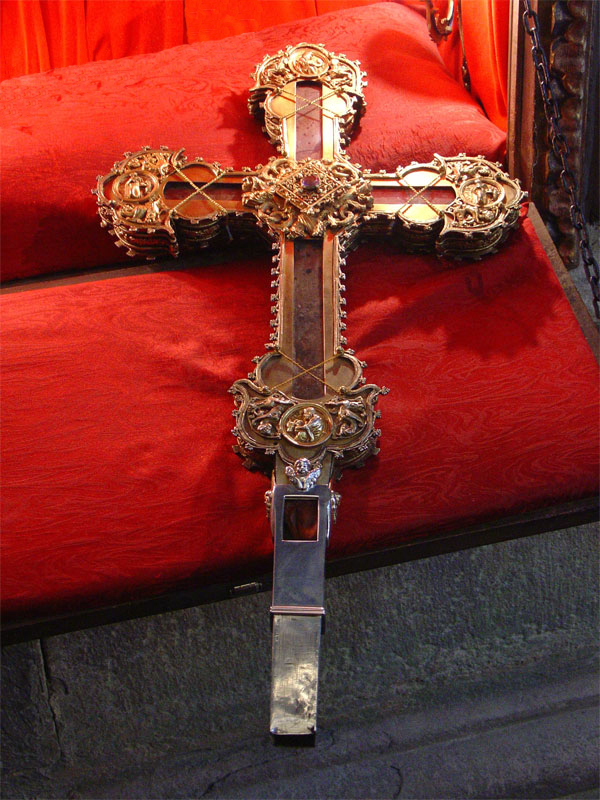
El Lignum Crucis de Santo Toribio de Liébana, el mismo monasterio del que provenía Beato de Liébana.

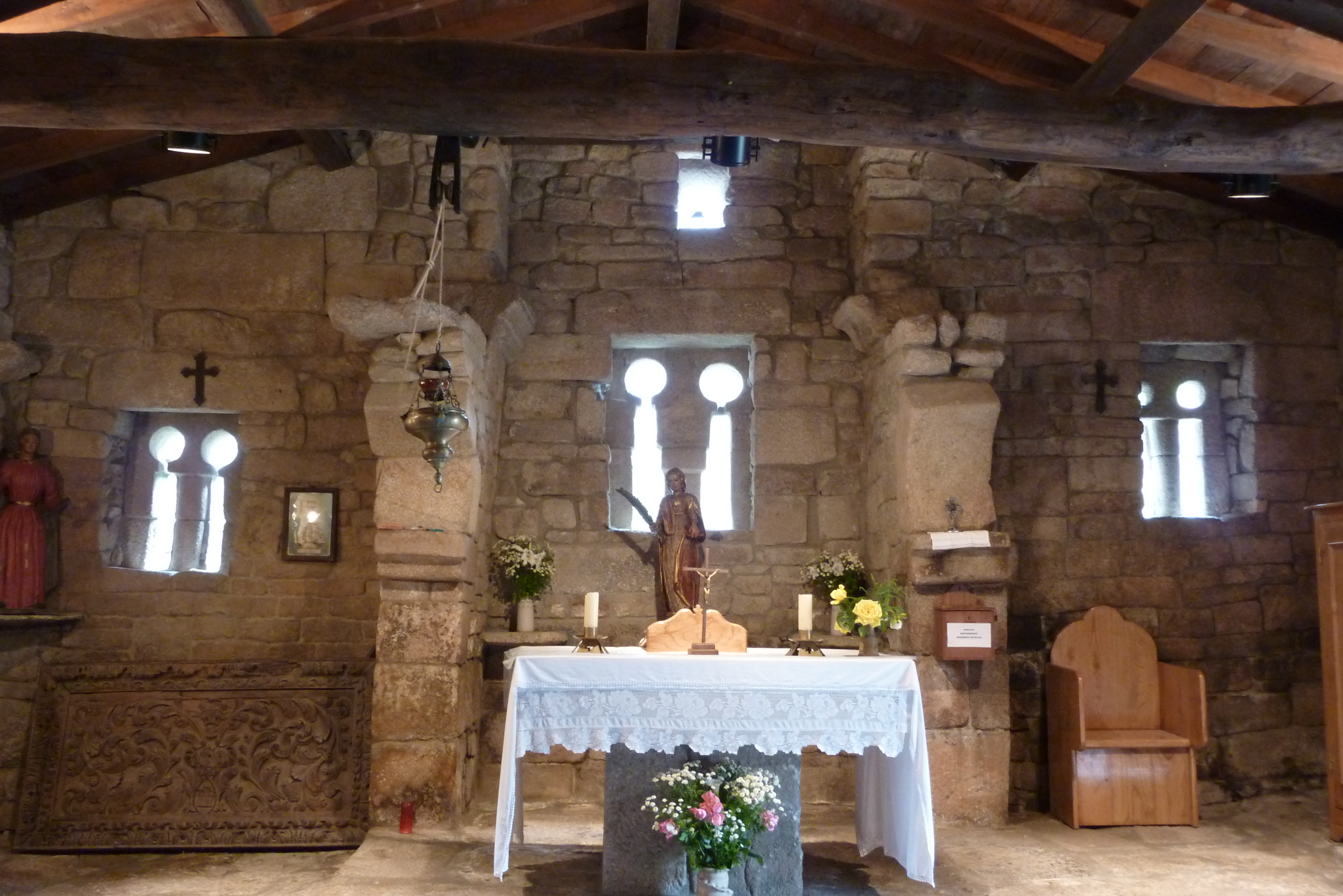
Santa Eufemia de Ambía.

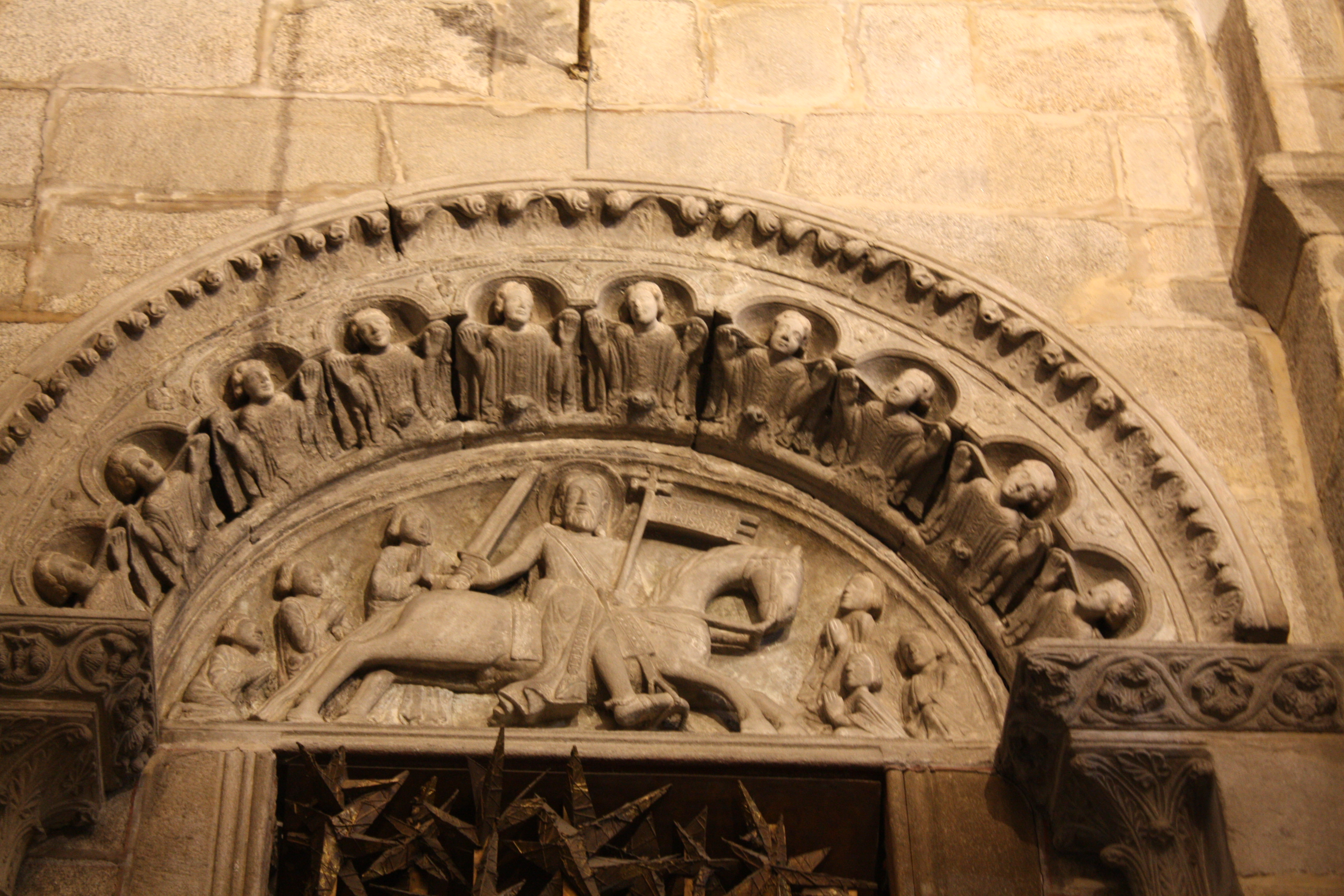
Tímpano románico que representa la mítica batalla de Clavijo (844), intervención de Santiago matamoros en favor de los cristianos que justificaba el pago anual del voto de Santiago a la diócesis de Santiago de Compostela.

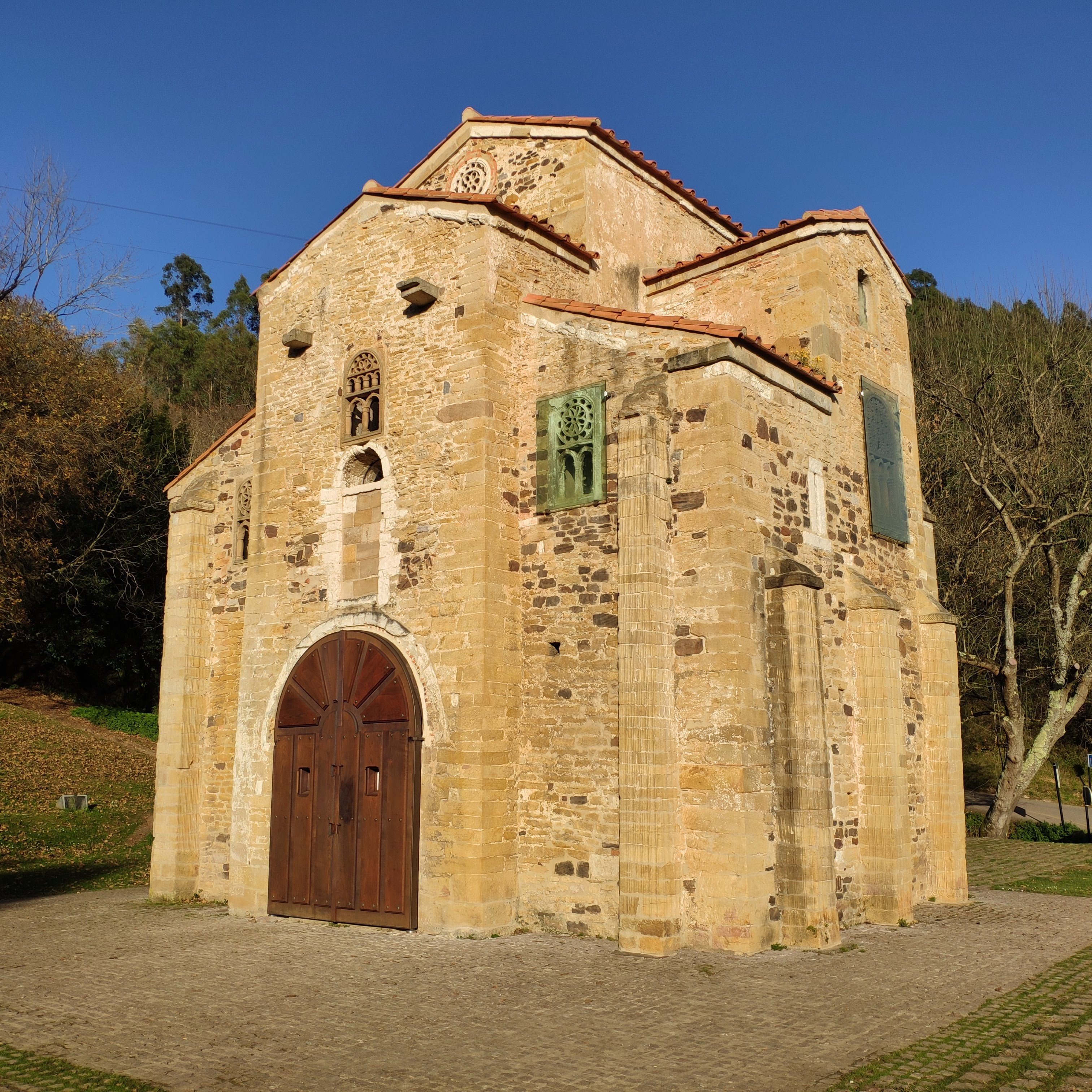
San Miguel de Lillo.

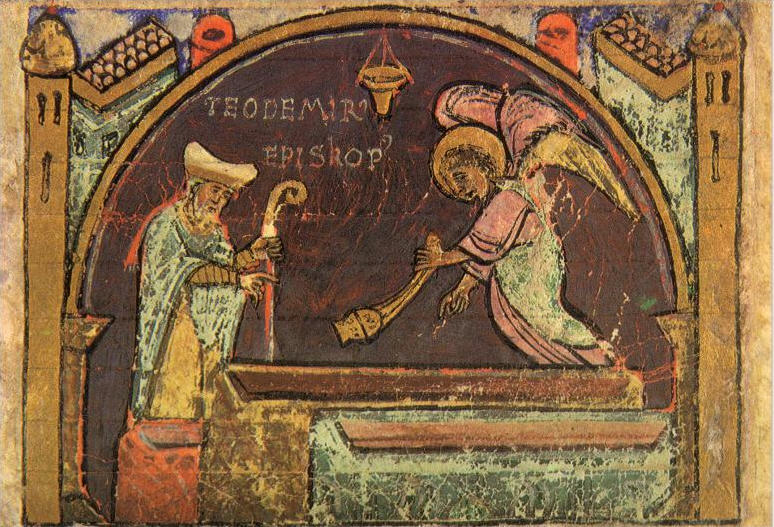
El obispo Teodomiro halla la tumba de Santiago, ilustración del Tumbo A.

Evolución de la sociedad gentilicia tradicional con la incorporación de la influencia muladí y mozárabe. Transformación de los jefes de tribus y clanes en cabezas de linajes aristocráticos feudales. Constitución de poderes territoriales. Aparece un príncipe que a veces tiene el título de rey y otras de conde: la monarquía astur, respaldada por la Iglesia que la presenta como representación de la monarquía cristiana y defensora de la España cristiana. En el proceso de institucionalización de la monarquía, la influencia de los clérigos mozárabes emigrados desde el sur, incorpora el ideal "neogoticista" como un propósito de "reconquista": reconstruir el antiguo reino godo y su monarquía; independientemente del hecho de que el reino visigodo tuviera una problemática presencia en la zona cantábrica.
La estructura económica, basada inicialmente en la ganadería extensiva, incorpora la estabulación y un peso cada vez mayor de la agricultura, hasta convertirse en la actividad principal. La sociedad, inicialmente tribal y seminómada, se hace sedentaria; y la propiedad, inicialmente comunal, va cediendo cada vez más terreno a la propiedad privada.
Del rey Don Pelayo, el vencedor de la batalla de Covadonga en 722, hay apenas noticias en las crónicas, que sugieren la posibilidad de que fuera un noble de la corte visigoda que se estableciera en las montañas de Asturias al huir de la invasión musulmana. Más que esa batalla (posiblemente una escaramuza inicial sin mayores consecuencias que las crónicas mitificaron) fue el hostigamiento mantenido durante los años siguientes, que provocó la evacuación de las reducidas guarniciones musulmanas presentes en las ciudades (Oviedo, Gijón) y logró el control de los puertos de la cordillera, lo que permitió al grupo de Pelayo convertirse en el poder local efectivo.
Inicialmente la monarquía asturiana fue electiva, similar a la visigoda, pero también a la tradición que la arqueología detecta para los liderazgos preexistentes en las comunidades de clanes y tribus locales, basada en redes de parentesco matrilineales y matrilocales. Es muy significativo que el segundo rey, Favila, muriera al intentar cumplir con el ancestral ritual de enfrentarse con un oso. Al igual que ocurrió con la monarquía visigoda, con el tiempo fue imponiéndose el concepto de monarquía hereditaria. Se fueron estableciendo alianzas con comunidades de toda la Cordillera Cantábrica, desde la antigua provincia romana y visigoda de Gallaecia hasta el territorio del duque Pedro de Cantabria (de localización confusa –identificado con el ducado de Cantabria visigodo o con una zona más amplia habitada por vascones–), que fue el padre de Alfonso I (yerno de Pelayo y sucesor de Favila).
Fue determinante para la personalidad del nuevo reino la constitución en el valle del Duero de una "tierra de nadie" de profundidad estratégica a mediados del siglo VIII (reinado de Alfonso I). A ello contribuyó tanto el fracaso de la implantación de los bereberes en la zona (por causas internas) como las expediciones de castigo que destruyeron las defensas de la zona y atrajeron a la población local hacia las montañas del norte.
Durante el reinado de Alfonso II "el Casto", además de mantener la presión militar (batalla de Lutos, 794), se produjo un hecho de gran trascendencia posterior: el descubrimiento de la tumba de Santiago (la denominada "invención de Teodomiro", 813 –"invención" es el término que se usaba para "descubrimiento"–); entendible dentro del proceso de legitimación religiosa en el que se hallaba comprometido el clero local, muy interesado en diferenciarse de los mozárabes que permanecían en Toledo y el resto de la España musulmana (polémica entre Beato y Elipando, restauración y creación de obispados y monasterios –el de Santo Toribio de Liébana se prestigió afirmando que disponía de un fragmento del Lignum Crucis enviado desde Roma–). Totalmente mítica, aunque ambientada en la histórica relación que mantuvieron Alfonso II y Carlomagno, es la historia de Bernardo del Carpio.
Ramiro I emprendió un programa constructivo que dio nombre al estilo prerrománico local (ramirense).

Alfonso el Magno reinó cincuenta y un años... En Oviedo construyó con piedra y cal un templo dedicado al Salvador y a los doce Apóstoles. También edificó una iglesia con tres altares en honor a la Virgen María. Igualmente cimentó con muchas esquinas un edificio admirable, la basílica de san Tirso. Diligentemente decoró todas estas casas de Dios con arcos y columnas marmóreas, oro y plata. Lo mismo decoró los palacios reales con diversas pinturas. Y estableció en Oviedo, tanto en el palacio como en la iglesia, todo el orden de los godos (ordo gotorum) tal como había existido en Toledo.
Crónica Albeldense

A lo largo del siglo IX, coincidiendo con la época de crisis del Emirato de Córdoba, se produjo la repoblación de la zona entre la Cordillera Cantábrica y el río Duero. La ciudad de León pasó a ser la capital del reino con Ordoño I en 856. Con Alfonso III "el Magno" la extensión de lo que ya se llama reino de León es de una dimensión considerable, la mitad del tercio norte peninsular. El proceso de patrimonalización de la monarquía se había completado de tal modo que a su muerte se divide el reino entre sus hijos (910), iniciándose una época de enfrentamientos entre esas nuevas entidades políticas, que también afectaron al vecino reino de Navarra.
El proceso repoblador en esta extensa tierra de frontera, expuesta a las incursiones musulmanas, se realizó inicialmente con la institución de la presura, que permitía a quien pudiera poner en cultivo y defender por sí mismo una tierra, considerarla propia; a veces se estimulaba la repoblación concediendo fueros o privilegios locales mediante documentos, como la Carta Puebla de Brañosera. Con el paso de los siglos, a medida que la frontera se desplazaba hacia el sur, y según cada zona iba quedando relativamente segura, los descendientes de los primitivos repobladores fueron siendo sometidos a condiciones sociopolíticas de menor libertad personal, vinculándose a los señoríos que establecían nobles laicos o eclesiásticos.
A comienzos del siglo X se había sobrepasado la línea del Duero, y ni siquiera un poderoso ejército reunido por Abderramán III pudo imponerse a una coalición cristiana (batalla de Simancas, 930). Pero en el periodo siguiente, coincidiendo con el apogeo del poder del Califato y las campañas anuales de Almanzor, que detuvieron la repoblación y obligaron al pago de tributos, la monarquía leonesa atravesó su periodo de mayor debilidad, tanto frente a los musulmanes como frente a los poderes aristocráticos locales. A pesar de ello, la institucionalización política se siguió desarrollando, produciendo incluso los pretenciosos títulos de rex magnus o imperator que aparecen en la diplomática de los reyes de León con otros reinos cristianos (y que parecen indicar un reconocimiento de superioridad protocolaria cuando lo utilizan el abad Oliba de Ripoll o Sancho Garcés III de Navarra) o en las actas de algunos concilios (como el convocado por Alfonso V de León al que acudieron obispos, cargos cortesanos y grandes magnates de León y Asturias).

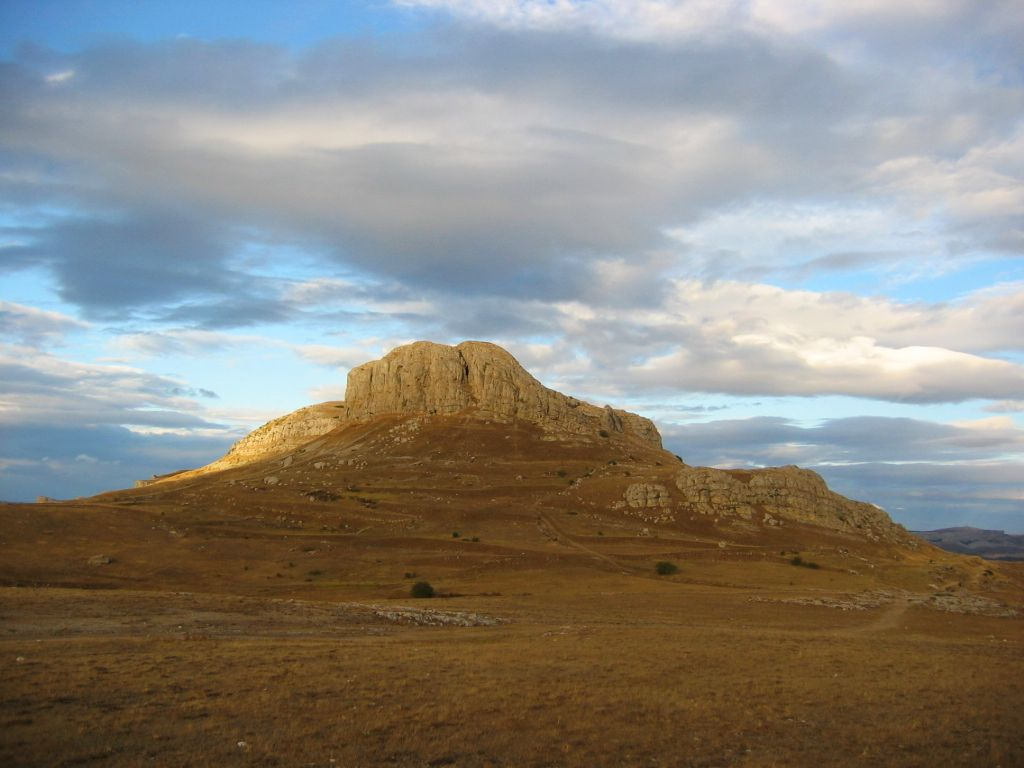
Peña Amaya.

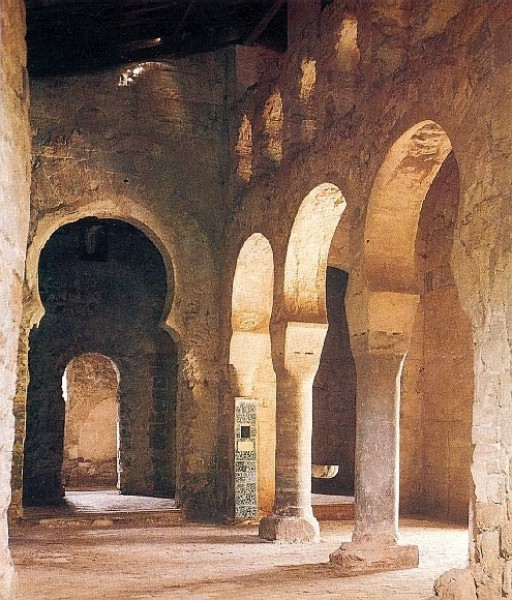
Monasterio de San Millán de la Cogolla de Suso.

##### Condado de Castilla
Era Castilla entonces un pequeño rincón

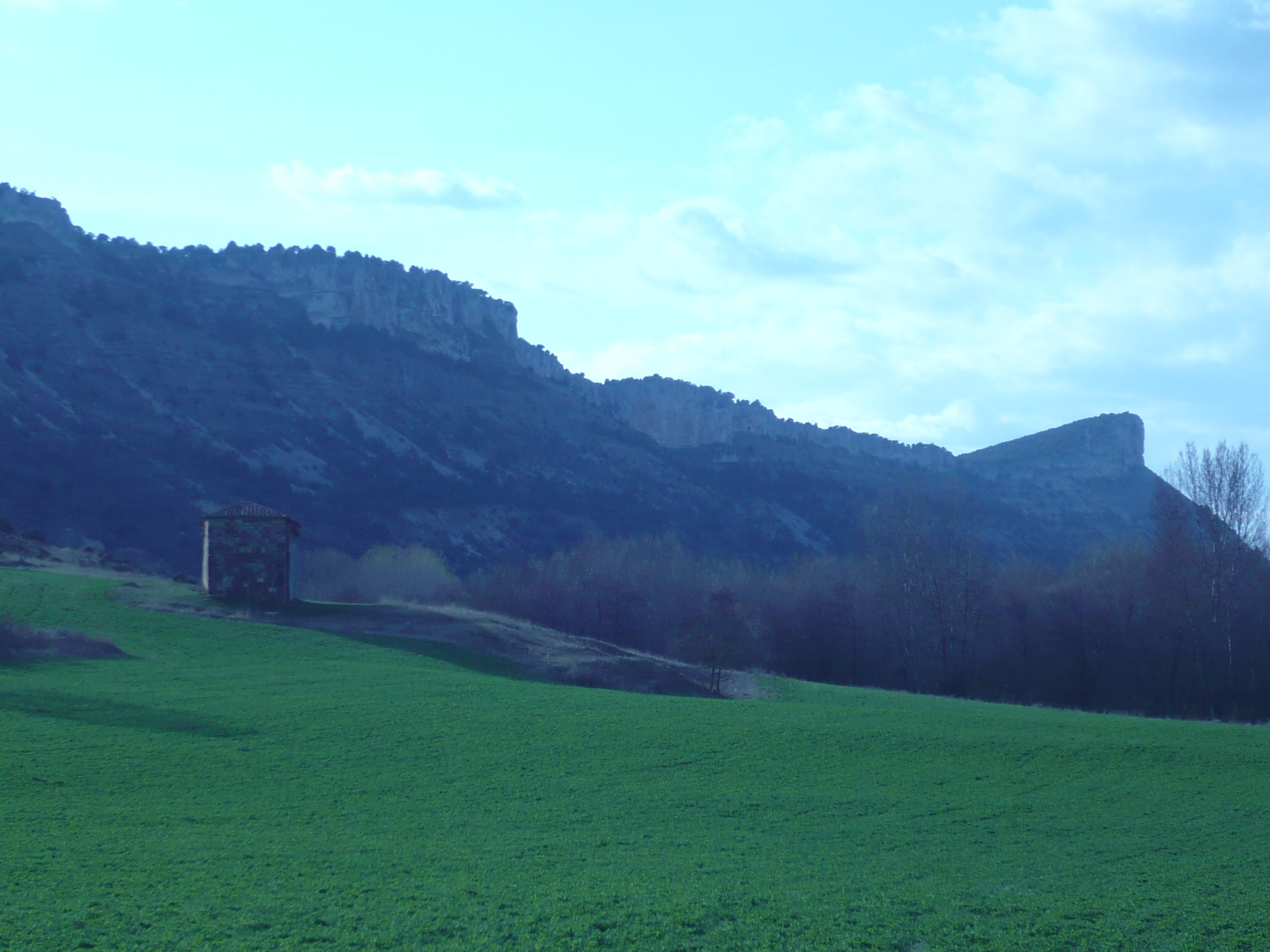
Ermita de San Juan, bajo la sierra del Guayubar.

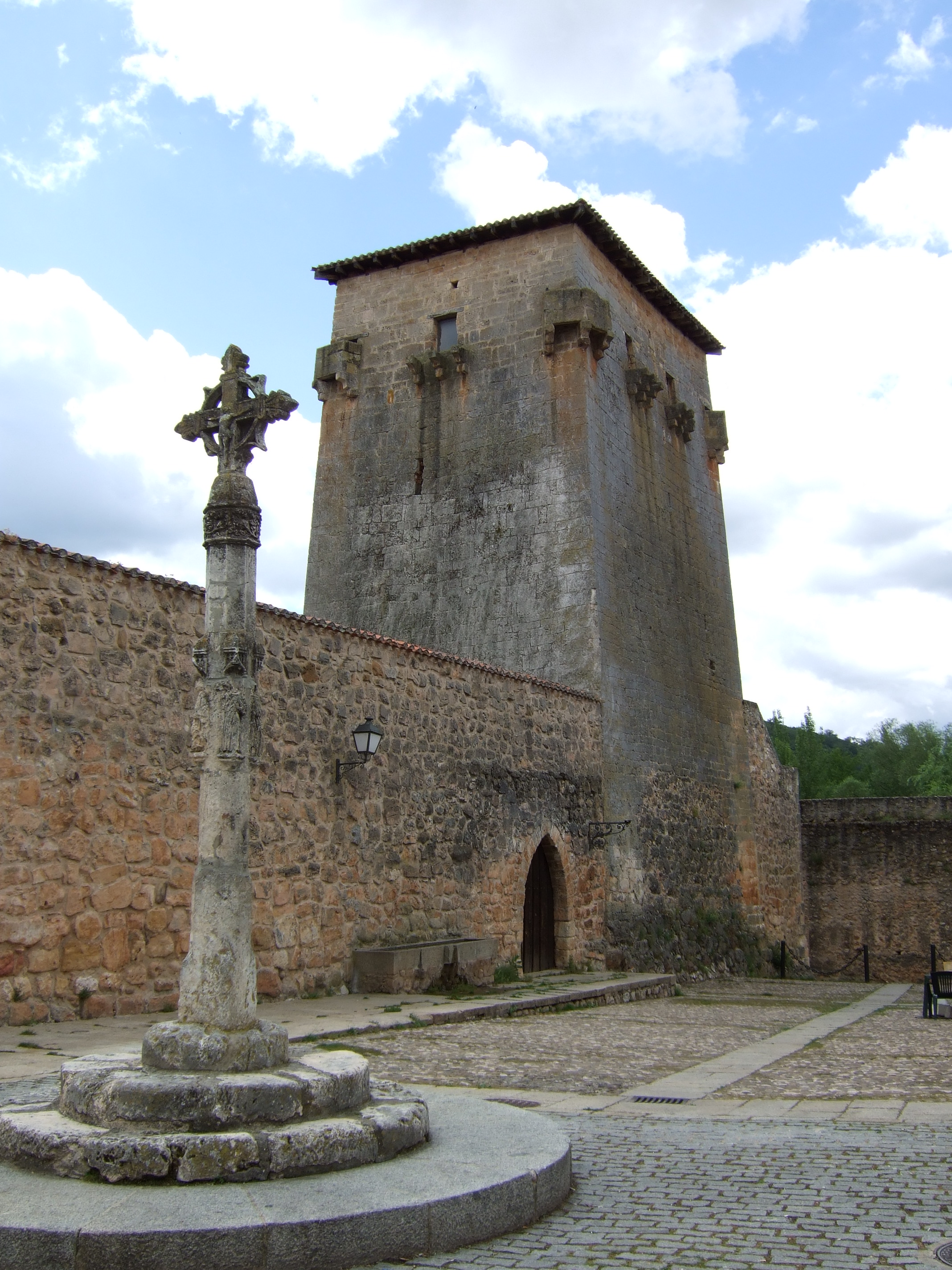
Torreón de Fernán González en Covarrubias.

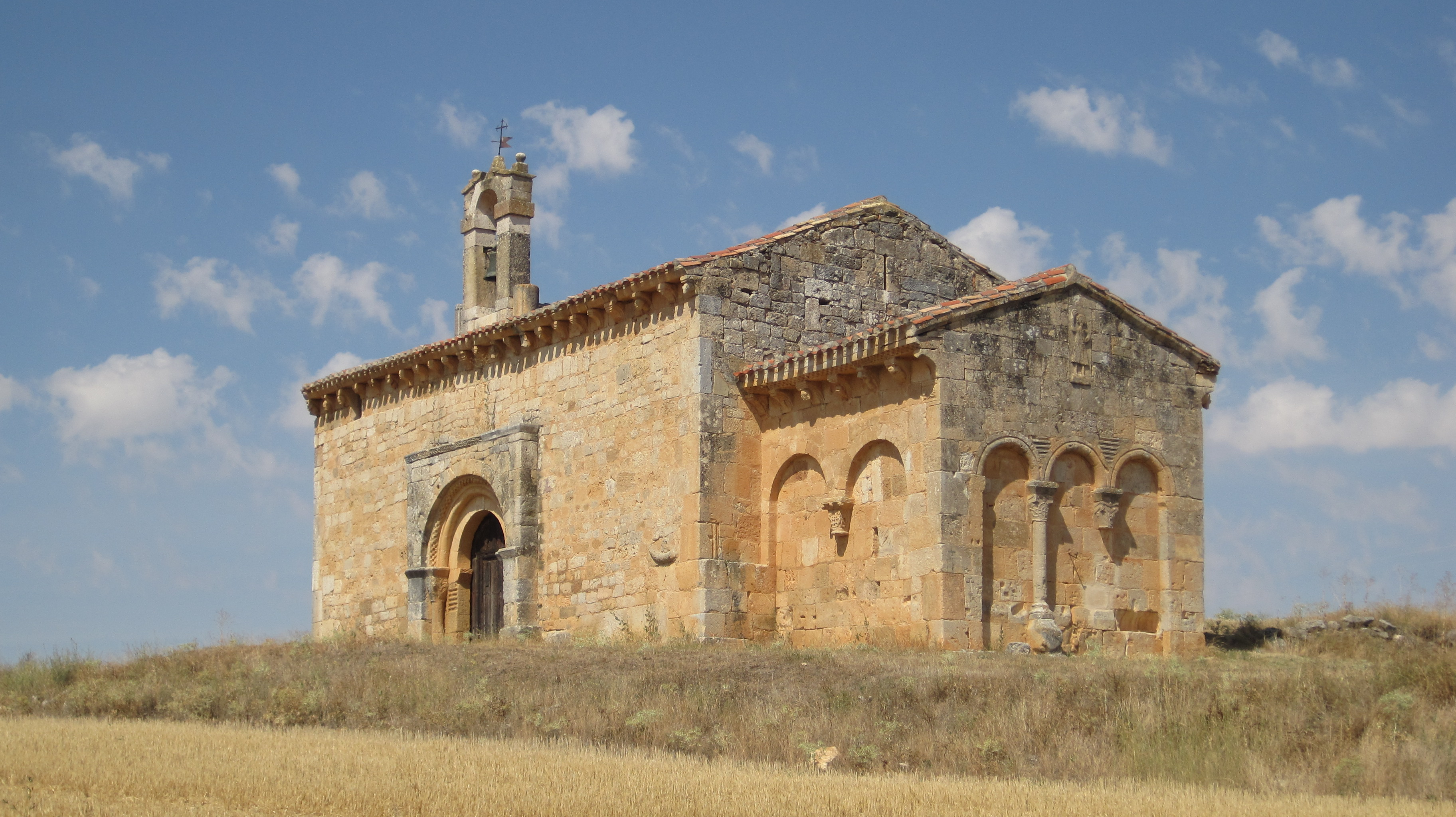
Ermita del Santo Cristo de Coruña del Conde.

que Amaya era cabeza y Montes de Oca mojón.
Y era de la otra parte Hitero el hondón:
Carazo era de moros en aquella sazón.
...
Todos los castellanos a una se concertaron,
dos hombres de valía por alcaldes alzaron; 
los pueblos castellanos por ellos se guiaron: 
sin nombrar ningún rey largo tiempo duraron.
Poema de Fernán González

Las crónicas presentan a los primeros castellanos gobernándose por jueces (jueces de Castilla), antes que por reyes, en un buscado paralelismo con la historia bíblica. También recogen su aversión por el derecho escrito de origen visigodo que estaba vigente en el reino de León (el Fuero Juzgo, del que quemaron todos los ejemplares que pudieron reunir). La personalidad independiente de esta región se fundamentaba en su condición fronteriza, en varios frentes: musulmanes del Ebro y de la Meseta –que desde Tudela o Medinaceli, respectivamente, lanzaban frecuentes razzias– y cristianos navarros (con los que los castellanos se disputaban la Rioja o Álava). La frontera fue aquí una condición mucho más permanente que en el oriente del reino, y permanente se hizo la capacidad de los campesinos para defender la propia tierra en la que se basaba el sistema de presura. Tal condición se expresó en la denominación "caballero villano" que se atribuía a cualquiera que tuviera recursos suficientes para mantener un caballo y armas apropiadas. Incluso cuando, más tarde, la frontera se alejó y se establecieron nuevos usos feudales, algunos señoríos se establecieron como "behetrías", es decir, se concedían al señor que eligiera la comunidad afectada que, en caso de quedar descontenta, podía cambiar su titularidad a otro señor. Las divisiones administrativas correspondientes se denominaron merindades. Otra institución que caracterizó a Castilla fue la del concejo abierto mediante la que se regía asambleariamente la vida local, sin necesidad de nombrar cargos municipales. El conjunto de todas estas instituciones fue mitificado por la historiografía romántica, que las entendía como una prueba de la existencia de una democracia originaria plena de libertades. La historiografía actual descarta por anacrónica tal interpretación, remarcando que sólo pueden entenderse tales instituciones en su contexto.

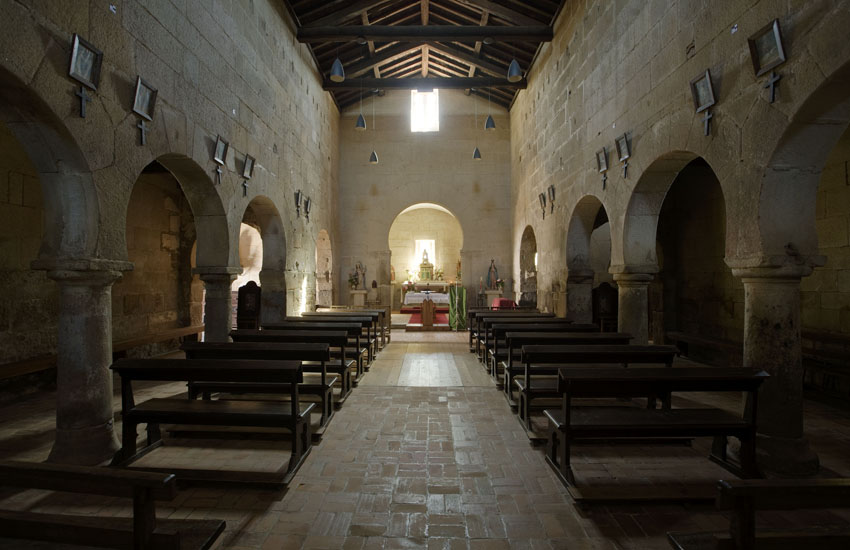
Iglesia de São Pedro da Lourosa (San Pedro de Lourosa, en Oliveira do Hospital), fechada en la era DCCCL (año 912) y clasificada como "mozárabe".

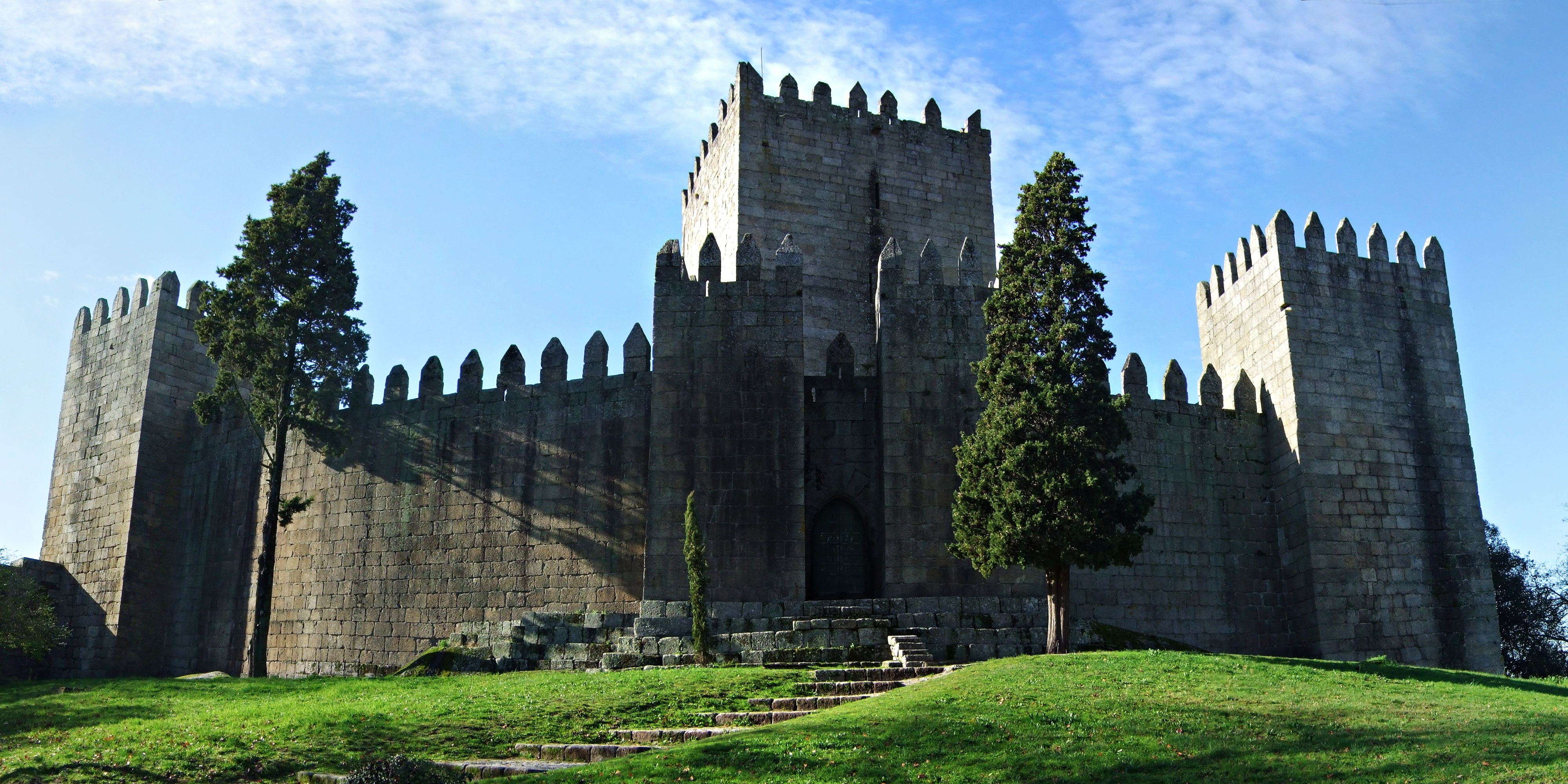
Castillo de Guimaraes.

##### Condado de Portugal
El condado de Portucale (actual Oporto) se fundó con la conquista de esa ciudad por Vímara Pérez en 868. Con la condesa consorte Muniadona Díaz se levantó el castillo de Guimaraes (Vimaranes), que protegía la corte condal y un monasterio bajo la advocación de san Mamés  donde ella misma se retiró (monasterio de San Mamés o monasterio de Guimarães, 959). El último miembro de esta dinastía, Nuno Mendes, murió en la batalla de Pedroso (1071) frente al rey García de Galicia, que al año siguiente fue derrotado a su vez por Alfonso VI de León (en el contexto los enfrentamientos fratricidas consiguientes a la compleja división patrimonial de la herencia de Sancho el Mayor).
Alfonso estableció hacia 1095 un condado Portucalense incrementado con las tierras del antiguo condado de Coímbra y las de la diócesis de Tuy; que ofreció a su futuro yerno, Enrique de Borgoña. Sus sucesores convirtieron el condado en reino independiente, considerándose a Alfonso Henriques su primer rey (tratado de Tuy, 1137, batalla de Ourique, 1139, torneo de Valdevez, 1140, tratado de Zamora, 1143, infeudamiento con el papado, confirmado en 1179).

#### Núcleos pirenaicos

Condados de la Marca Hispánica.

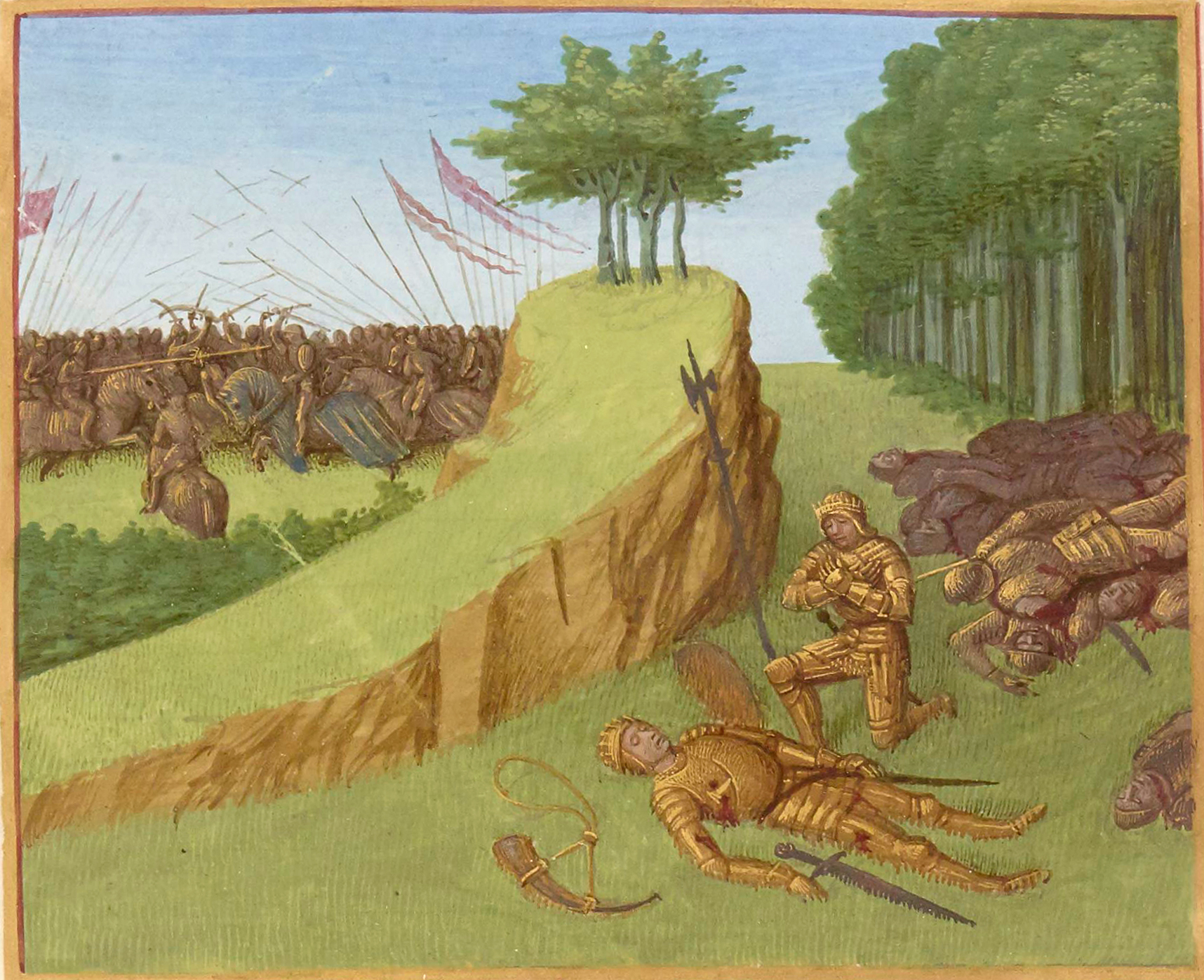
Muerte de Roldán en la batalla de Roncesvalles, ilustración de las Grandes Chroniques de France de Jean Fouquet.

A lo largo de los Pirineos se consolidaron otros núcleos de resistencia al poder musulmán. Su desarrollo fue mucho más modesto que el del reino astur-leonés, dado que, a diferencia de este, estaban restringidos por la vecindad del reino franco al norte y de la Marca Superior de al-Ándalus (el valle del Ebro, mucho más cercano a Navarra, Aragón o Cataluña que la Marca Media –Toledo– a Asturias) al sur.
El ejército de Carlomagno, de vuelta de su fracasada expedición a Zaragoza, desmanteló las defensas de Pamplona, y al atravesar el paso de Roncesvalles (15 de agosto de 778) sufriría el hostigamiento de fuerzas locales cuya identificación ha sido objeto de diversas mitificaciones (en el Cantar de Roldán aparecen como sarracenos, en la literatura nacionalista posromántica aparecen como símbolo de la continuidad de un pueblo vasco intemporal).
En el 798 Ludovico Pío, hijo de Carlomagno, recibió en Tolosa el homenaje de una asamblea de líderes de la Marca Hispánica, la región fronteriza meridional del reino franco, a los que, en presencia de delegados del reino de Asturias, se encomendó fortificar sus territorios. La extensión y subdivisiones de tal Marca fue muy imprecisa, genérica y variable en el tiempo (los valles pirenaicos occidentales –la futura Navarra–, centrales –el futuro Aragón– y orientales –los futuros condados catalanes, con los que el topónimo "Marca Hispánica" acabaría identificándose–). De un modo similar a como ocurrió con las demás demarcaciones carolingias, con el tiempo se convirtieron en feudos hereditarios, independientes en la práctica; más incluso que en otras zonas, dado su aislamiento (los Velasco en Navarra, los Aznárez en Aragón, la casa de Barcelona en Cataluña).
Convertido ya el reino franco en Imperio carolingio (desde el año 800), se fue estableciendo un cierto reconocimiento mutuo con el Emirato de Córdoba (como la tregua que debió acordarse en el 812), permitiendo una precaria organización de la Marca hispánica (que algunos autores prefieren llamar Limes hispanicus –"frontera hispánica"– dada su reducida profundidad, excepto en Cataluña), mientras se confirmaba el control musulmán del valle del Ebro desde el Mediterráneo hasta la Rioja.

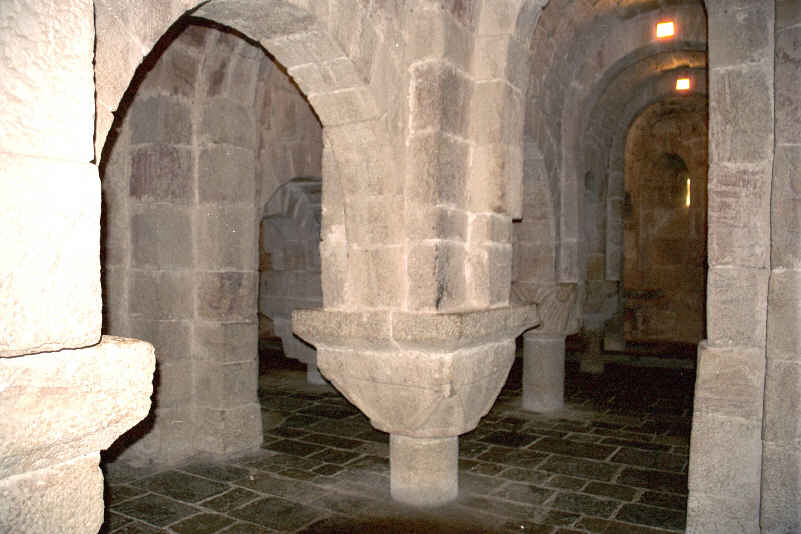
Cripta de la iglesia del monasterio de Leyre.

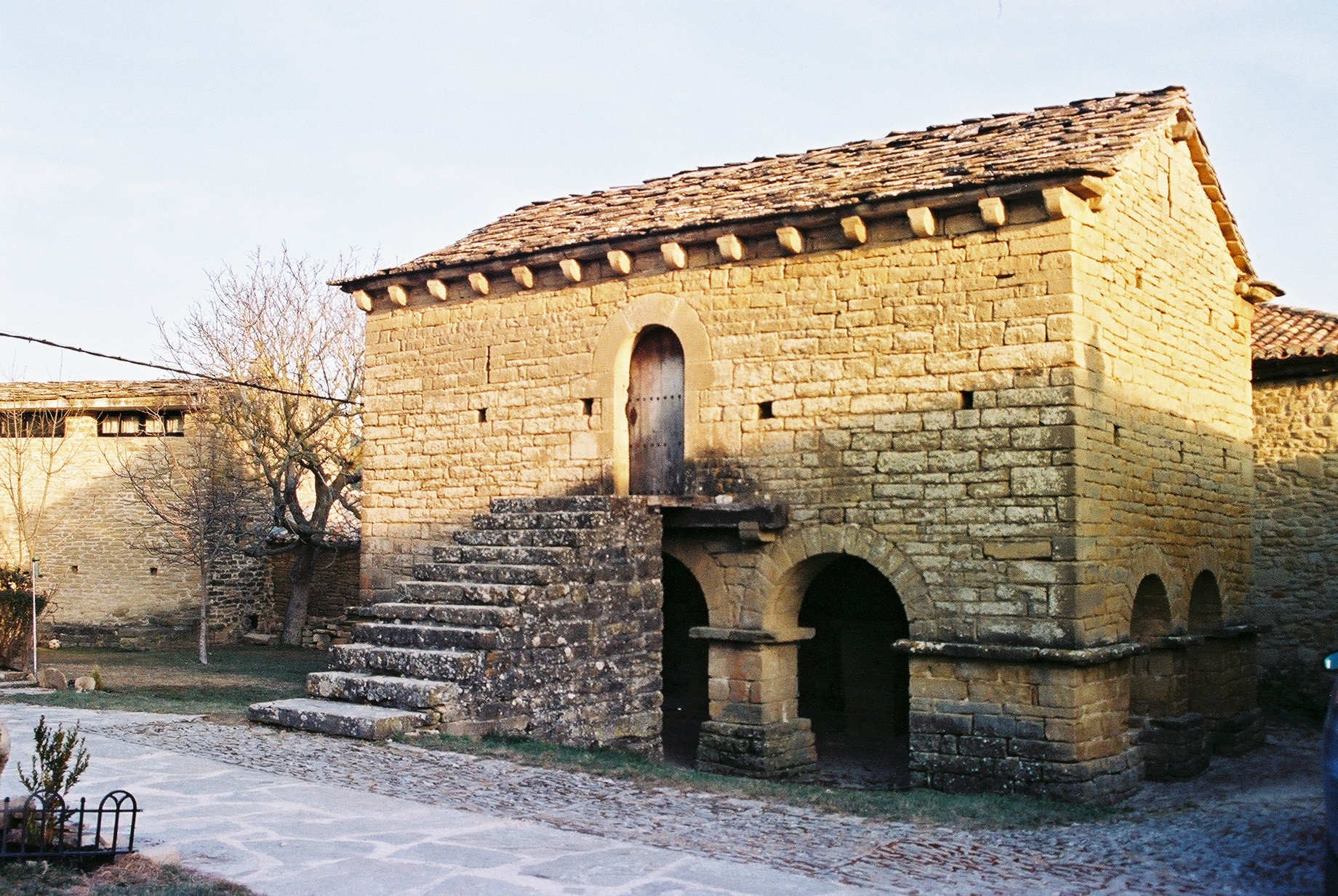
Hórreo de Iracheta o Iratxeta (finales del, comienzos del).

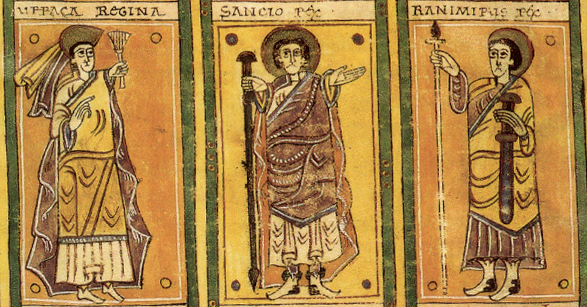
La reina Urraca Fernández, el rey Sancho Garcés II de Pamplona y el rey Ramiro Garcés de Viguera, en el Codex Vigilanus (976).

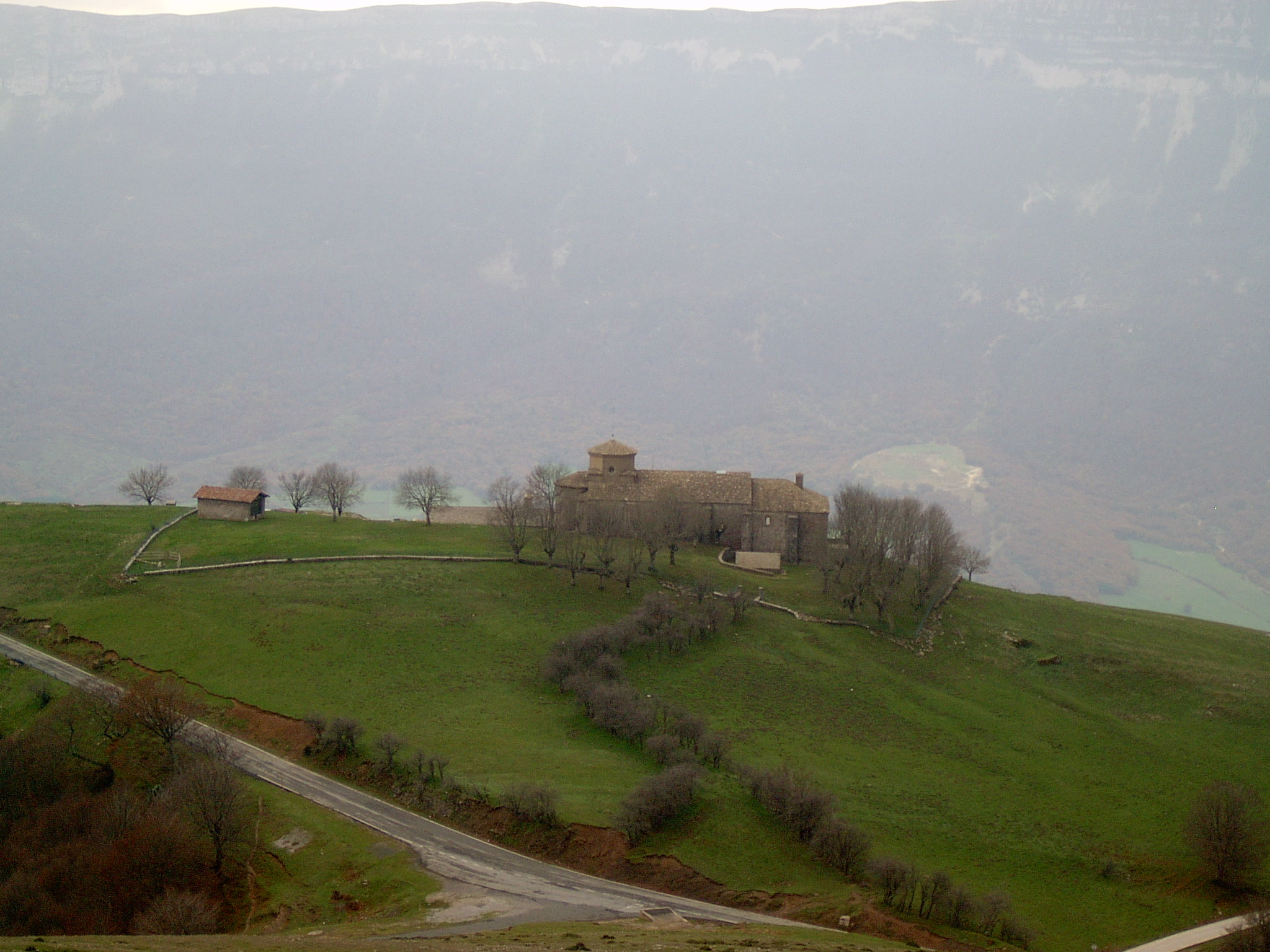
San Miguel de Aralar.

##### Reino de Pamplona
La recuperación del control de la zona en torno a Pamplona por el Emirato debió encontrar suficiente oposición local como para que no se completara, pero no significó un control cristiano, sino una alternancia entre los partidarios de los carolingios liderados por el conde Velasco (al-Yalasqí o Balask al-Yalasqi), al que Ludovico Pío nombrará conde de Pamplona en el 812; y los partidarios de Jimeno de Pamplona y sus descendientes denominados Arista o Íñiguez (o dinastía Jimena), emparentados con los muladíes de Tudela (Musa ibn Musa, de los Banu Qasi). Fueron éstos los que, avanzado el siglo IX, se convirtieron en un poder independiente, con suficiente implantación en los valles pirenaicos occidentales; y que incluso fueron capaces de intervenir en el vecino condado de Aragón.
Con la descomposición del Imperio carolingio, el condado de Pamplona gravitó su dependencia de los francos del norte a los musulmanes del sur. Ese condado o reino de Pamplona que posteriormente pasó a denominarse definitivamente reino de Navarra), se mantuvo durante más de un siglo en precario equilibrio entre el Emirato de Córdoba y el Imperio carolingio (o sus entidades sucesoras –Califato de Córdoba desde 929 y reino de Francia desde 843–), a menudo como Estado tributario de uno u otro; y no se consolidó hasta comienzos del siglo X con Sancho Garcés I, de la dinastía Jimena, el primero que consta documentalmente con el título de "rex"; pero durante todo ese periodo se fueron creando instituciones laicas y eclesiásticas sobre el modelo feudal francés, con base en las familias nobles locales que, como la propia casa real, estableció lazos matrimoniales con las élites de otros reinos.[cita requerida]
Se produjo una expansión territorial del reino hacia el valle del Ebro (Rioja) y las actuales provincias de Guipúzcoa y Álava, espacios que se ocuparon a veces en colaboración y a veces en competencia o abierta hostilidad con el reino de León (o con el condado de Castilla cuando este se hizo independiente). A medida que se incorporaban nuevos territorios y que se recibían emigrantes, se fue configurando una base poblacional multiétnica (vascones, mozárabes, francos, judíos, y desde el siglo XI musulmanes –la mayor parte de origen hispanorromano-visigodo–).

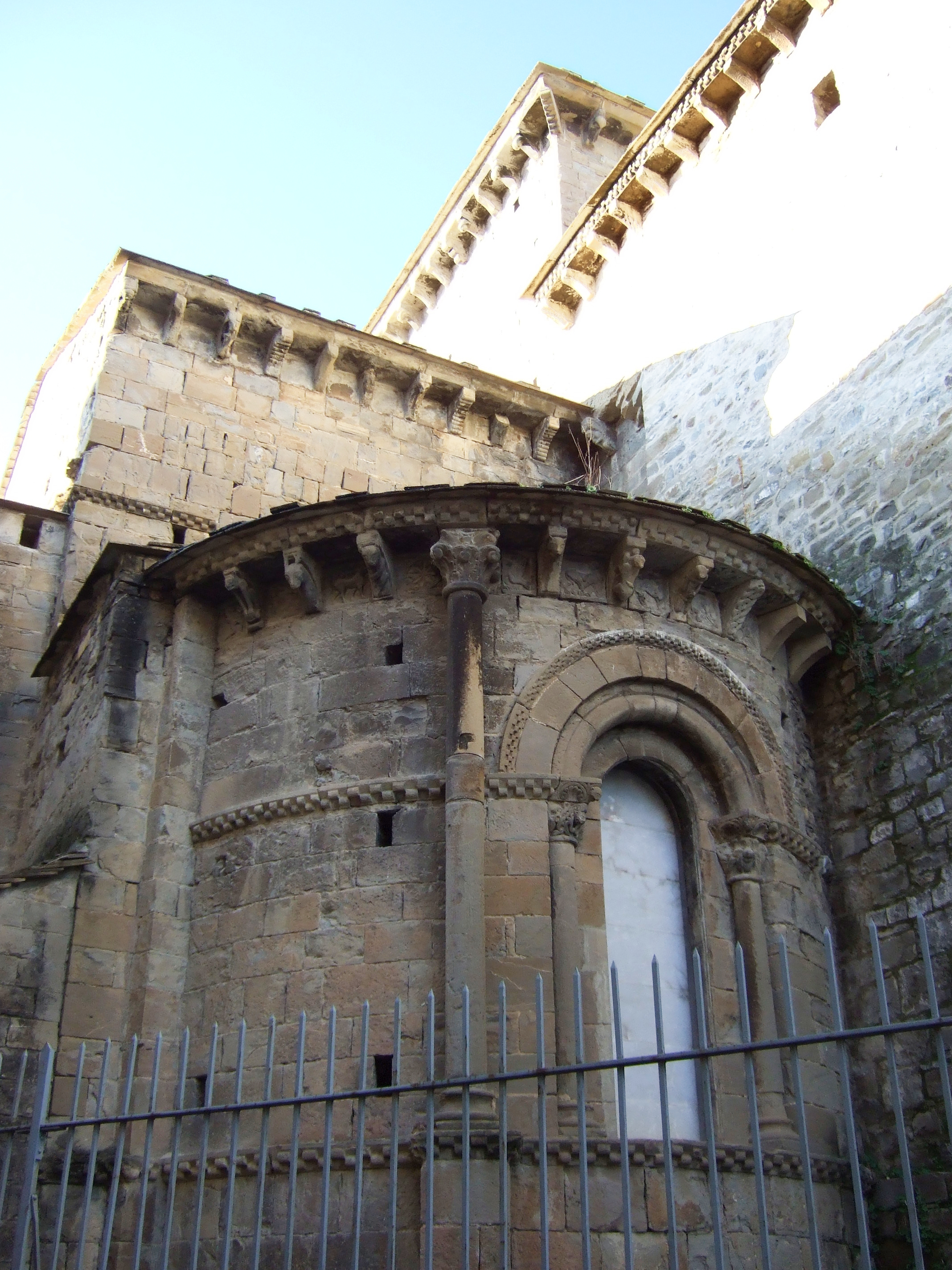
Ábside de la catedral de Jaca.

Iglesia de San Juan de Busa (Serrablo).

San Adrián de Sásave.

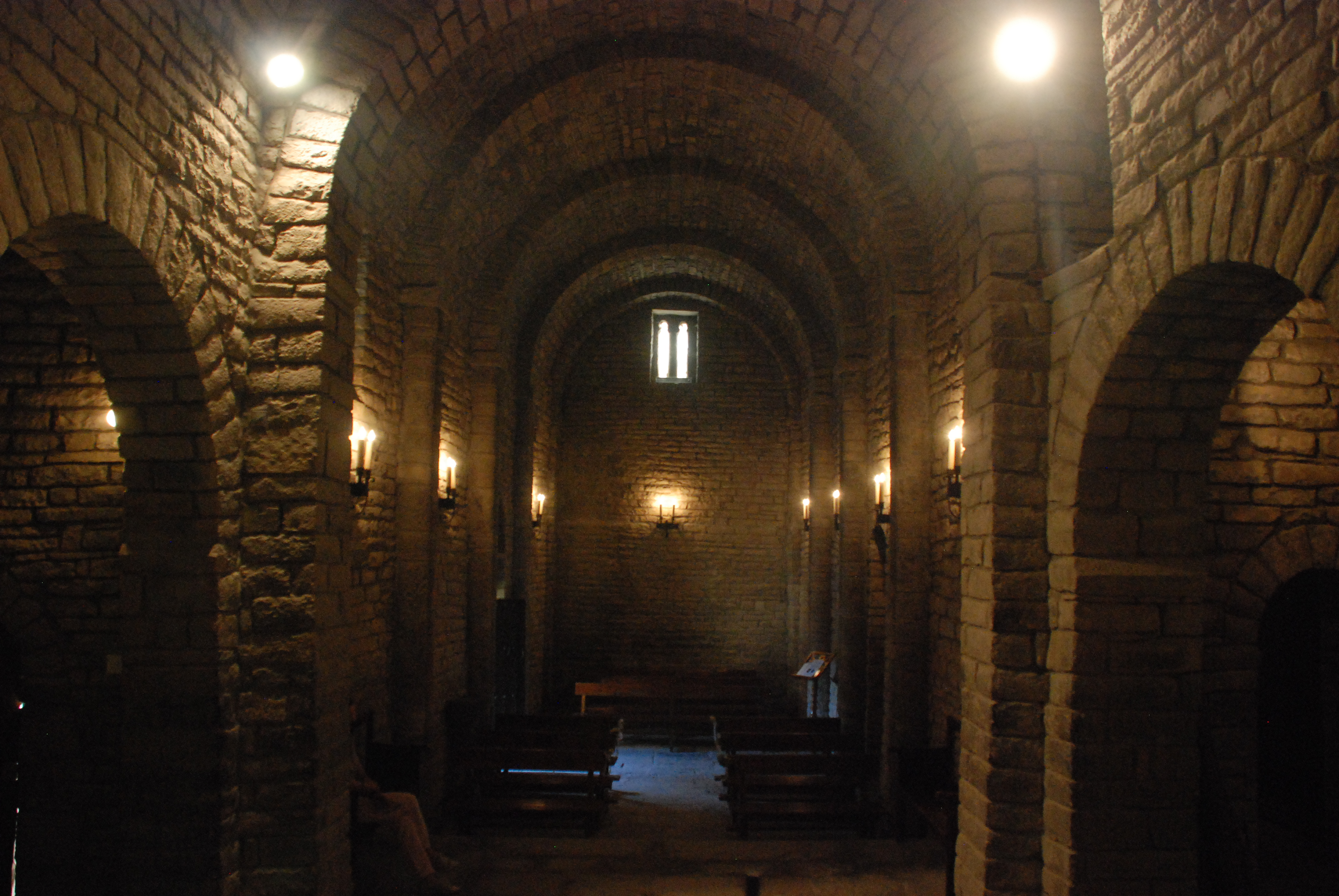
San Pedro de Larrede.

##### Condado de Aragón
Los valles meridionales de los Pirineos centrales (Hecho, Ansó y Canfranc), muy aislados por sus defensas naturales, no fueron de interés para los conquistadores musulmanes, que se limitaron a mantener las fortificaciones de la marca superior para la protección de Zaragoza y el resto del valle del Ebro.
La organización carolingia de la Marca Hispánica incluyó este territorio con centro en Jaca, dotándolo de fortificaciones y fundaciones monásticas (San Pedro de Siresa) y vinculándolo a la región de Aquitania. El primer conde fue un franco, Aureolo, hijo del conde de Perigoux. Fue sucedido en 809 por Aznar I Galíndez, quien fue desposeído del condado por una invasión navarra, que impuso como conde a García Galíndez (yerno de Íñigo Arista, primer rey de Pamplona). El Imperio recompensó a Aznar con los condados de Urgel y de Cerdaña; e intentó una expedición de represalia que fue derrotada por una coalición navarro-aragonesa-andalusí (824). No obstante, Galindo I Aznárez, el hijo del primer Aznar, ocupó el condado de Aragón en 844, tras haber obtenido y perdido sucesivamente los cargos condales de Pallars, Ribagorza y Pamplona. Las complejas alternancias político-dinásticas, en medio de la simultánea descomposición del Imperio carolingio, determinaron la dependencia política del condado aragonés de los muladíes y el reino de Navarra.
Fue produciéndose una expansión hacia el este (primero por los valles de Tena, Aurín y Gállego, y luego hasta Ribagorza, Sobrarbe y Pallars). La intensa implantación musulmana en la zona sur impidió avances en esa dirección, limitando durante siglos el territorio aragonés a una estrecha franja longitudinal a la cordillera.
La condición hereditaria del condado quedó manifestada con la condesa Andregoto Galíndez, que transmitió sus derechos a su hijo Sancho Garcés II, heredero tanto de Aragón como de Pamplona (970). Ambos territorios se mantuvieron unidos hasta 1035.
La dependencia eclesiástica del condado aragonés hacia los mozárabes del obispado de Huesca (en territorio musulmán) se cortó en el siglo X, cuando se creó una sede episcopal en el Monasterio de San Adrián de Sasabe. Hasta 1077 no se trasladó a Jaca.

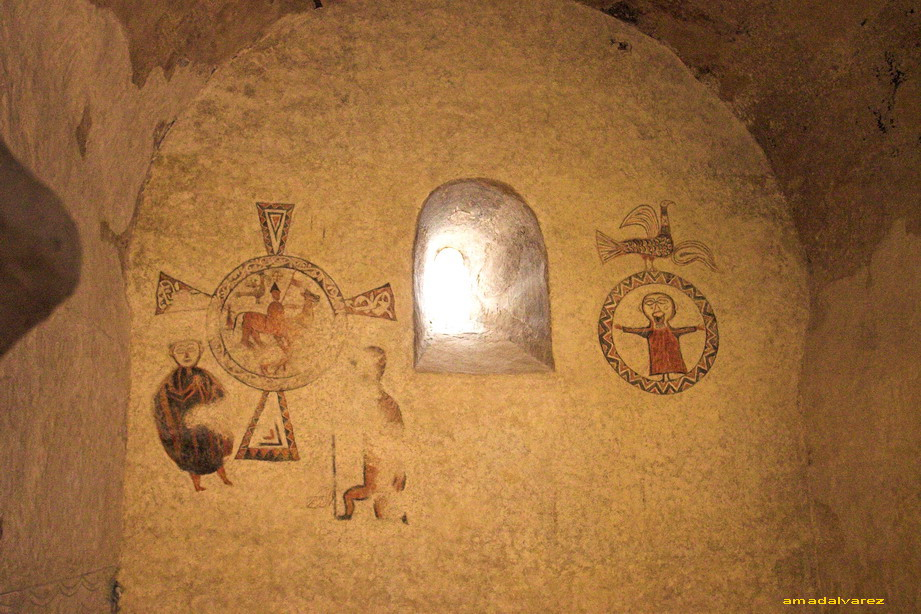
Pinturas de San Quirce de Pedret.

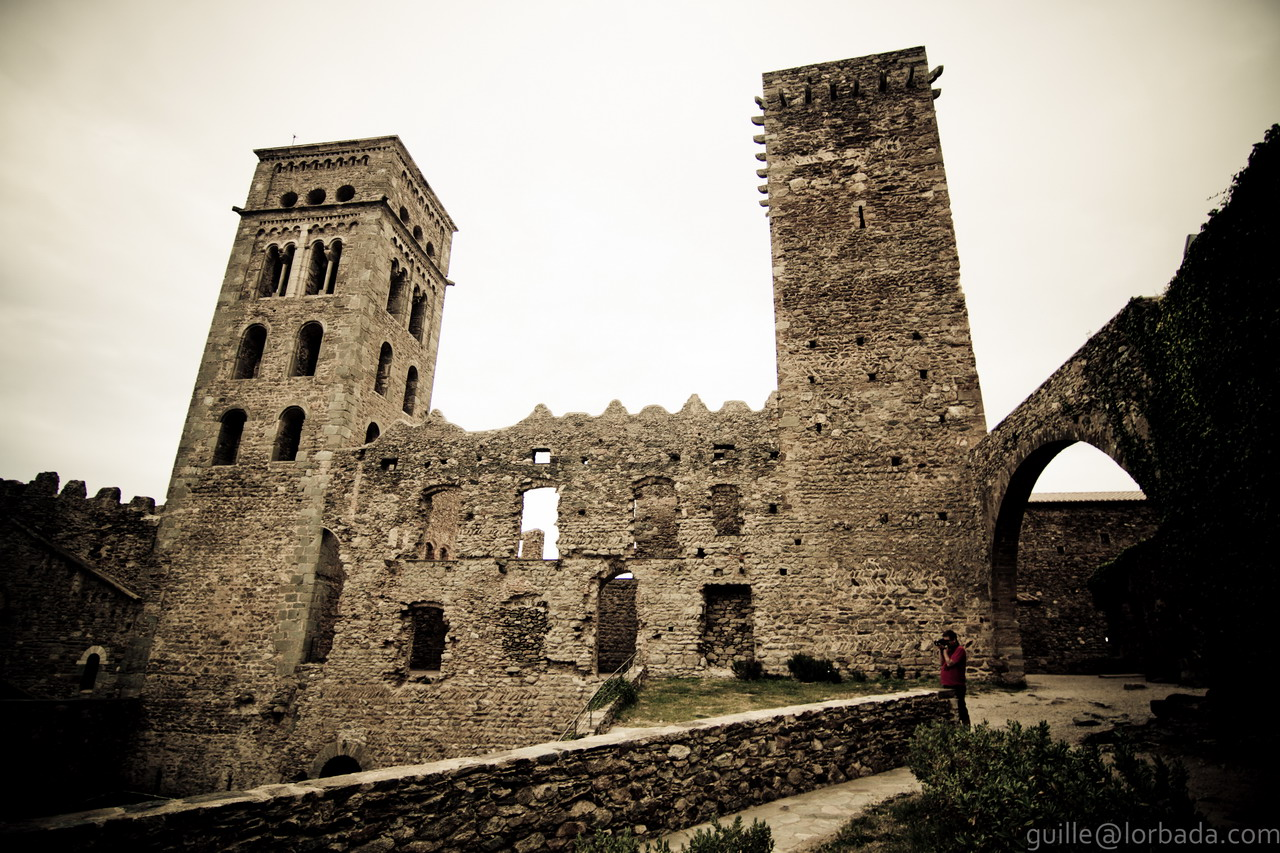
Monasterio de San Pedro de Roda.

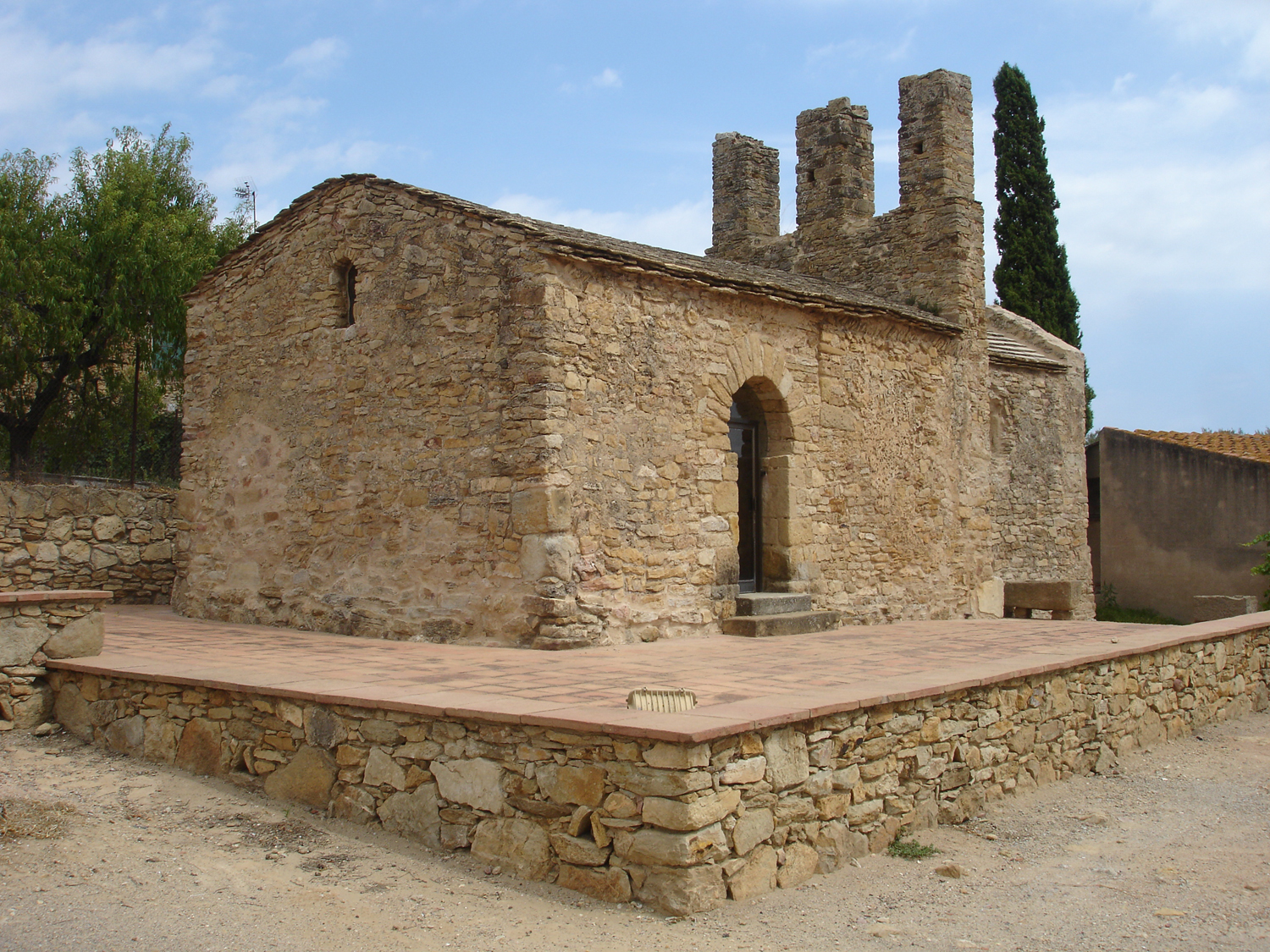
San Julián de Boada.

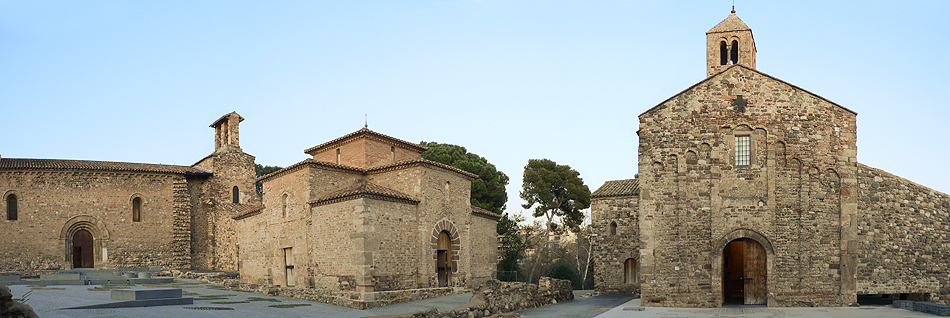
Iglesias de Egara (Tarrasa).

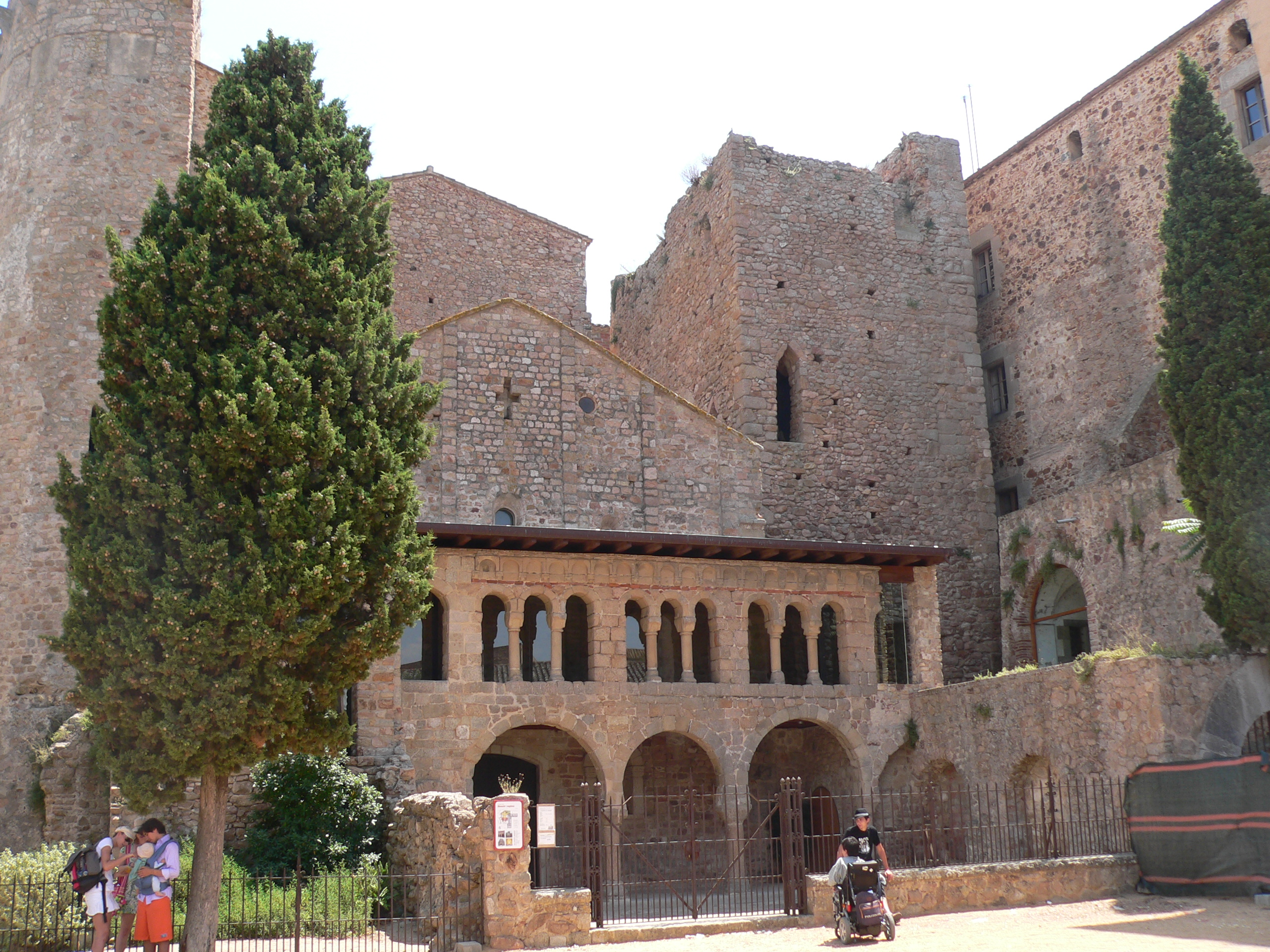
Porta ferrada del Monasterio de San Felíu de Guixols.

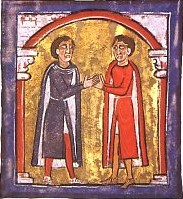
Ermengol III de Urgel y Ramón Berenguer I de Barcelona, representados en el
Liber Feudorum Ceritaniae.

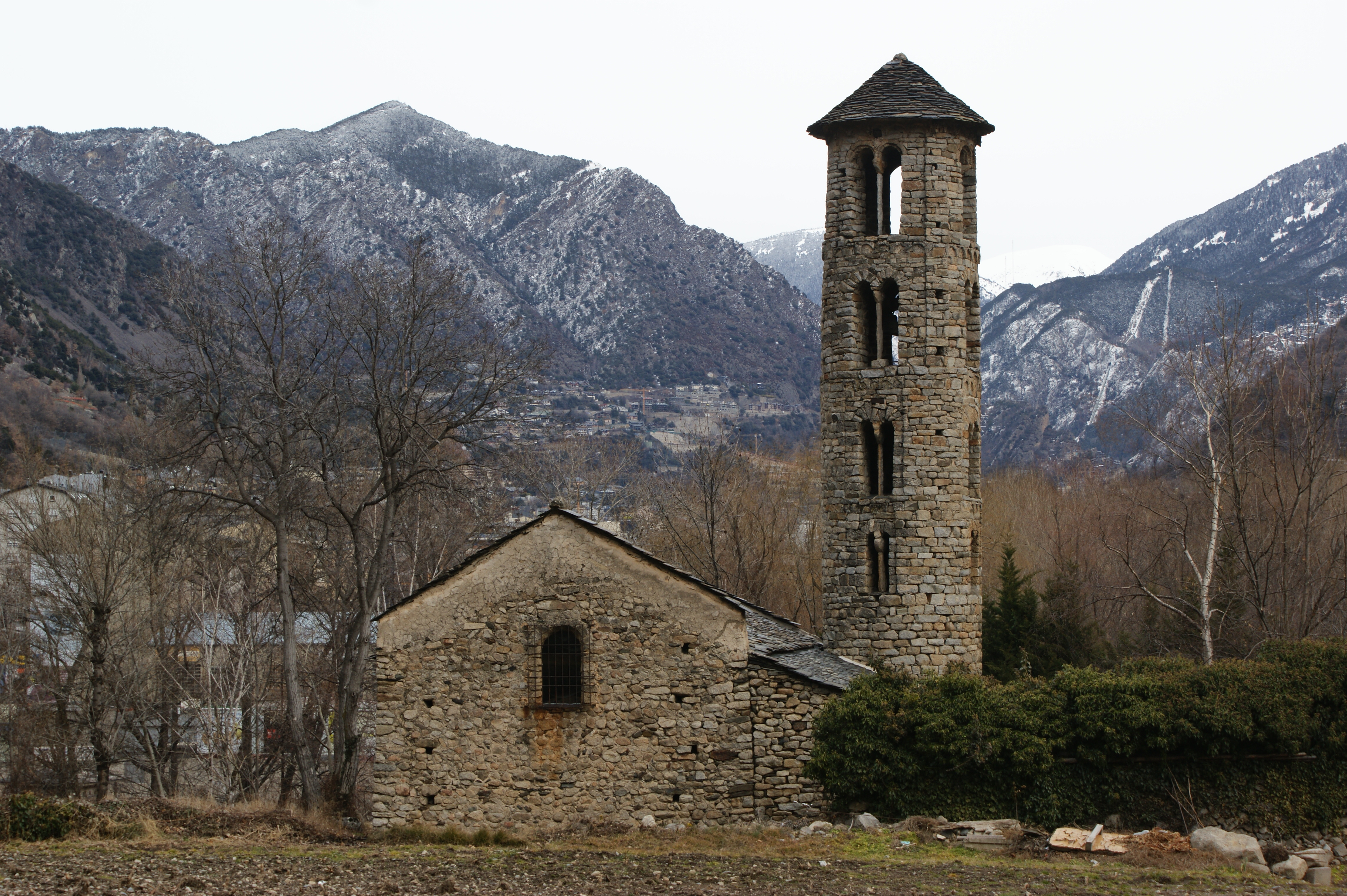
Santa Coloma de Andorra.

##### Condados catalanes
La zona pirenaica oriental era más extensa, poblada y urbanizada, y contaba con una amplia región al norte de la cordillera (Septimania). Sus condiciones sociopolíticas eran también más complejas. Ya durante el reino visigodo, la nobleza local mantenía contactos con la nobleza franca; por lo que no le fue muy difícil, tras plegarse al dominio islámico, recurrir a los carolingios, haciéndose sus vasallos. Tras el fracaso del intento de conquista del valle del Ebro, se limitó la presencia franca a un distrito fronterizo fortificado (la Marca Hispánica), encomendado a condes extraídos tanto de familias locales como del resto del reino franco. El interés demostrado en ampliar esta zona obtuvo progresivos avances: hasta Gerona en el 783 y hasta Barcelona en el 801, quedando por frontera el curso del Llobregat.
Frente al dominio carolingio surgieron iniciativas de establecer poderes locales alternativos, como la rebelión del conde Bera, que buscó con poco éxito el apoyo de las autoridades musulmanas de Córdoba, y fue derrotado (820).
El territorio de la llamada Cataluña la Vieja se fortificó con castillos desde donde se articulaba la repoblación, mediante la institución del aprisio, similar a la "presura" castellana. El conde Wifredo el Velloso, tras repoblar la zona del Vallés y la Plana de Vich (luego condado de Osona, 878-881), convirtió el condado de Barcelona en hereditario, desvinculándolo de cualquier legitimación del Emperador o del rey de Francia, y orientando su interés a la expansión hacia el sur y los asuntos peninsulares. Fue la descomposición del Imperio carolingio (dividido entre los nietos de Carlomagno en los tratados de Verdún, 843, y de Mersen, 870), del que ya no se podía esperar ni apoyo ni control, la que llevó a la independencia de hecho de los condados catalanes, cuya atomización inicial pasó a agruparse en torno al conjunto Barcelona-Gerona-Olot (cuyo soberano usaba el título de conde de Barcelona –casa de Barcelona–). En el condado de Urgel se estableció su propia dinastía diferenciada.

Condados pirenaicos orientales. La fina línea negra es la frontera entre las comunidades autónomas actuales de Aragón y Cataluña.

### Hegemonía navarra

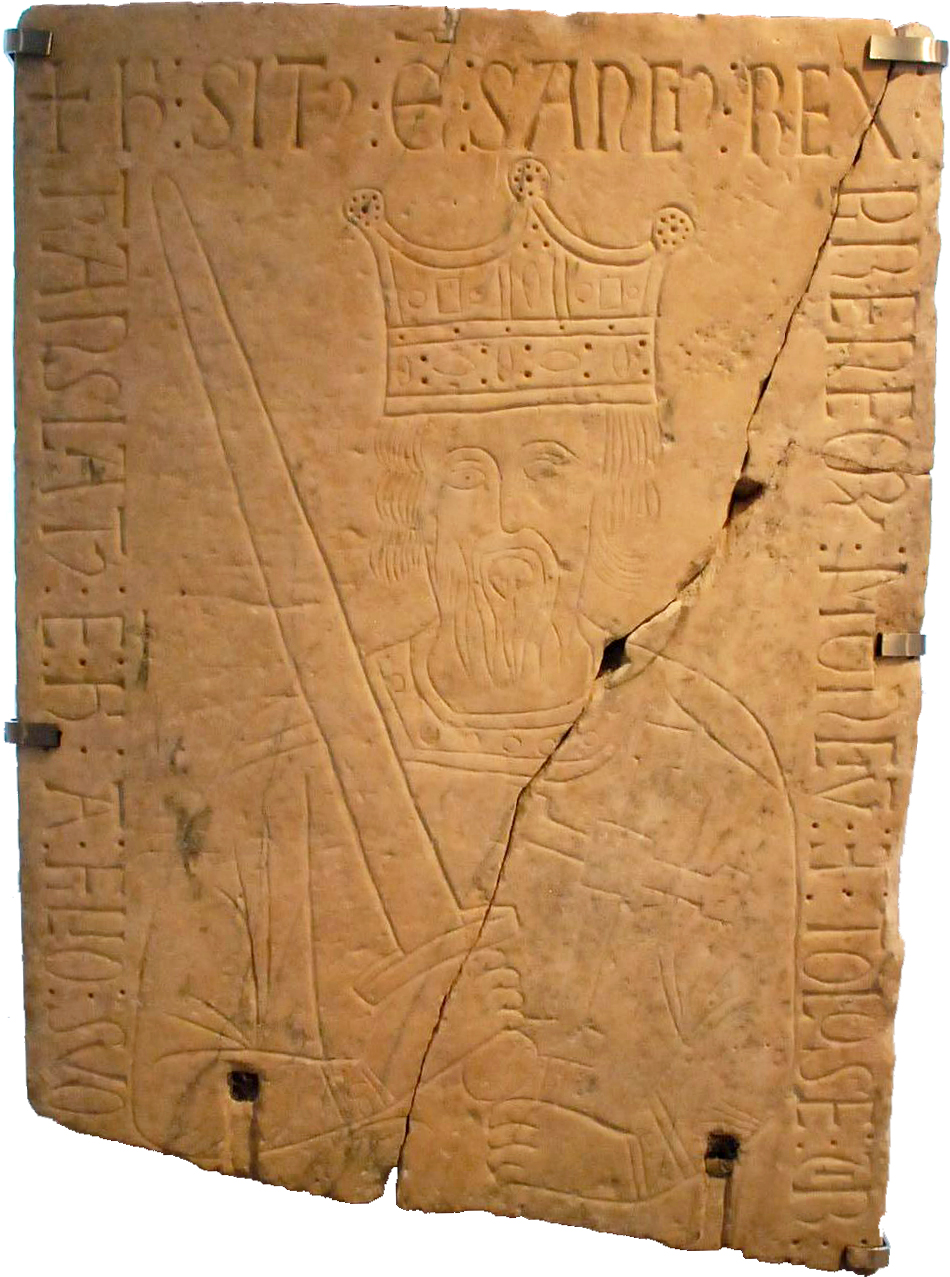
Lápida de Sancho III "el Mayor".

Las posesiones de Sancho III "el Mayor".
Los reinos peninsulares hacia 1030.

Con el reinado de Sancho III "el Mayor" (1005-1035) el reino de Pamplona, gracias a su política matrimonial y alianzas, ocupó una posición central, que la historiografía define como "hegemonía navarra". Coincidió con el final del Califato y el principio de las taifas. Se fue desarrollando una nueva concepción de la monarquía, basada en el apoyo mutuo con la nobleza. No está claro que fuera una monarquía feudal al uso europeo. El feudalismo en España tiene muchos matices que la alejan del modelo europeo. Así para los futuros reinos de Castilla, Navarra, Aragón y las taifas musulmanas se considera que hubo algunos elementos similares al feudalismo europeo, entre los que estarían instituciones como las Cortes. La guerra actuó como salvaguarda de la libertad jurídica, y también como motivo de promoción por medio de instituciones como la behetría, la caballería villana y la presura. La colonización de las tierras conquistadas se realizó inicialmente por hombres libres (presura en los núcleos occidentales, aprisio en los orientales).
Se construyeron castillos que dominaban los valles según avanzaba la repoblación, que eran cedidos en tenencias a los nobles, a cambio de prestar juramento de fidelidad al rey (homenaje). El poder de Sancho el Mayor se ejercía sin grandes cortapisas en el interior del reino; mientras que hacia el exterior extiende su influencia sobre los vecinos. Las alianzas se hicieron más complejas, con base en sus posesiones en los condados de Castilla y de Aragón, a través de las cuales extendió una influencia creciente hacia León y condados catalanes. La ampliación de la frontera hacia el sur fue modesta y problemática, sufriendo incluso campañas de castigo musulmanas. Luchó contra la taifa de Zaragoza, inicialmente sin éxito, pero logró enemistarla con la taifa de Lérida, lo que favoreció la expansión de Pamplona hacia el Ebro.
La concepción patrimonial de la monarquía provocó la falta de continuidad del conglomerado territorial reunido por Sancho el Mayor, dividiéndose entre sus hijos. Tal división inauguró la utilización del título de "reino" para las dos entidades con mayor proyección posterior: Castilla y Aragón, que también, a la postre, cercenarían con su empuje la expansión reconquistadora navarra.
Sus comunicaciones terrestres con Francia hacían de Pamplona el punto de contacto de Europa con la península ibérica. Los cambios en las estructuras económicas muestran una modernización. La circulación monetaria (proveniente del cobro de parias) permitía intercambios más fluidos, y el desarrollo del comercio fue una clave para el florecimiento urbano ligado a la apertura del Camino de Santiago, siendo Sancho el Mayor el primer rey que ofrece una eficaz protección a los peregrinos.
La repoblación pasó de ser una iniciativa de reyes, magnates o labriegos sobre tierras yermas, a convertirse en la constitución de señoríos feudales que mantuvieron a los campesinos en una dependencia servil.

## Plena Edad Media

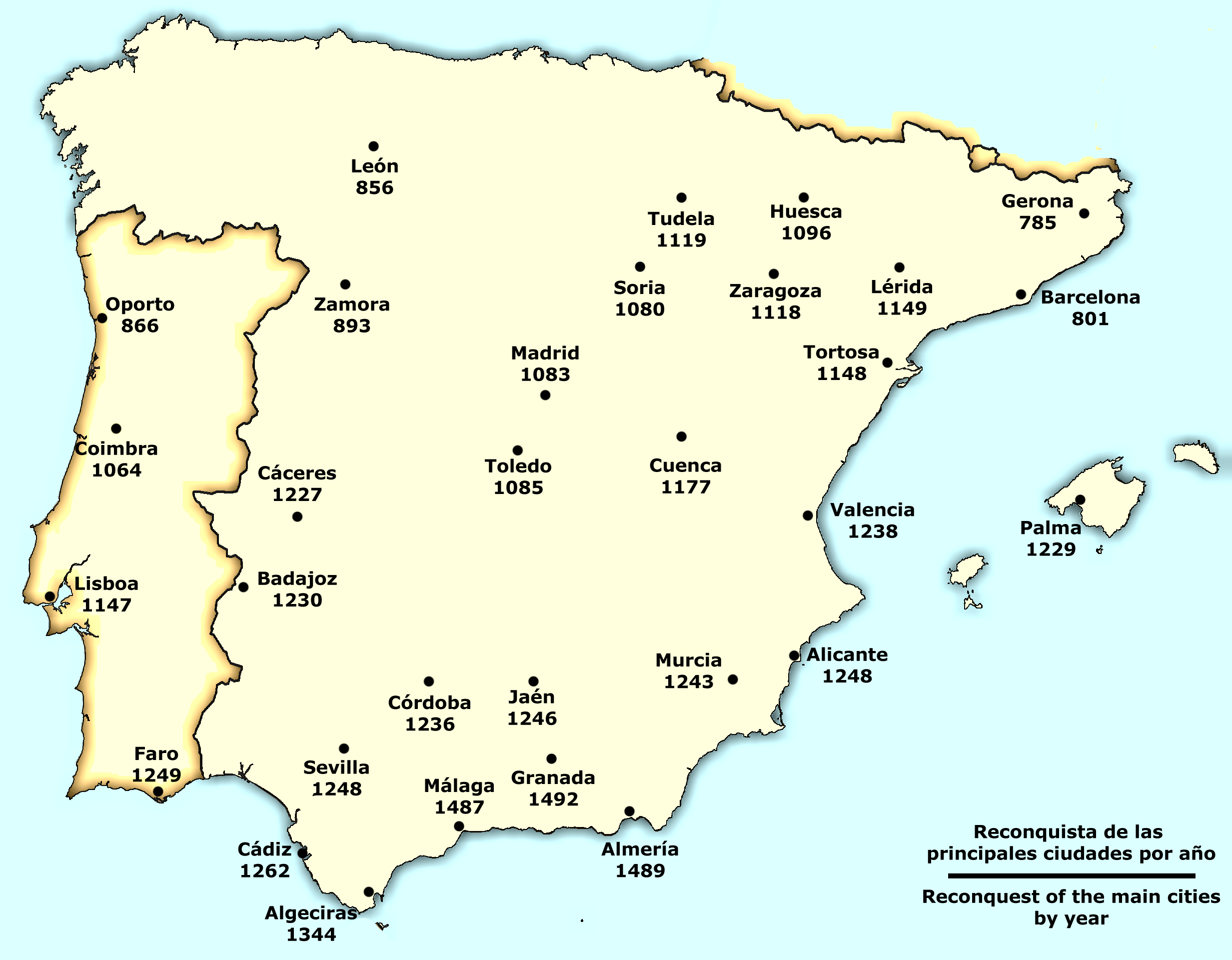
Año de la toma cristiana en las principales ciudades.
Avance de la Reconquista por periodos.
Comunidades de villa y tierra en la Extremadura castellana (el territorio "más allá del Duero").
La España de los cinco reinos,[8] desde mediados del siglo XIII a finales del siglo XV.
Territorios de las órdenes militares.

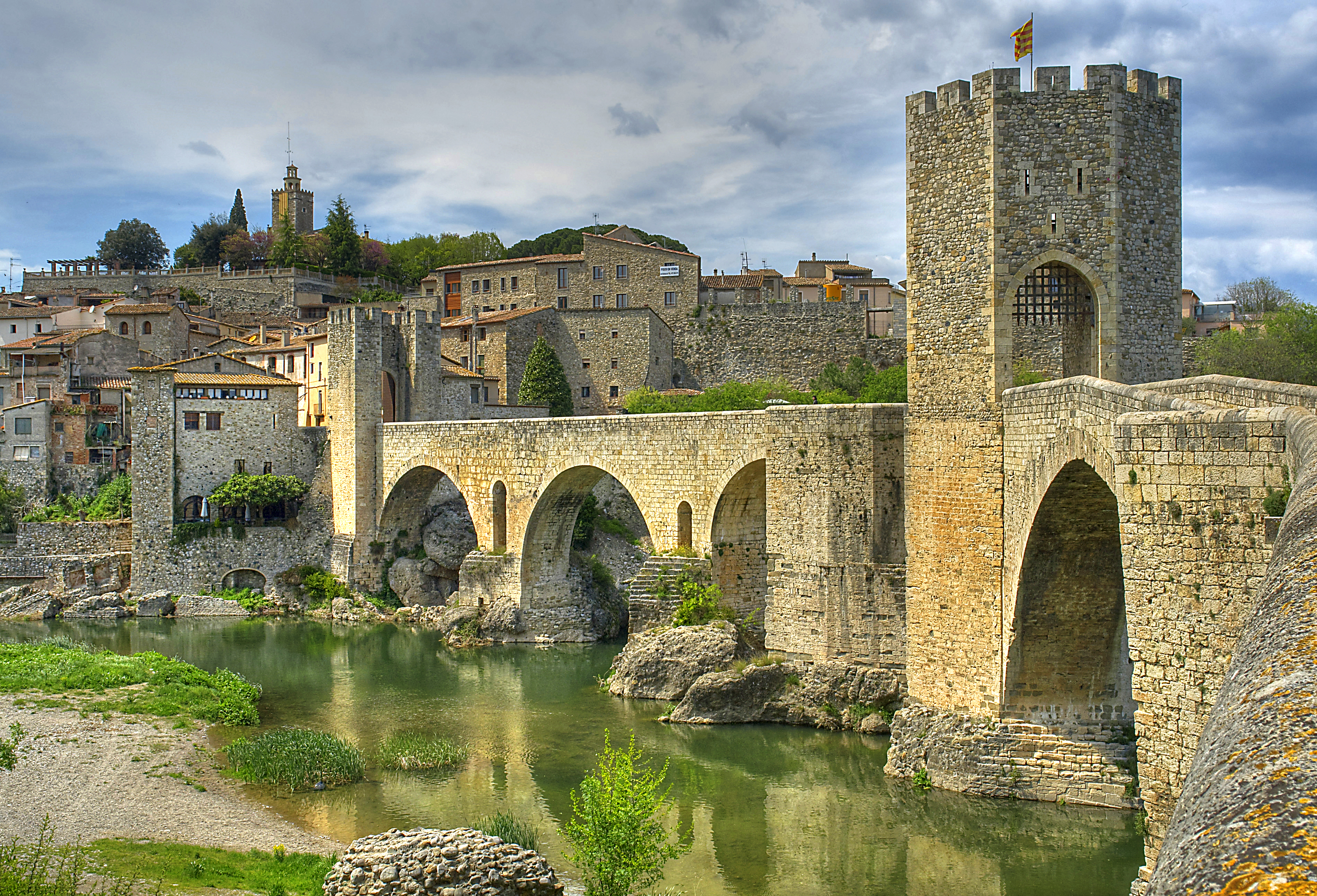
Puente y ciudad de Besalú.

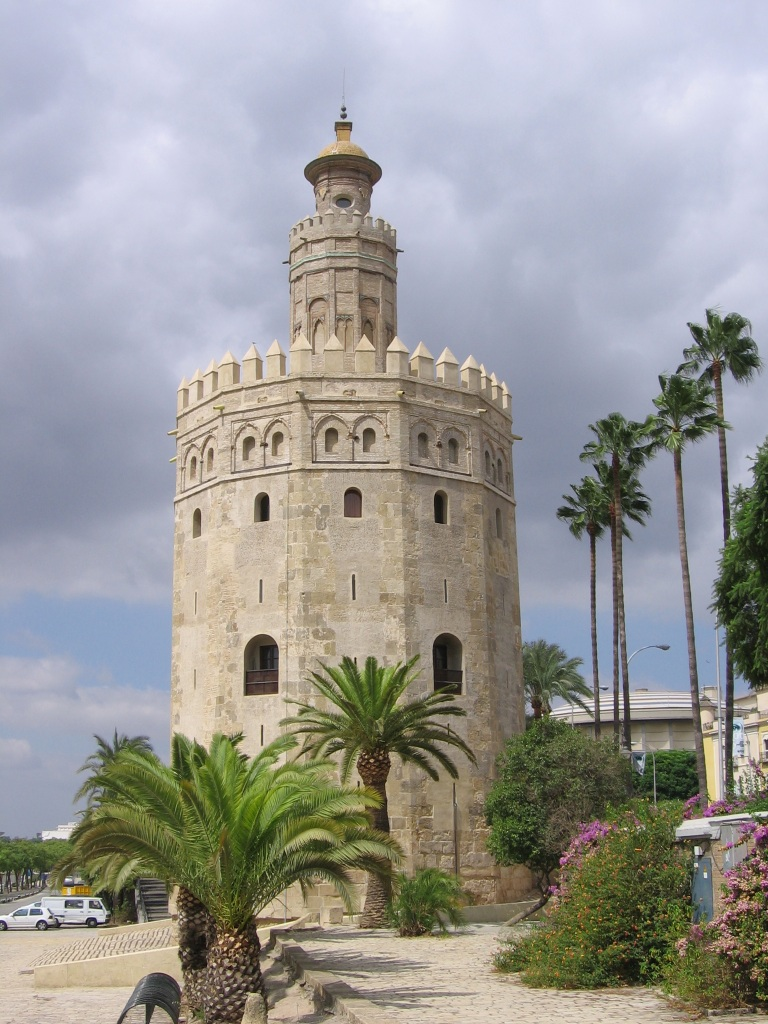
Torre del Oro, Sevilla.

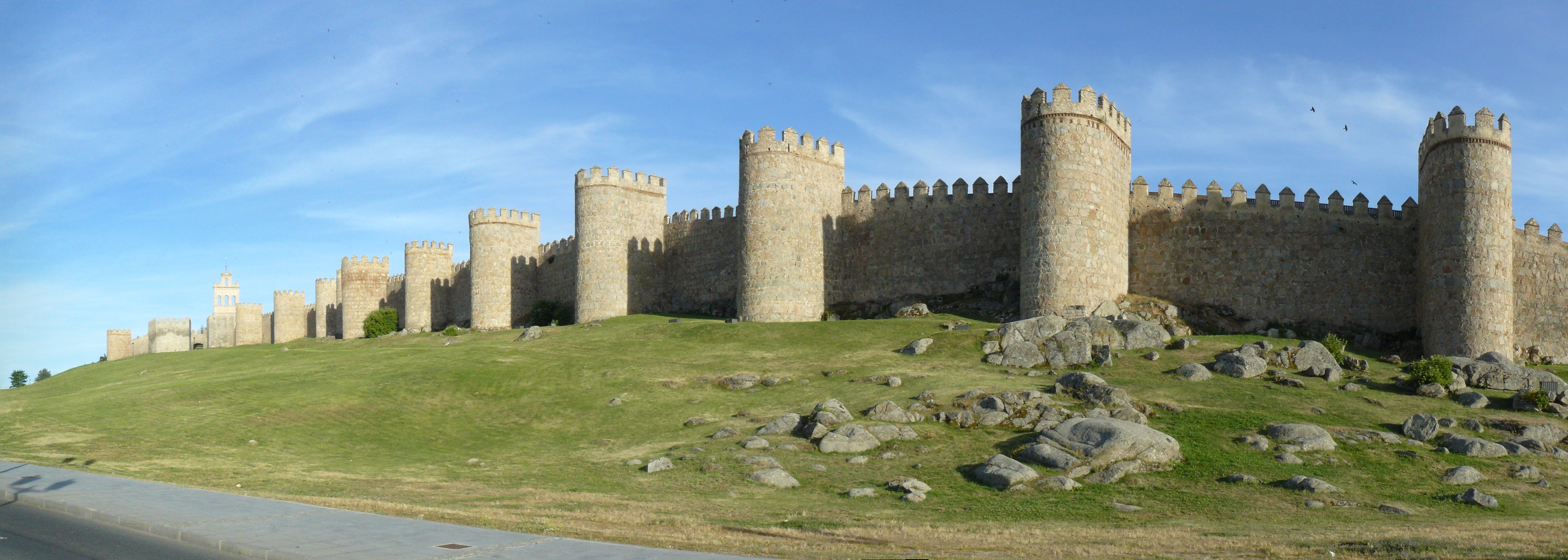
Murallas de Ávila.

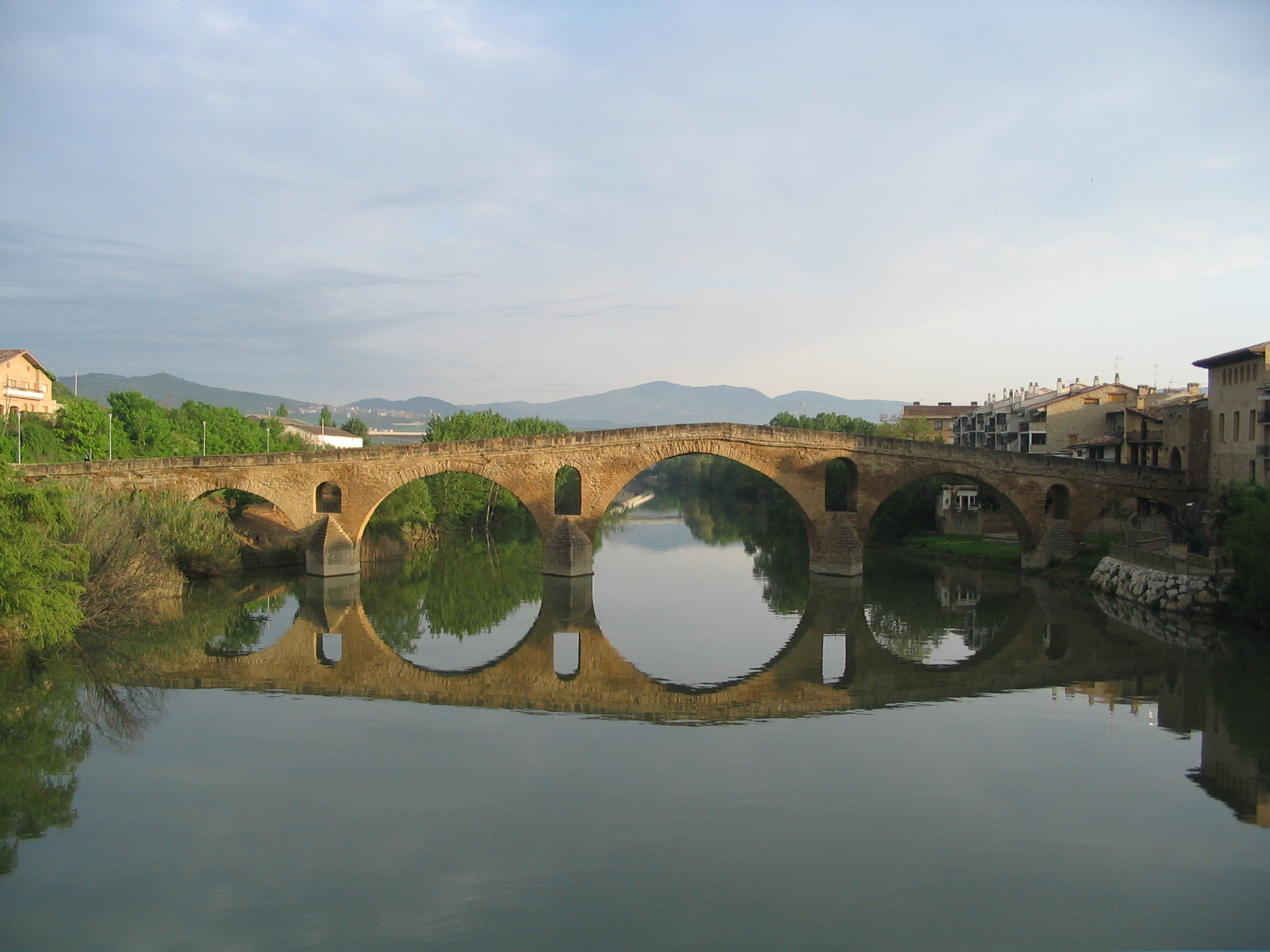
Puente de Puente la Reina.

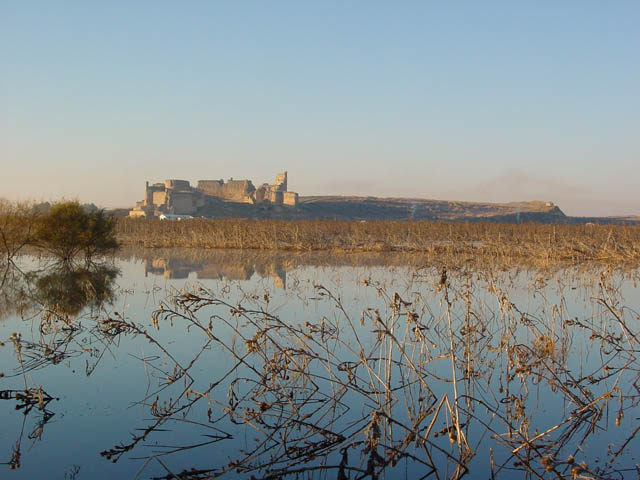
Calatrava la Vieja.

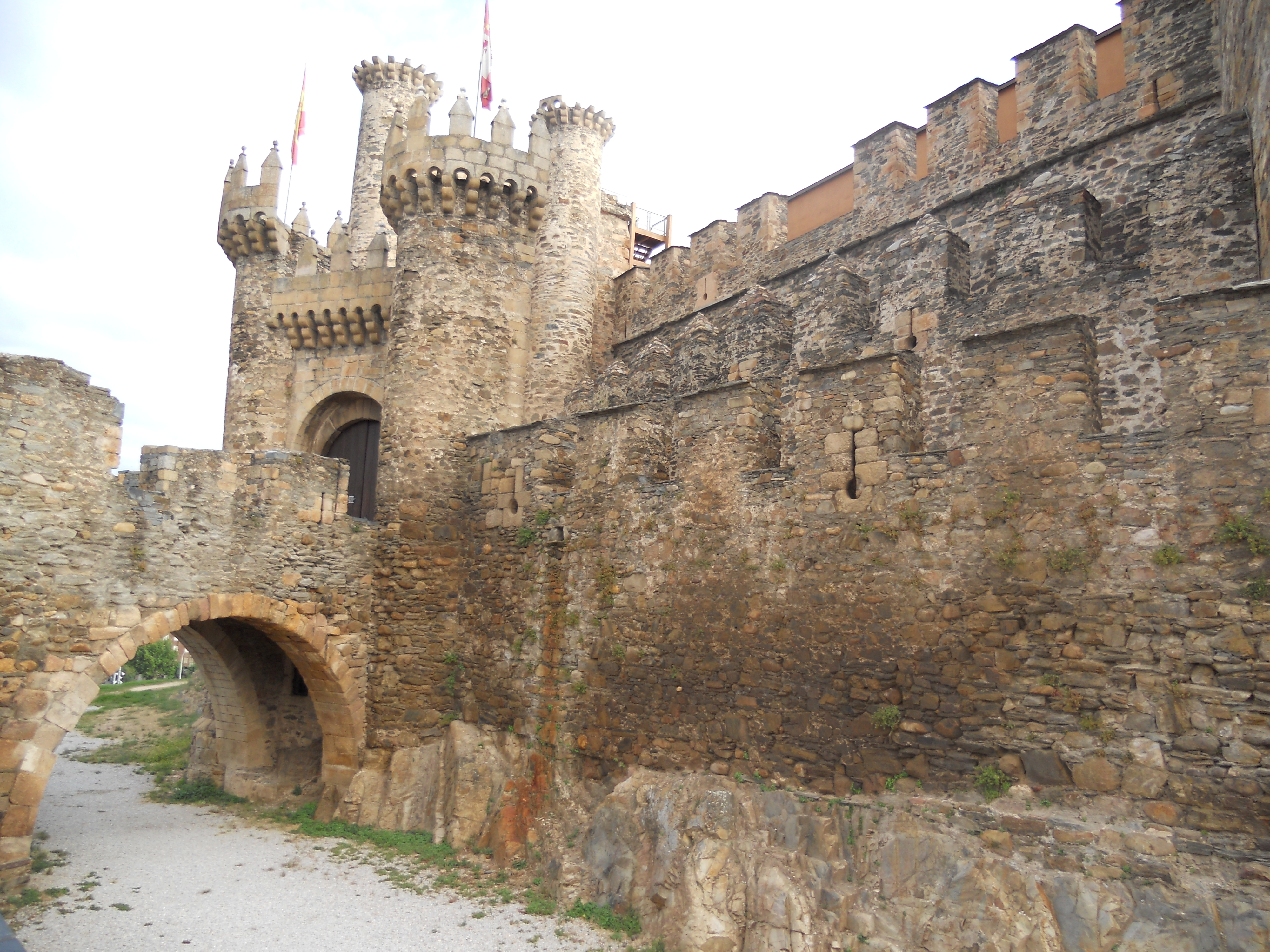
Castillo de Ponferrada.

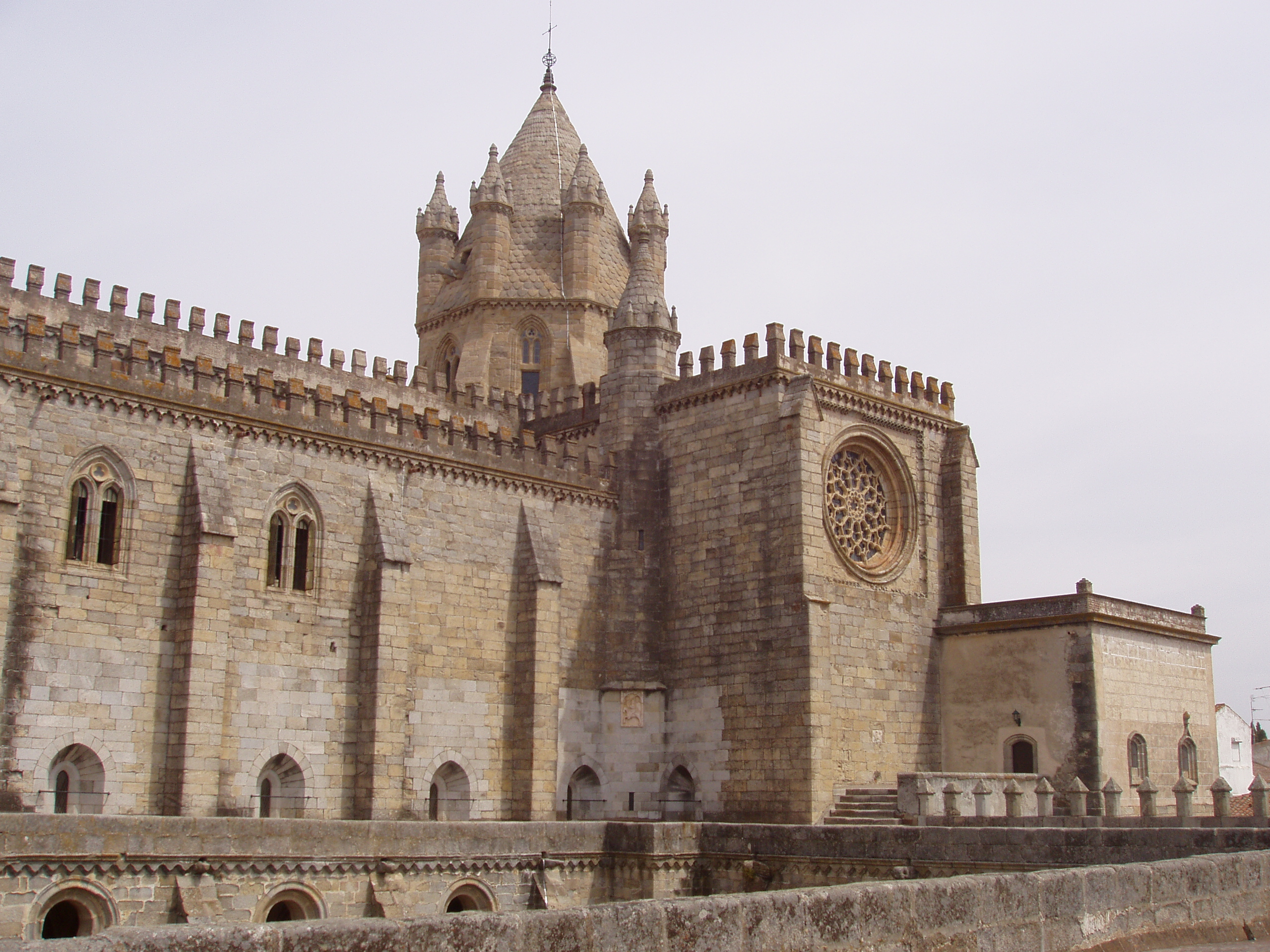
Catedral de Évora.

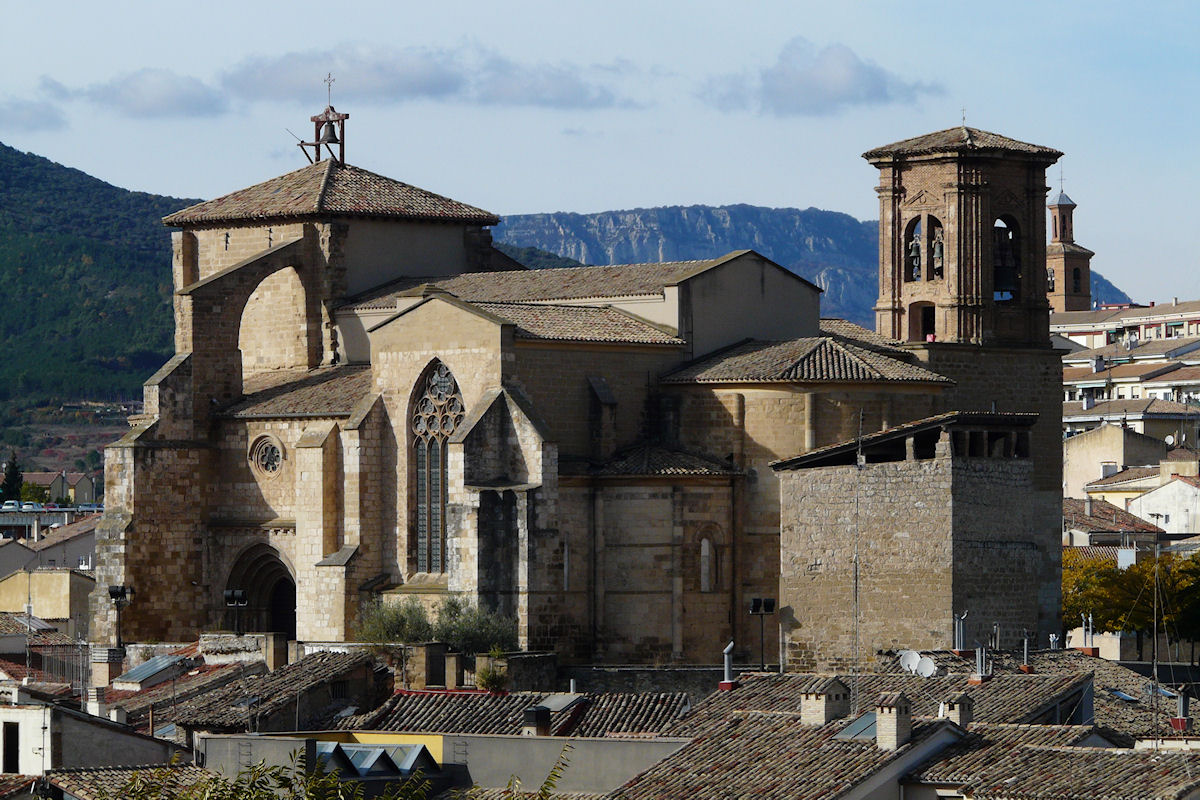
San Miguel de Estella.

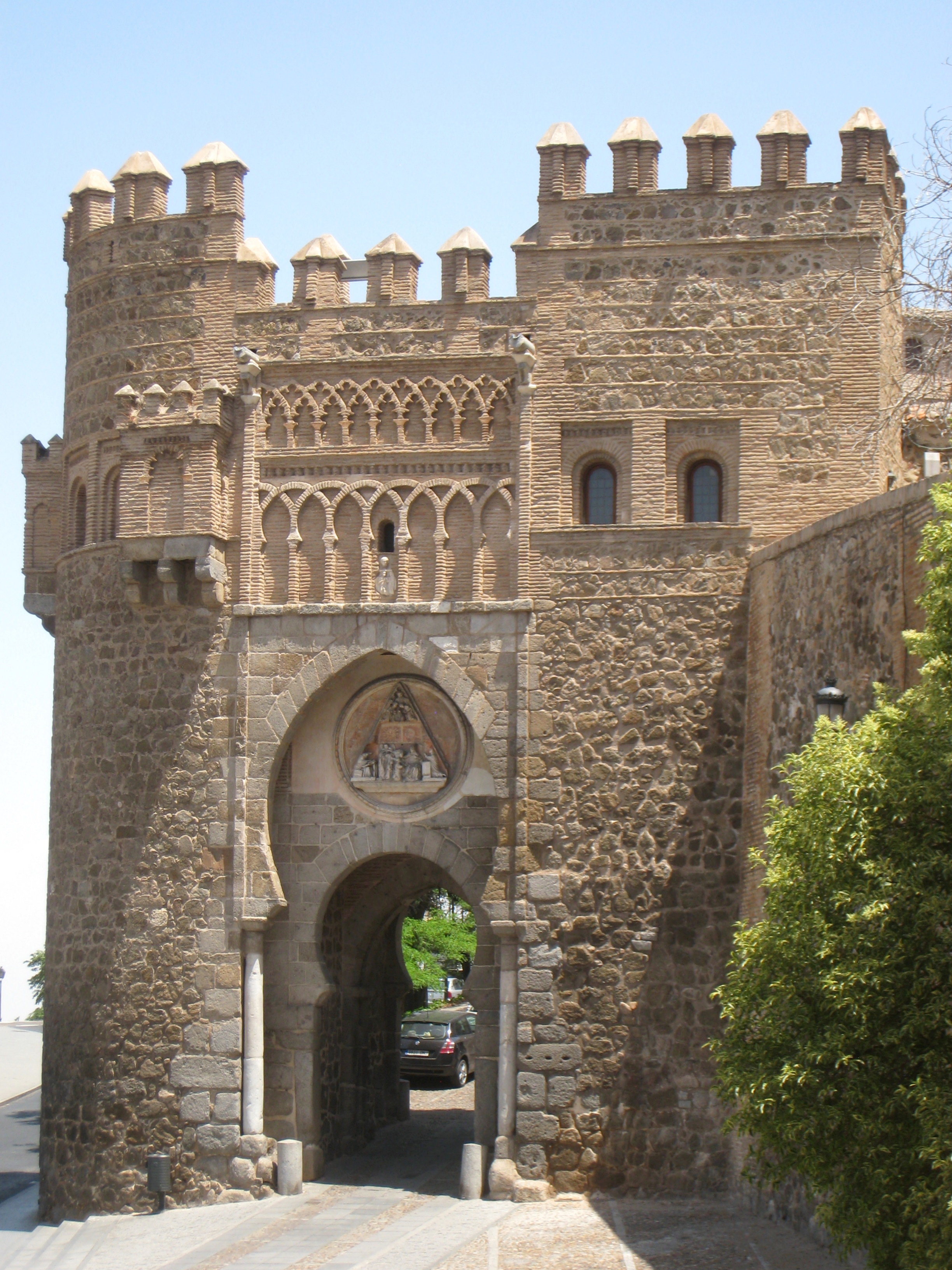
Puerta del Sol (Toledo).

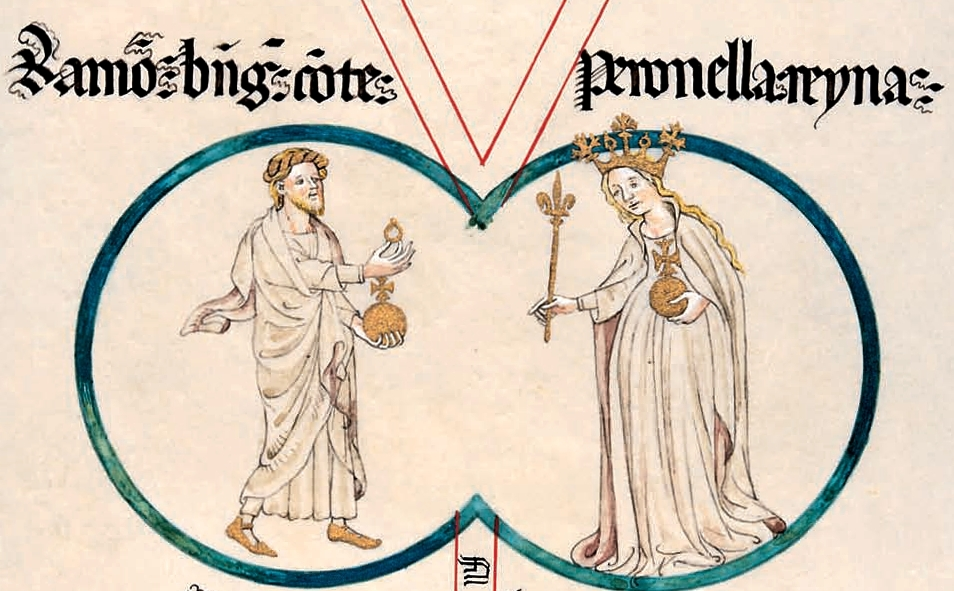
Representación del matrimonio entre Ramón Berenguer IV de Barcelona y Petronila de Aragón, en la Genealogía de la Casa de Aragón encargada por Martín I "el humano".

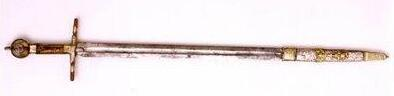
Lobera, la espada de Fernando III "el santo". Se conserva en la Catedral de Sevilla, junto a la urna con los restos del rey. Su epitafio, cuatrilingüe (castellano, latín, árabe y hebreo), es muestra del nivel de relación intercultural de la época. Es así de elogioso: AQVI YAZE EL MVY ONDRADO HERNANDO, SEÑOR DE CASTIELLA E DE TOLEDO, E DE LEON, E DE GALICIA, DE SEVILLA, DE CORDOVA, DE MVRCIA, DE IHAEN, EL QVE CONQVISSO TODA ESPAÑA, EL MAS LEAL, EL MAS VERDADERO, EL MAS FRANCO, EL MAS ESFORZADO, EL MAS APVESTO, EL MAS GRANADO, EL MAS ZOFRIDO, EL MAS HOMILDOSO, EL QVE MAS TEMIE A DIOS, EL QVE MAS LE FACIE SERVICIO, EL QVE QVEBRANTO E DESTRVYO A TODOS SVS ENEMIGOS, EL QVE ALZO, E ONDRO TODOS SVS AMIGOS, E CONQVISSO LA CIVDAD DE SEVILLA, QVE ES CABEZA DE TODA ESPAÑA, E PASSO EN EL POSTRIMERO DIA DE MAYO, EN LA ERA DE MIL E CC. E NOVAENTA. En la versión árabe se fecha en veinte del mes Rabie primero, en el año seiscientos y cincuenta de la Hégira, y en la versión hebrea la noche del día segundo y vigésimo día del mes de Sivan, año cinco mil y doce de la creación del Mundo.

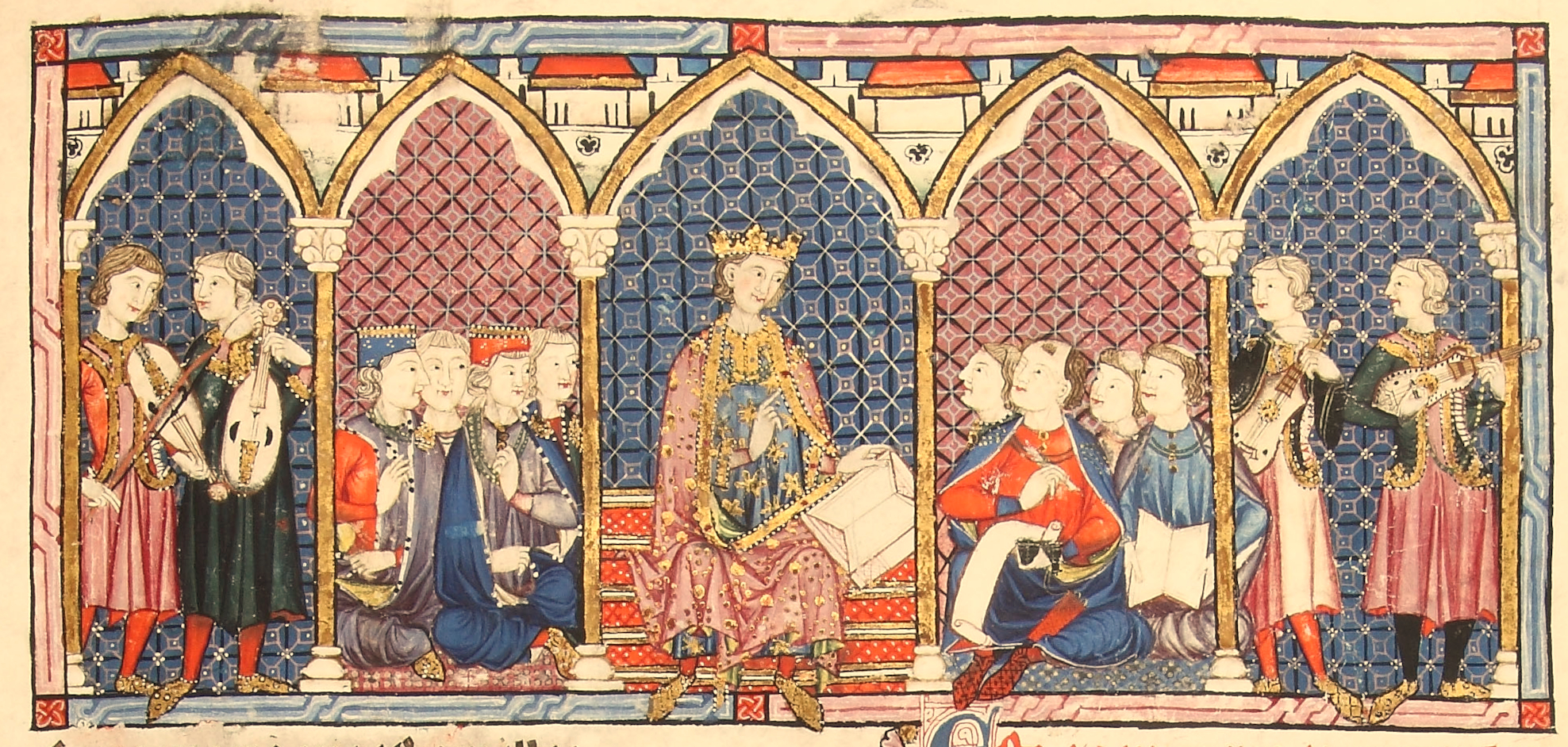
Escena de Corte, con músicos y escribientes, en las Cantigas de Alfonso X "el sabio".

### Equilibrios territoriales
Los siglos XI al XIII (que en distintas periodizaciones historiográficas se consideran como los primeros de la Baja Edad Media o bien una época diferenciada denominada Plena Edad Media) significaron en la península ibérica un periodo de alternativas en el equilibrio entre cristianos y musulmanes.
El predominio cristiano inicial sobre los reinos de taifas se manifestó en la conquista de Toledo (1085, Alfonso VI), que permitió a los reinos occidentales la repoblación del espacio al norte del Tajo. Este decisivo proceso social se realizó otorgando fueros (privilegios territoriales) a poderosos concejos urbanos que se rodeaban de un alfoz rural (comunidades de villa y tierra).
La amenaza de desaparición llevó a las taifas a aceptar, de grado o por fuerza, la intervención del imperio almorávide, que consiguió frenar e incluso revertir los avances cristianos (batalla de Sagrajas, 1086, recuperación musulmana de Aledo -enclave cristiano mantenido en Murcia entre 1088 y 1091-, recuperación musulmana de Valencia -reino mantenido por El Cid y su viuda entre 1094 y 1102-, Batalla de Uclés, 1108).
La división de las segundas taifas volvió a permitir una nueva expansión cristiana en el siglo XII: en 1118 se conquista Zaragoza y al año siguiente Tudela (ambas por el reino navarro-aragonés de Alfonso I el Batallador —quien realizó incluso una prolongada expedición por Andalucía entre 1125 y 1126—), en 1147 Lisboa (por el reino de Portugal de Alfonso Enríquez), en 1148 Tortosa y al año siguiente Lérida (incorporadas como "marquesados" al conjunto de condados catalanes de Ramón Berenguer IV), en 1171 Teruel (incorporada al reino de Aragón de Alfonso II), en 1177 Cuenca (por el reino de Castilla de Alfonso VIII). Semejante avance permitió iniciar la repoblación del espacio entre el Tajo y Sierra Morena en los reinos occidentales (Alentejo, Extremadura, la Mancha) y el valle del Ebro, el Sistema Ibérico y el Maestrazgo en los orientales. En estas nuevas tierras de frontera fue fundamental el papel repoblador de las órdenes militares (las comunes a toda la cristiandad -templarios, hospitalarios y del Santo Sepulcro- y las de los reinos peninsulares -Avis, Santiago, Alcántara, Calatrava y Montesa-).
Una nueva intervención norteafricana, la del imperio almohade, hizo retroceder las fronteras cristianas (batalla de Alarcos y toma de Calatrava la Vieja, 1195) y unificó nuevamente el espacio musulmán. En la cúspide de su poder se produjo su derrota, en la que se considera la batalla más decisiva de la Reconquista: las Navas de Tolosa (16 de julio de 1212), que permitió en las décadas siguientes la conquista cristiana de las zonas más pobladas: el valle del Guadalquivir (Fernando III "el santo") y los reinos de Mallorca, Valencia y Murcia (Jaime I "el conquistador", en el último caso, junto con su yerno Alfonso X "el sabio" -entre los tratados de Tudilén, 1154, y de Almizra, 1244, Castilla y Aragón se plantearon su expansión hacia el sur peninsular como un reparto de común acuerdo, mientras que Aragón tuvo que renunciar a su expansión hacia el norte desde la batalla de Muret, 1213-). La repoblación de estos territorios se realizó con el sistema de repartimientos, que implicaba una compensación equivalente a la contribución militar en la conquista (lo que beneficiaba a los nobles e instituciones con mayor capacidad de movilizar huestes).
Las entidades políticas se hacían y deshacían con gran fluidez, siguiendo la dinámica feudo-vasallática y los juegos dinásticos (incluso durante un breve periodo pareció posible una monarquía bicéfala entre Urraca de León y Alfonso I de Aragón). Hacia mediados del siglo XIII se había producido la consolidación de una división político-territorial que Ramón Menéndez Pidal denominó la España de los cinco reinos: Reino de Portugal, Reino de Navarra, Corona de Castilla, Corona de Aragón, y Emirato nazarí de Granada (el único Estado musulmán superviviente).

### Estructuras, instituciones e ideología
La inestabilidad política de las taifas no implicaba una decadencia ni de su cultura ni de sus estructuras: se dio paradójicamente a la vez que un crecimiento económico y demográfico; lo que intensificaba la capacidad extractiva de los reinos cristianos, conscientes de su menor nivel de desarrollo inicial y deseosos de crecer a su costa. Algún caso fue extraordinario: de Sancho VII de Navarra (el que consiguió romper las cadenas de la tienda del emir en Las Navas -cadenas que incorporó a su escudo-), se cuenta que fue tal el botín que acumuló, que se convirtió en "el banquero de los reyes". La pujanza económica que alcanzaron los reinos cristianos les permitió emprender programas constructivos y artísticos de extraordinaria envergadura, en los estilos contemporáneos (románico y gótico), en ambos casos con características locales que se denominan arte mudéjar (románico mudéjar, gótico mudéjar) cuando son de muy marcada influencia andalusí (a menudo, por ser de mano de artesanos musulmanes). La expansión de los monasterios de la orden benedictina vinculados a casas francesas (primero los cluniacenses y luego los cistercienses) fue fomentada por los reyes (que también entroncaron dinásticamente con casas centro europeas -la dinastía Jimena con la dinastía Borgoña-) y las familias poderosas, consolidándose una sociedad estamental propia del feudalismo. La conflictividad social generada por ese contexto socioeconómico se expresó en movimientos que en alguna ocasión tuvieron reflejo documental, como las revueltas burguesas de Sahagún (desde 1111) y la revuelta de Santiago contra el obispo Gelmírez (1136).

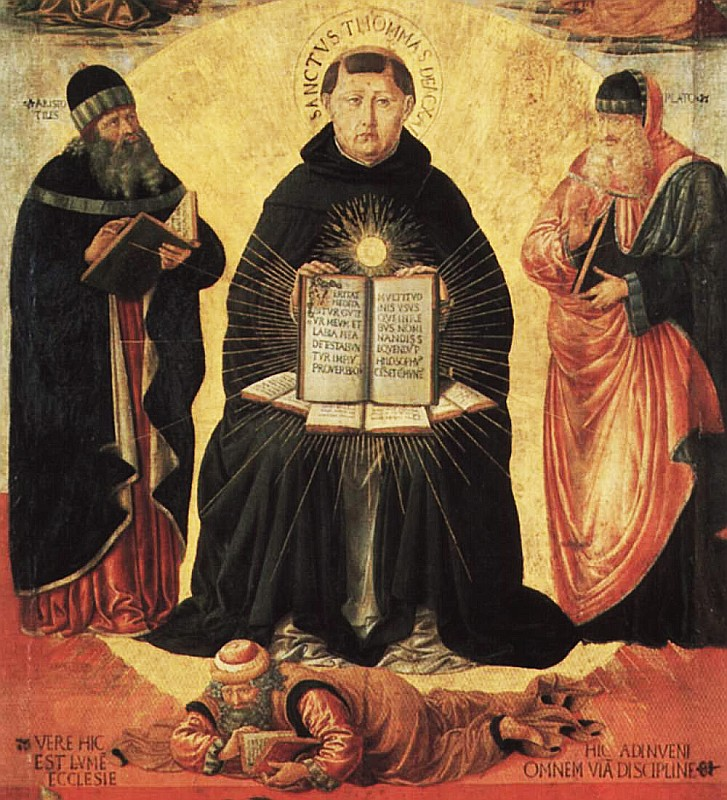
Victoria de Santo Tomás de Aquino sobre Averroes, de Benozzo Gozzoli, 1468-1484. El filósofo andalusí aparece tumbado, mientras que Platón y Aristóteles aparecen de pie, flanqueando al santo.
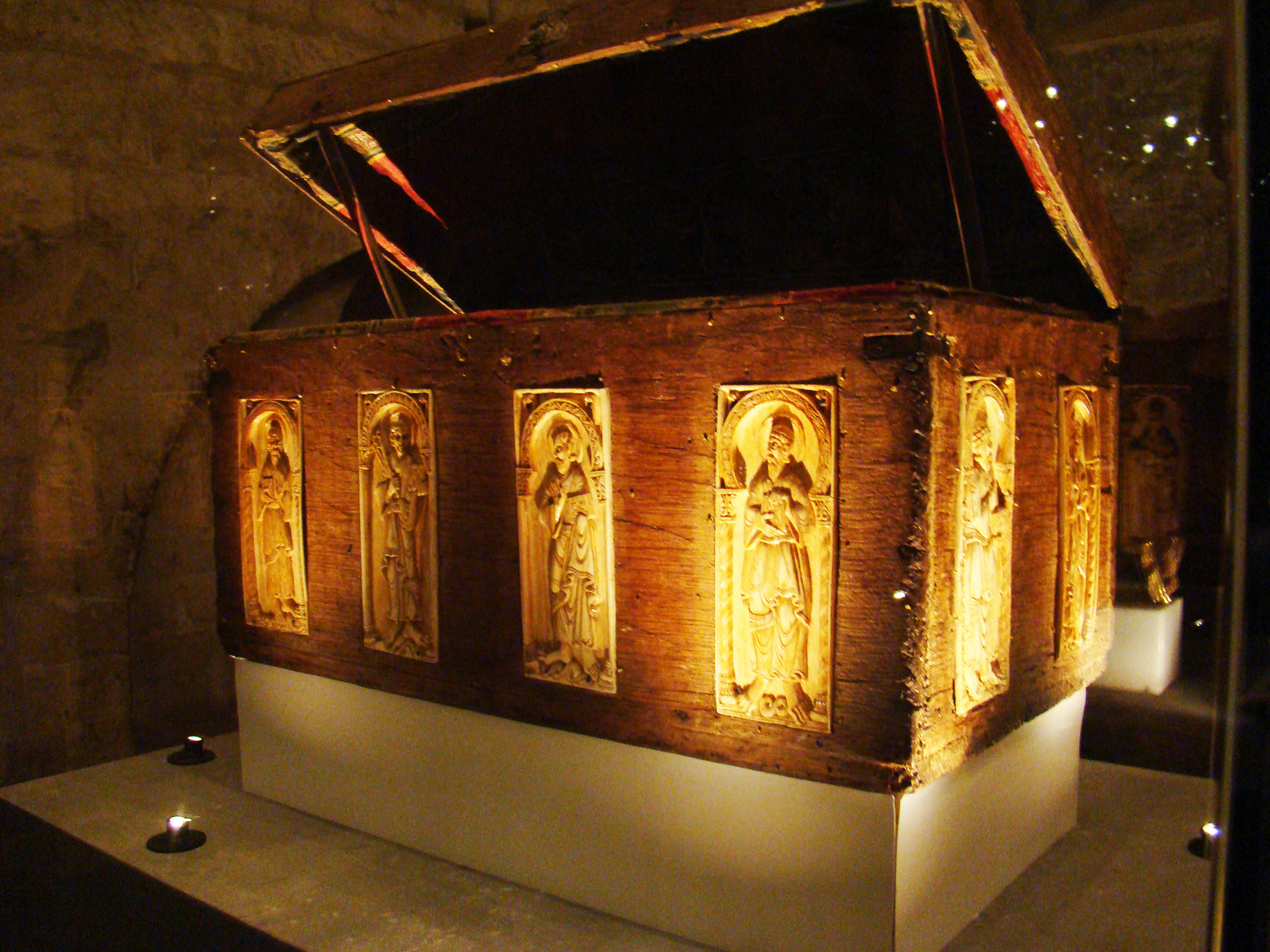
Arca de los Marfiles (San Isidoro de León), 1059.
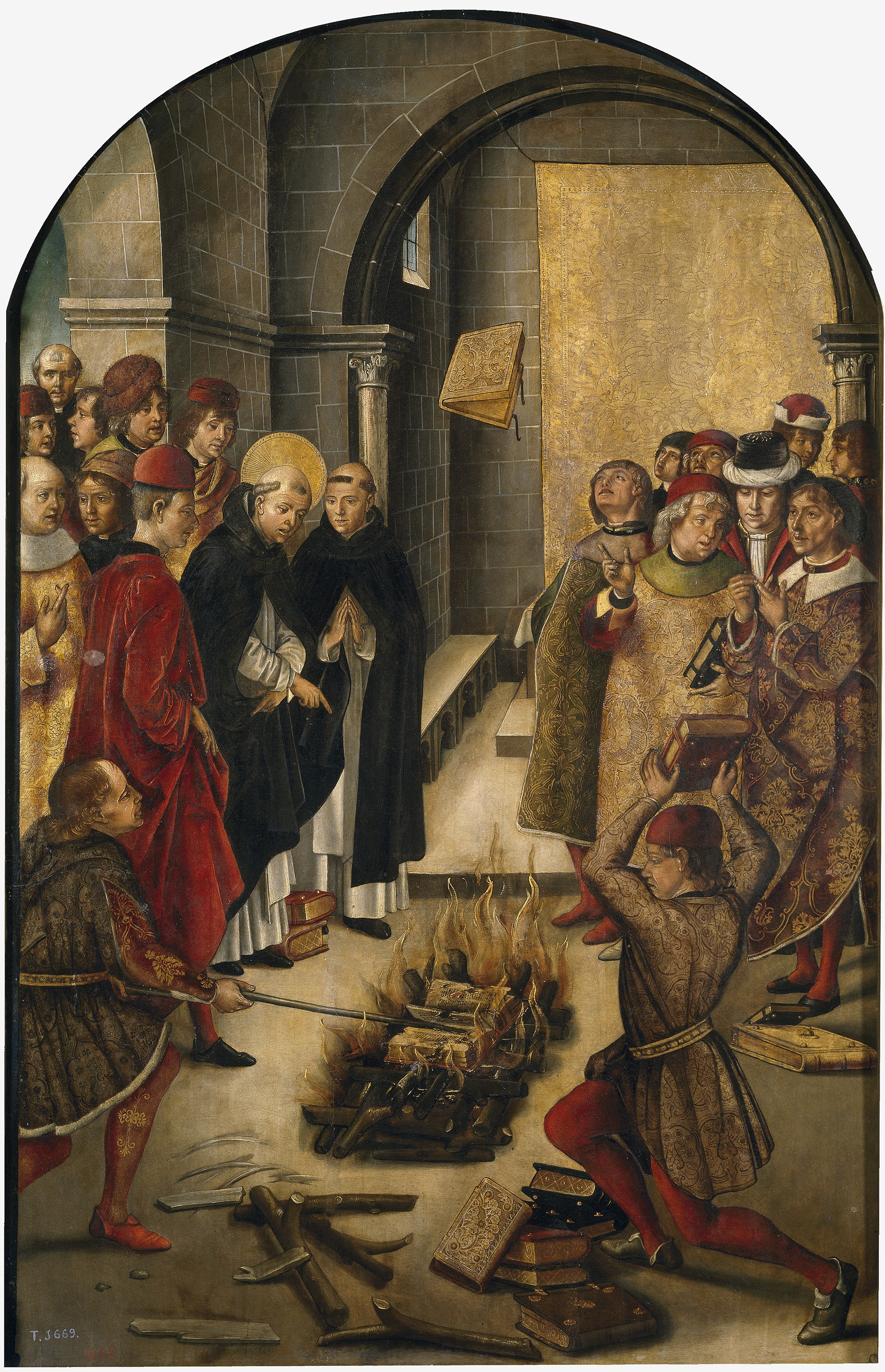
El milagro de Fanjeaux o La prueba de fuego (los libros de los albigenses arden, mientras que el de Santo Domingo de Guzmán no). Cuadro de Pedro Berruguete, ca. 1495.

La institucionalización de la monarquía feudal incluyó la creación de las Cortes, ampliación de la «Curia Regis» hasta configurar una asamblea representativa de la nobleza, el clero y las ciudades de cada reino. Las alternativas de política dinástica determinaron herencias y matrimonios que dividían y fusionaban reinos (Castilla y León en varias ocasiones, hasta su definitiva unificación con Fernando III "el Santo"). Frente al mayor poder interno que consiguieron acumular los reyes de la Corona de Castilla, caso opuesto fue el de Aragón: convertido en reino tras su separación de Navarra, podría haberse convertido en un territorio a cargo las órdenes militares de haberse cumplido el testamento de Alfonso I el Batallador; los nobles acordaron ignorarlo, y elevar al trono a Ramiro II el Monje (el de la legendaria campana de Huesca) quien, al año de asegurar la sucesión con el nacimiento de su hija Petronila, acordó su matrimonio con el conde de Barcelona Ramón Berenguer IV, a quien dejó el gobierno del reino, volviendo a su monasterio (en 1137 -la boda tuvo que esperar trece años-). La entidad política resultante (Corona de Aragón) fue incorporando las sucesivas conquistas con un criterio de separación semejante: territorios federados con instituciones diferenciadas.
El fomento de las actividades intelectuales fue muy importante en algunos ámbitos (escuela de traductores de Toledo -Domingo Gundisalvo, Juan Hispalense-, protección a los primeros studia generalia -universidades de Palencia, de Salamanca, de Valladolid, de Alcalá y de Lisboa, todas ellas fundadas en el siglo XII-), que convirtieron a la España de los siglos XI al XIII en un espacio crucial para la conformación de la civilización occidental: para que pudiera producirse el denominado renacimiento del siglo XII tuvo que establecerse el contacto entre los grandes intelectuales andalusíes (el musulmán Averroes o el judío Maimónides -que exploran los límites entre razón y fe-) con la escolástica europea. Raimundo Lulio intentó infructuosamente la conversión de los musulmanes por persuasión intelectual, pero en su esfuerzo, que le llevó a dominar varias lenguas, realizó lo que probablemente sean las primeras obras filosóficas en lengua vulgar. No hay que confundir anacrónicamente estos contactos, o los periodos de mayor tolerancia, con algún tipo de multiculturalismo: a pesar del propósito de conocer las razones del otro, la voluntad de todos (musulmanes, judíos y cristianos) es mantenerse en su fe, y en la mayor parte de los casos, imponerse incluso violentamente sobre los demás. En cuanto a las interpretaciones distintas dentro de cada una de esas leyes (ley de Mahoma, ley de Moisés, ley de Cristo), no había compromiso o tolerancia: las definidas como herejías desde el punto de vista de la ortodoxia, eran fuertemente perseguidas. Un santo español, Domingo de Guzmán, fundó en 1215 la Orden de Predicadores ("dominicos") para combatir a los herejes, tanto mediante la persuasión como mediante procesos inquisitoriales.

lo vostre sant poder [el de Dios] no es aital com lo poder dels Reys: cor tot lo poder que ells han, no l han per ells meteys, enans... es defora d ells, so es lo poder que han en les gents; el menor poder que han, sí es aquell que han ells meteys en lur persona.
Raimundo Lulio, Libre de contemplació, 1296.

### El nacimiento de las lenguas romances y sus literaturas

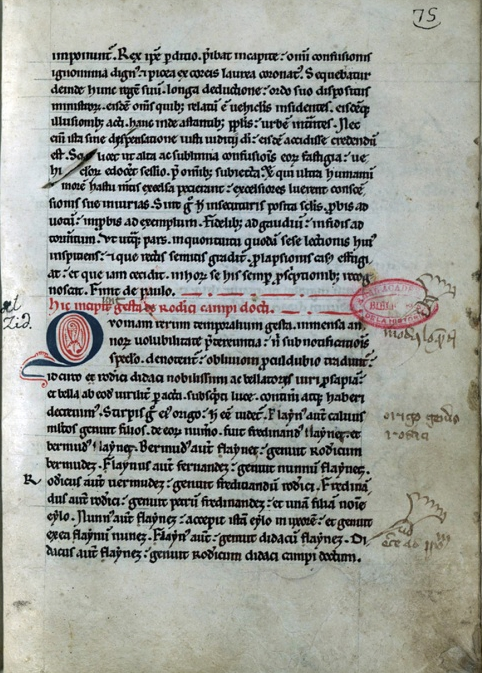
Gesta Roderici Campidocti o Historia Roderici ("gesta de Rodrigo el Campeador" o "historia de Rodrigo"), texto compuesto hacia 1190 sobre Rodrigo Díaz de Vivar, reproducido en un códice del.

Es en esta época cuando aparecieron los primeros testimonios escritos de las lenguas romances o neolatinas. El latín había dejado de ser suficientemente inteligible, y se hizo necesario para algunos documentos la inclusión de palabras, frases enteras o glosas en lengua vulgar: en el siglo X la Nodicia de Kesos, en el siglo XI las glosas silenses y emilianenses en castellano (incluyen también palabras en euskera, que no es romance, sino prerromana), y algunos ejemplos de catalán (un juramento feudal, unas greuges o quejas); a finales del siglo XII y comienzos del siglo XIII ya hay grandes textos, como las Homilías de Organyà, el Cantar de Mio Cid o la cantiga de escarnio Ora faz ost'o senhor de Navarra. Mucho antes (finales del siglo X y comienzos del siglo XI), los romances meridionales o mozárabes dejaron testimonio en las jarchas (partes de composiciones poéticas más extensas, en árabe hispánico, donde se usan frases en lengua mozárabe como recurso literario), escritas por andalusíes musulmanes o judíos, en caracteres árabes. El romance occidental o galaico-portugués llegó a ser una lengua literaria de prestigio (fue la que eligió Alfonso X para las Cantigas de Santa María). De entre todos los romances centrales (leonés, asturiano, navarroaragonés) únicamente el castellano se consolidó, prestigiado por su uso cortesano y por la pujanza de su literatura, tanto popular como culta (mester de juglaría y mester de clerecía, en términos de Gonzalo de Berceo). El romance oriental o catalán se extendió por Valencia (valenciano), Mallorca (mallorquín) y, más tarde, en parte de Cerdeña (alguerés).

Des cuand mio Cidiello venied

¡tan buona albixiara!

com rayo de sol éxid

en Wuadalachiara
Cuando mío Cidiello viene
¡qué buena noticia!
como un rayo de sol sale
en Guadalajara"
Yehuda Halevi, Jarcha n.º 3, Panegírico en honor de Josef ben Ferrusiel.

per mal che Mir Arnall m·avia fait et dict a mi et a ma muler ... Rancur-me quar desmentist ma mulier ante me e de las folias que li dexist davant me ... E sso rancurós de Guilelm Arnal quar fed conveniencia de la mia onor ab suo fratre senes lo men consel ... e fforon-ne judicis donads et aculids et Mir Arnall fer no·ls me volg ... Rancur-me de I bou de Oliba d·Ares e no li vol redre. Rancur-me de I vaca de Guilelm Oler, no la vol redre. ... Et rancur-me de Mir Arnall de la casa de Botxera che s’a presa e m’a tolta et non debet abere nisi solum decimum ... He rancur-me de Mir Arnall quar d·altra guisa elegit baiulum en la onor de Guilelm Arnal sino con el o mannà ... Et son rancurós de les toltes e de les forces que fa en la mea onor ... Rancur-me’n de la cavalleria de Mir Guilabert qui no m·és servida.
Els Greuges de Guitart Isarn, senyor de Caboet"Las quejas de Guitart Isarn, señor de Caboet", o Cabó (sobre insultos a él y a su mujer, robos de bueyes y vacas e incumplimiento de pagos y servicios militares que le debían sus vasallos), uno de los primeros textos que incluyen, junto a expresiones latinas, frases en lengua catalana, ca. 1080-1095.

Desfiar enviaron ora de Tudela

filhos de Don Fernando a el-rei de Castela.

E disse el-rei logo: «Ide alá, Don Vela,

desfiade e mostrade por min esta razón:

 se quiseren, por cambio do reino de León,

 filhen por én Navarra ou o reino d'Arangón.»
Airas Nunes, Cantigas de escarnho e maldizer (B 883 / V 466)

Era un omne pobre que vivie de raçiones,

Non avie otras rendas nin otras furçiones,

Fuera quanto labraba, esto poccas sazones,

Tenie en su alzado bien poccos pepiones.

Por ganar la Gloriosa que él mucho amaba,

Partielo con los pobres todo quanto ganaba,

En esto contendia e en esto punnaba,

Por aver la su graçia su mengua oblidaba.

Quando ovo est pobre dest mundo a passar

La madre gloriosa vinolo combidar
Gonzalo de Berceo El pobre caritativo en Milagros de Nuestra Señora, ca. 1260.

### Arte de los siglosXIalXIII

#### Arte de las taifas, almorávide y almohade
La debilidad política de las taifas no produjo una decadencia cultural, sino todo lo contrario, un mayor refinamiento y una difusión por todo el territorio andalusí, en razón de la multiplicación de las cortes competitivas. Sobre los numerosos palacios fortificados o alcazabas (la de Almería, la de Málaga), destaca el palacio de la Aljafería de Zaragoza. Un edificio singular es el Bañuelo de Granada (de época zirí, siglo XI).
Del arte almorávide quedan muy pocos restos, como una qubba (cúpula) del antiguo palacio de Sevilla (hoy en el Patio de Banderas del Real Alcázar), y el castillo de Monteagudo. Al-Idrisi recoge que los talleres textiles de Almería alcanzaron gran perfección en la fabricación de attabi, comparables a las sedas persas.
Del arte almohade han quedado notables construcciones en Sevilla: la Torre del Oro y la Giralda (antiguo alminar de la mezquita, que mantiene la decoración inicial en sus muros –los cuerpos superiores son de época cristiana–) y el Patio del Yeso del Real Alcázar.
La cerámica andalusí y las artes suntuarias andalusíes tuvieron un gran desarrollo.
Véase galería de imágenes de Arte andalusí de los siglos XI al XIII en la nota al pie.

#### Románico
A partir del siglo XI la influencia artística europea (especialmente borgoñona –monasterios cluniacenses– y lombarda –arquillos lombardos–) se superpuso sobre las tradiciones artísticas locales (visigótica, andalusí, asturiana, mozárabe y mudéjar) dando origen a un arte de acusada personalidad. El románico fue un arte cristiano que se limitó al tercio norte peninsular, sin prácticamente presencia al sur del Ebro y el Tajo.
La cronología en la penetración de las formas arquitectónicas es visible en un despliegue de este a oeste, al ser los primeros ejemplos en Cataluña (San Pedro de Roda, 1022) y desarrollarse en torno al Camino de Santiago los de Aragón (Catedral de Jaca, desde 1054), Navarra (San Pedro de Leyre, 1057), Castilla (San Martín de Frómista, 1066) y León (San Isidoro –pórtico de 1067–), con final en Galicia, donde se levantó la obra más destacada: la catedral de Santiago de Compostela (iniciada en 1075 con la planta de peregrinación característica de la mayor parte de las iglesias del camino, desde la de San Sernin de Toulouse). El siglo XII significó la culminación del estilo (monasterio de Ripoll, iglesias de Bohí y Tahull –en Cataluña–, castillo de Loarre, monasterio de San Juan de la Peña –en Aragón–, Palacio Real de Estella, San Miguel de Estella, Santa María de Eunate, San Pedro de Olite –en Navarra–, iglesias porticadas segovianas, Santo Domingo de Soria, San Juan de Duero –en Castilla–, Catedral de Zamora, Catedral vieja de Salamanca –en León–). Desde finales del siglo XII se identifica la transición del románico al gótico (catedral de Tarragona, catedral de Lérida).
La escultura románica del siglo XI tiene como principales muestras los hastiales de San Isidoro de León, la Puerta de las Platerías de Santiago (del Maestro Esteban) y el claustro de Santo Domingo de Silos. En el siglo XII destaca la portada de Ripoll, la de Santa María la Real de Sangüesa y el claustro de San Juan de la Peña. La transición al gótico es visible en las obras de finales de siglo: el apostolado de la Cámara Santa de Oviedo, la portada de San Vicente de Ávila y el Pórtico de la Gloria de Santiago (del Maestro Mateo).
Los frescos románicos españoles son destacadísimos: Panteón de los Reyes de San Isidoro de León, conservado in situ, o los arrancados de sus lugares de origen (ermita de San Baudelio de Berlanga, ermita de la Vera Cruz de Maderuelo –ambas en el Museo del Prado– y la colección reunida en el Museo Nacional de Arte de Cataluña).

#### Gótico inicial y pleno
La continuidad de la relación con Francia se manifestó en la continuidad de la influencia de las formas artísticas transpirenaicas, que desde finales del siglo XII vino a través de la implantación de los monasterios cistercienses (arte cisterciense). La arquitectura española del gótico inicial y pleno se caracterizó por un menor interés en la altura que en las catedrales francesas, llegando al extremo en la Corona de Aragón, donde fue la línea horizontal la predominante.
La escultura en piedra siguió los modelos franceses de Chartres o Reims; mientras que la talla polícroma en madera, que componía retablos cada vez más complejos, siguió modelos propios que en los siguientes siglos recibirán la influencia flamenca e italiana, al igual que ocurrió con la pintura.

## Baja Edad Media

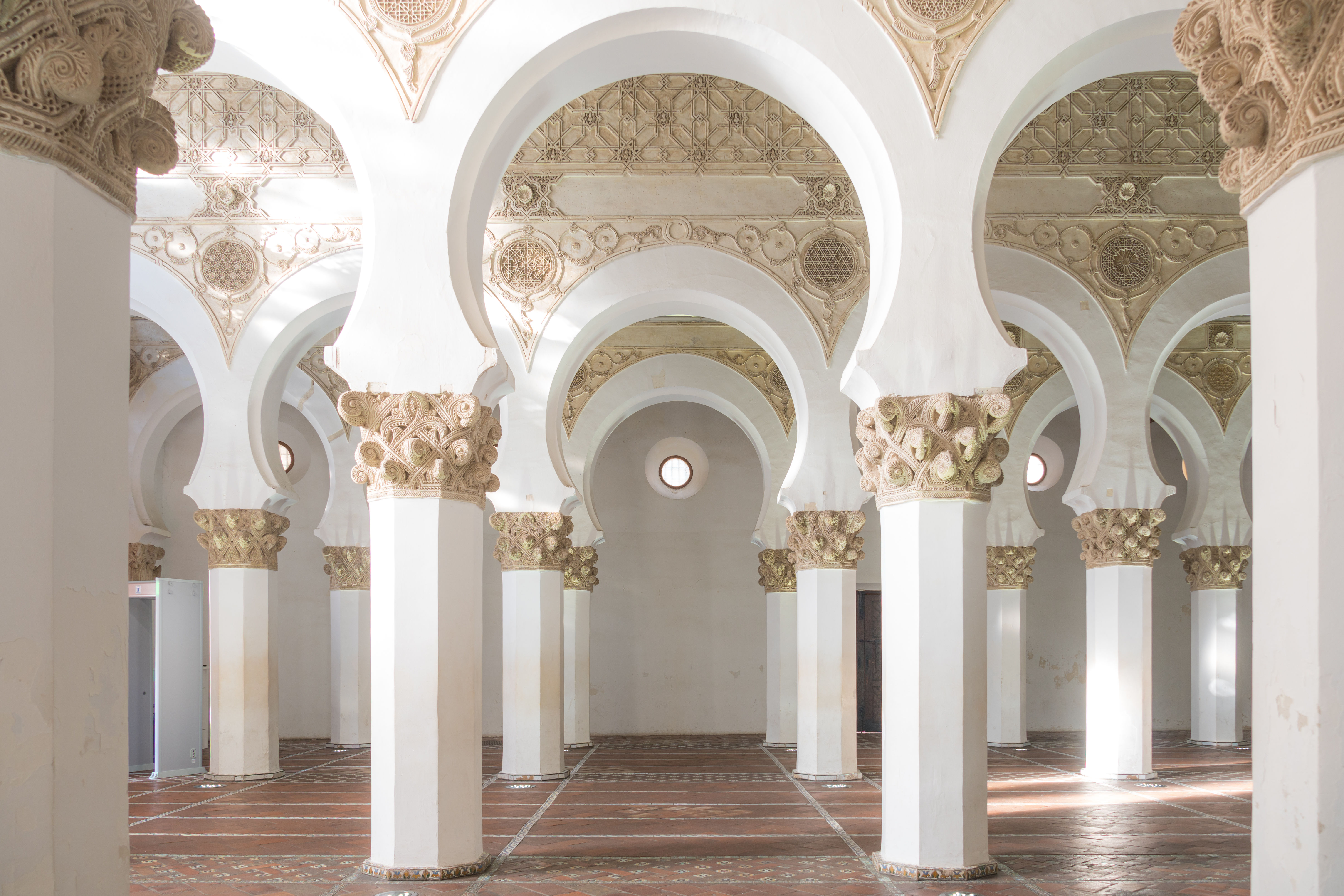
Sinagoga Mayor de Toledo.

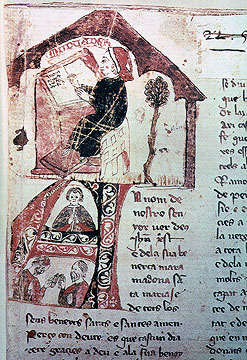
Crónica de Muntaner.

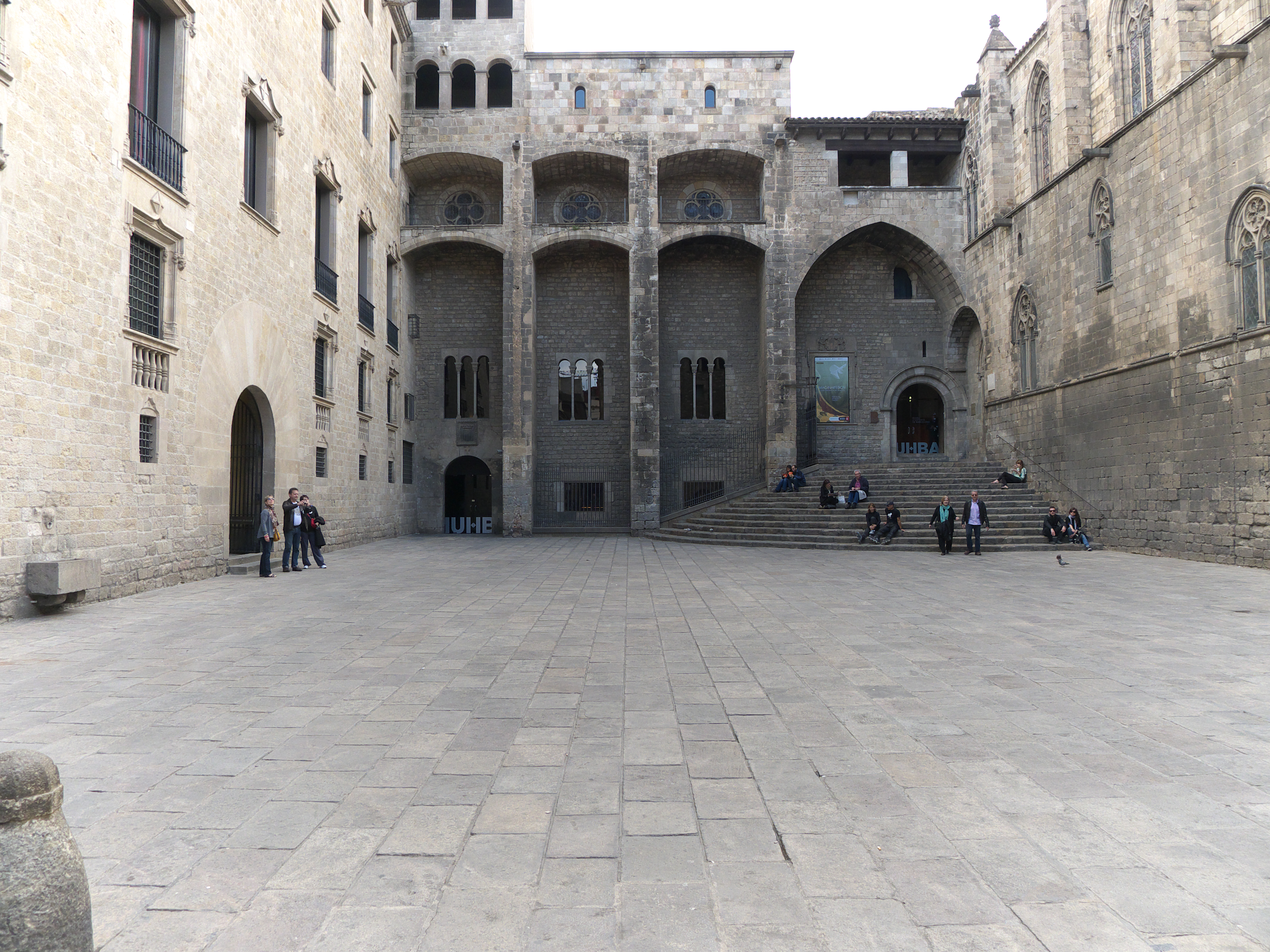
Palacio Real Mayor de Barcelona.

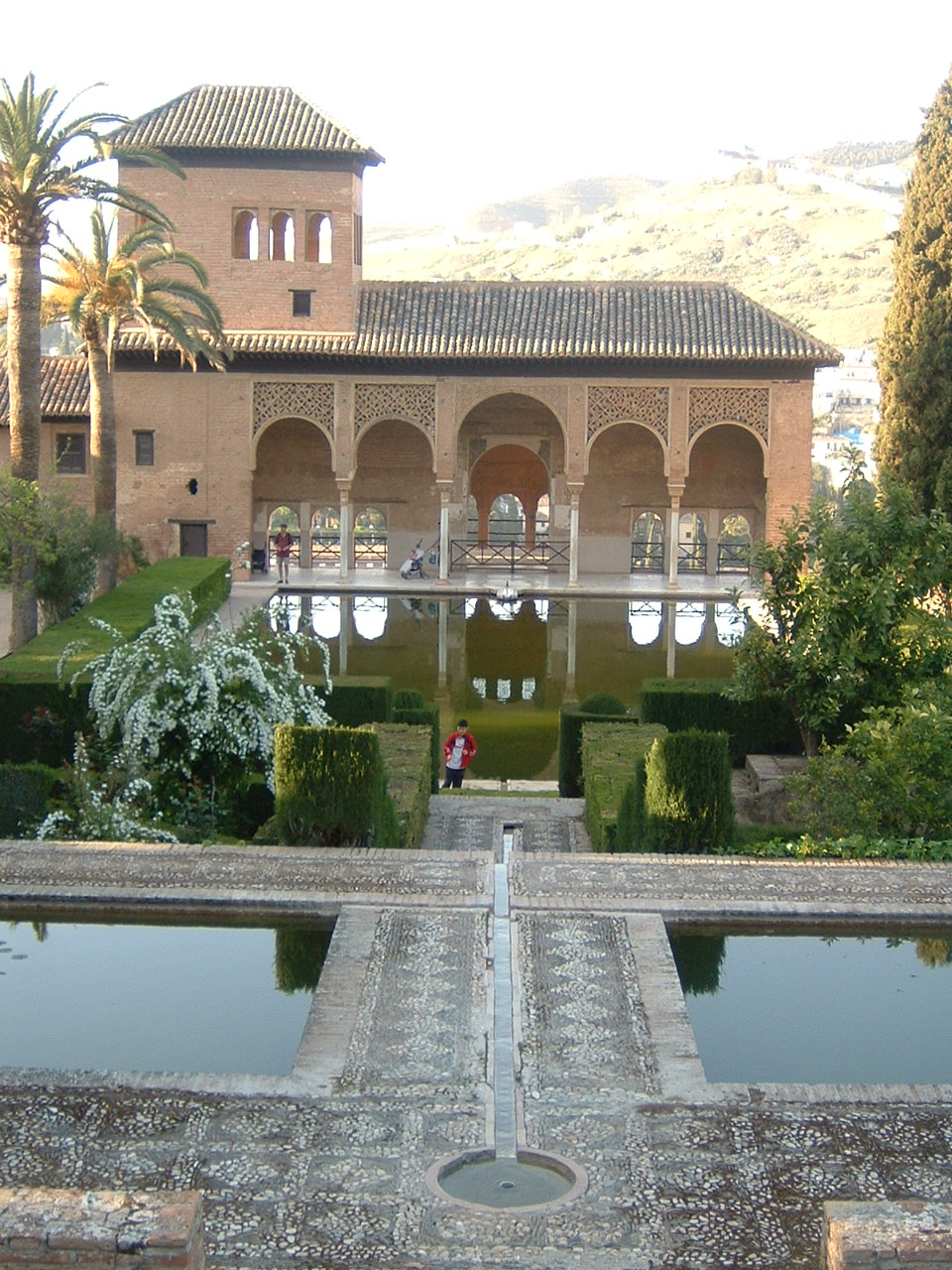
Jardines de La Alhambra de Granada.

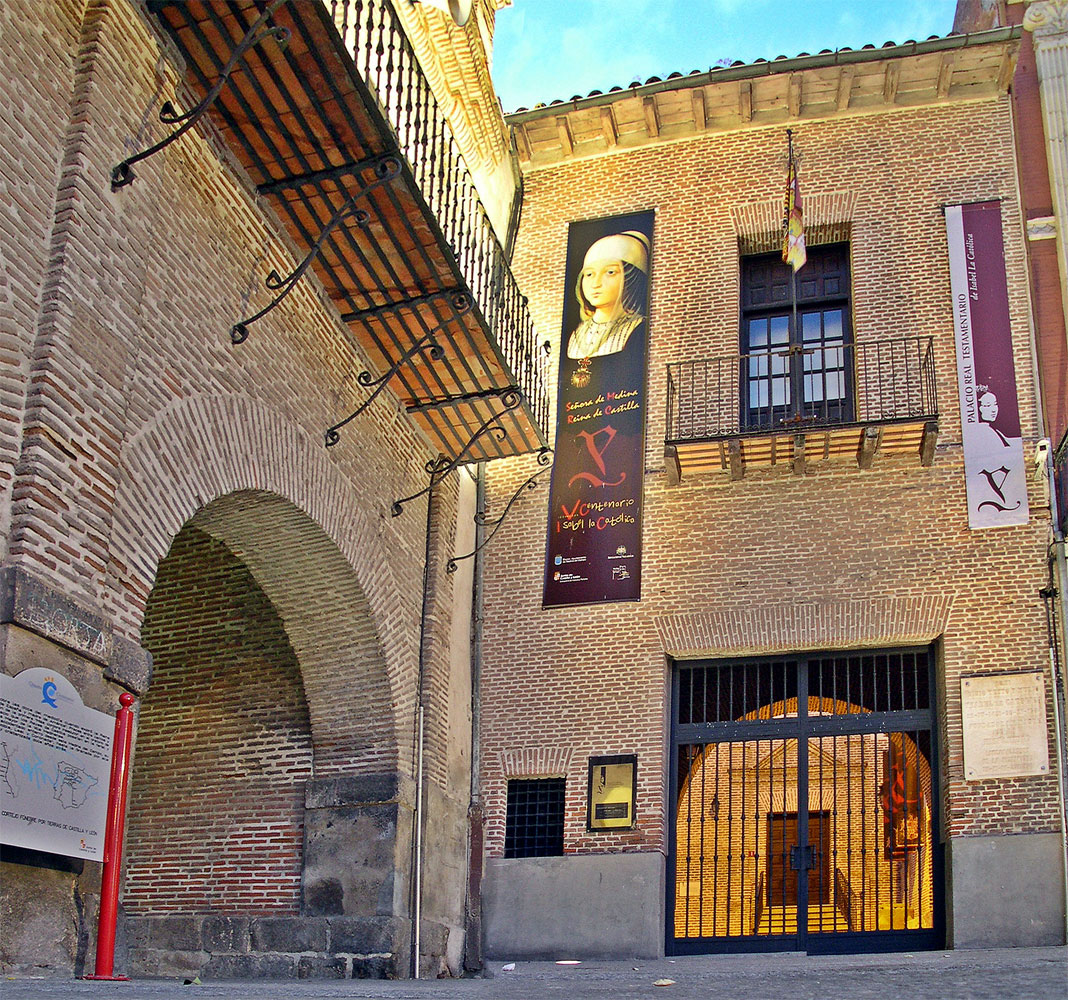
Palacio real o "testamentario" de Medina del Campo, sede ocasional de la corte de Castilla (para la celebración de las Cortes -Cortes de Medina- o a veces, durante las ferias). Allí dictó su testamento y murió Isabel la Católica. El edificio, mudéjar del, está muy reconstruido. El poder real se ejercía de forma más evidente sobre la localidad desde el Castillo de la Mota.

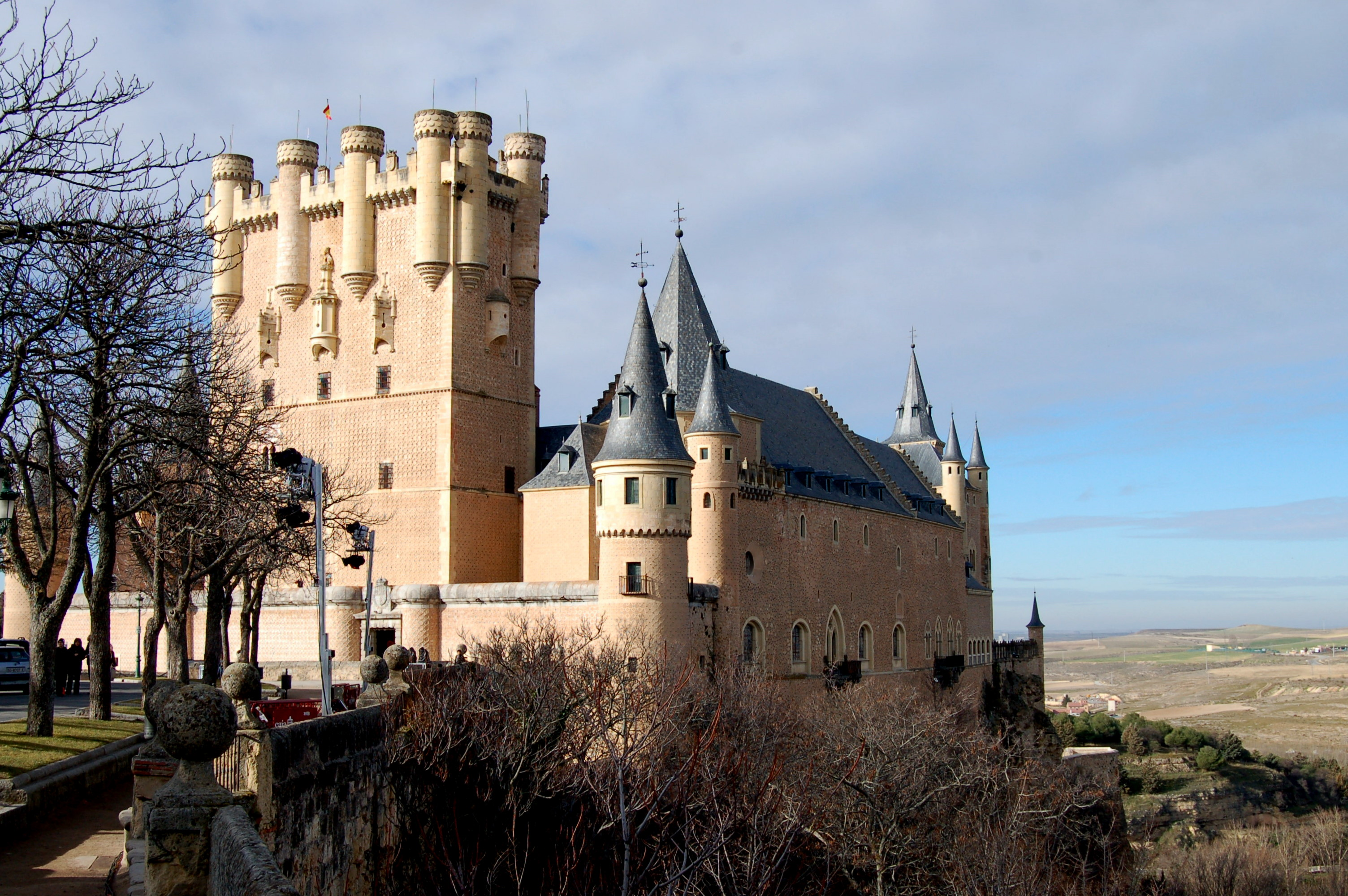
Alcázar de Segovia.

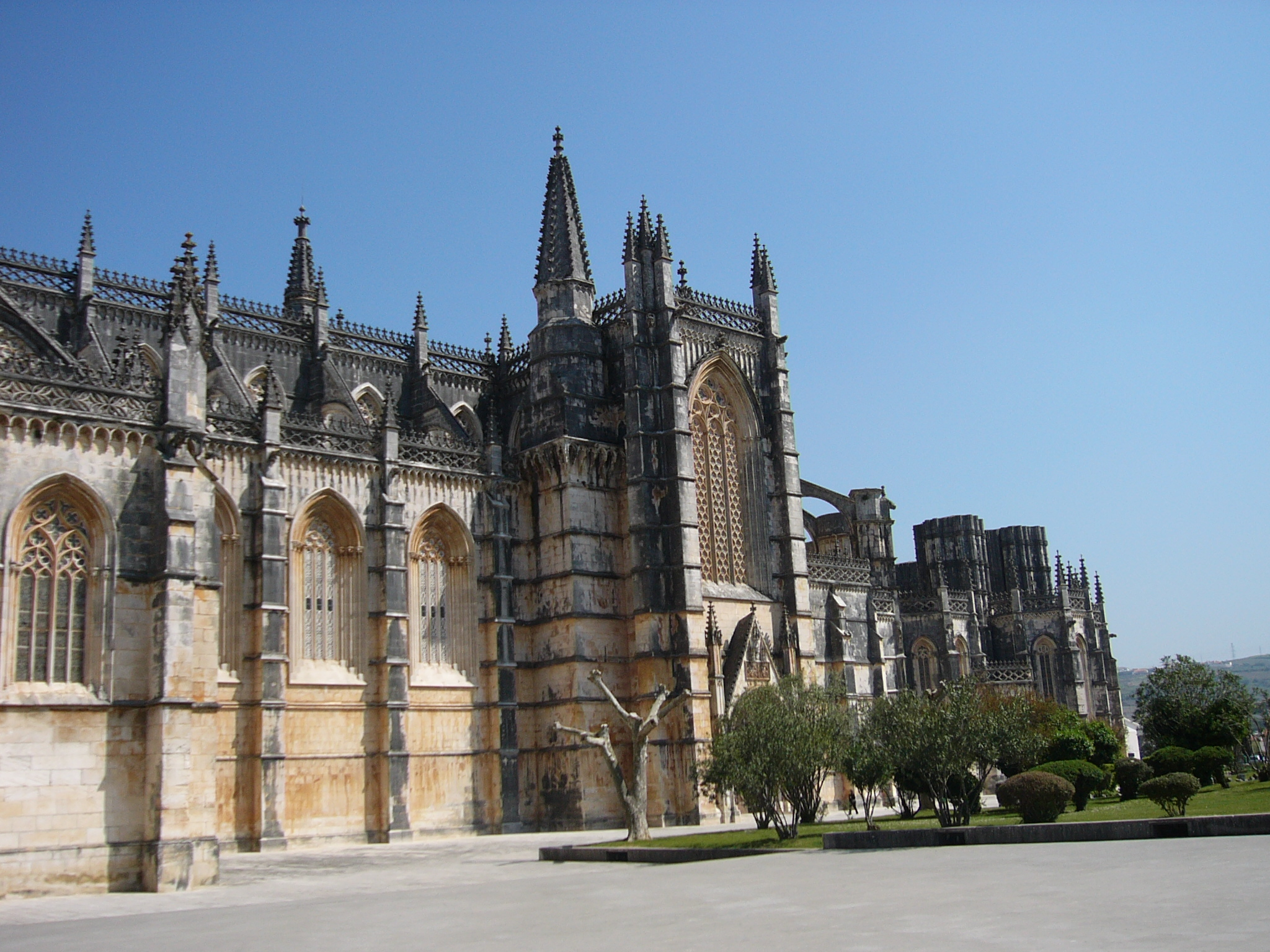
Monasterio de Batalha.

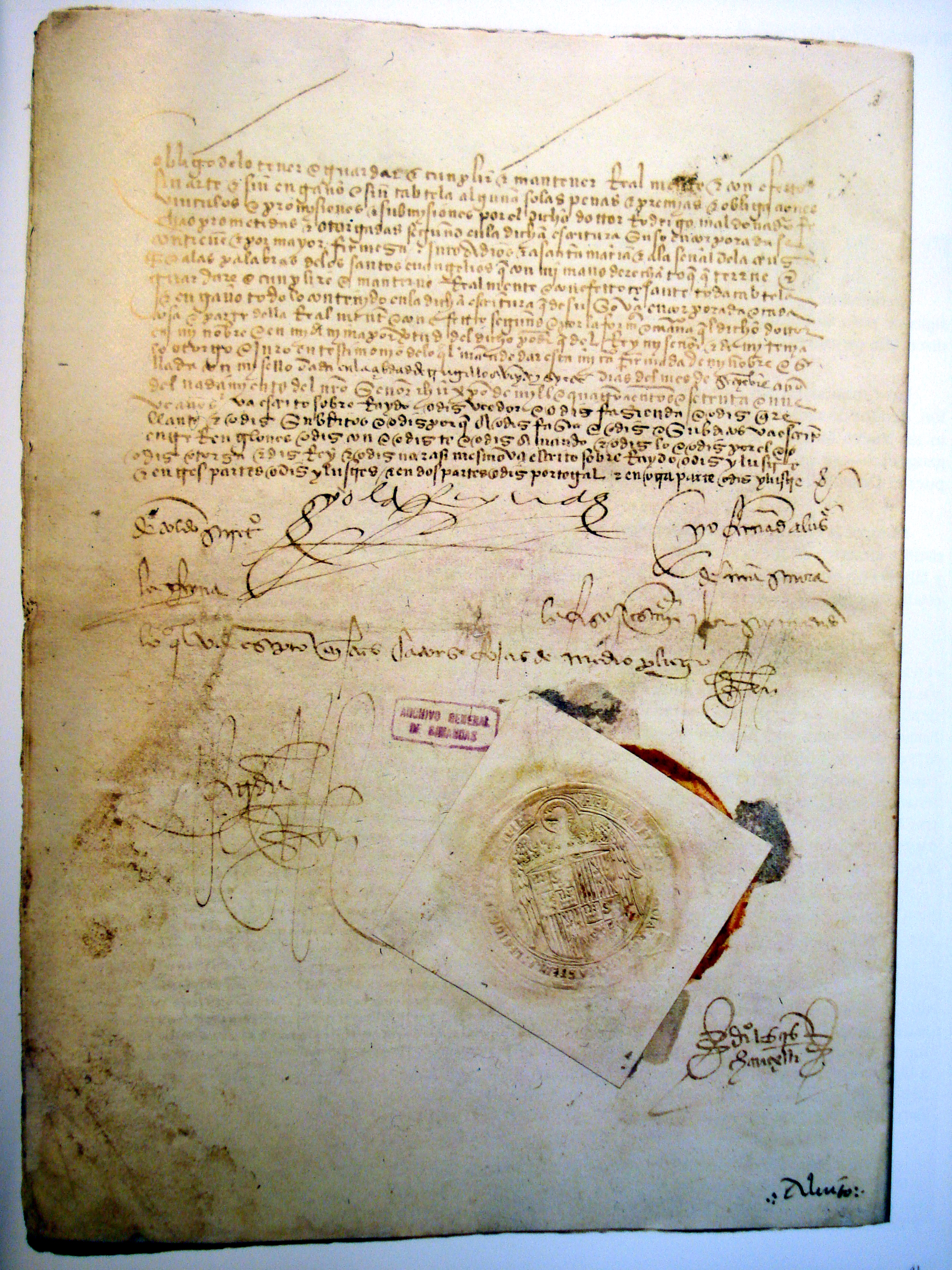
Tratado de Alcaçovas, 1479.

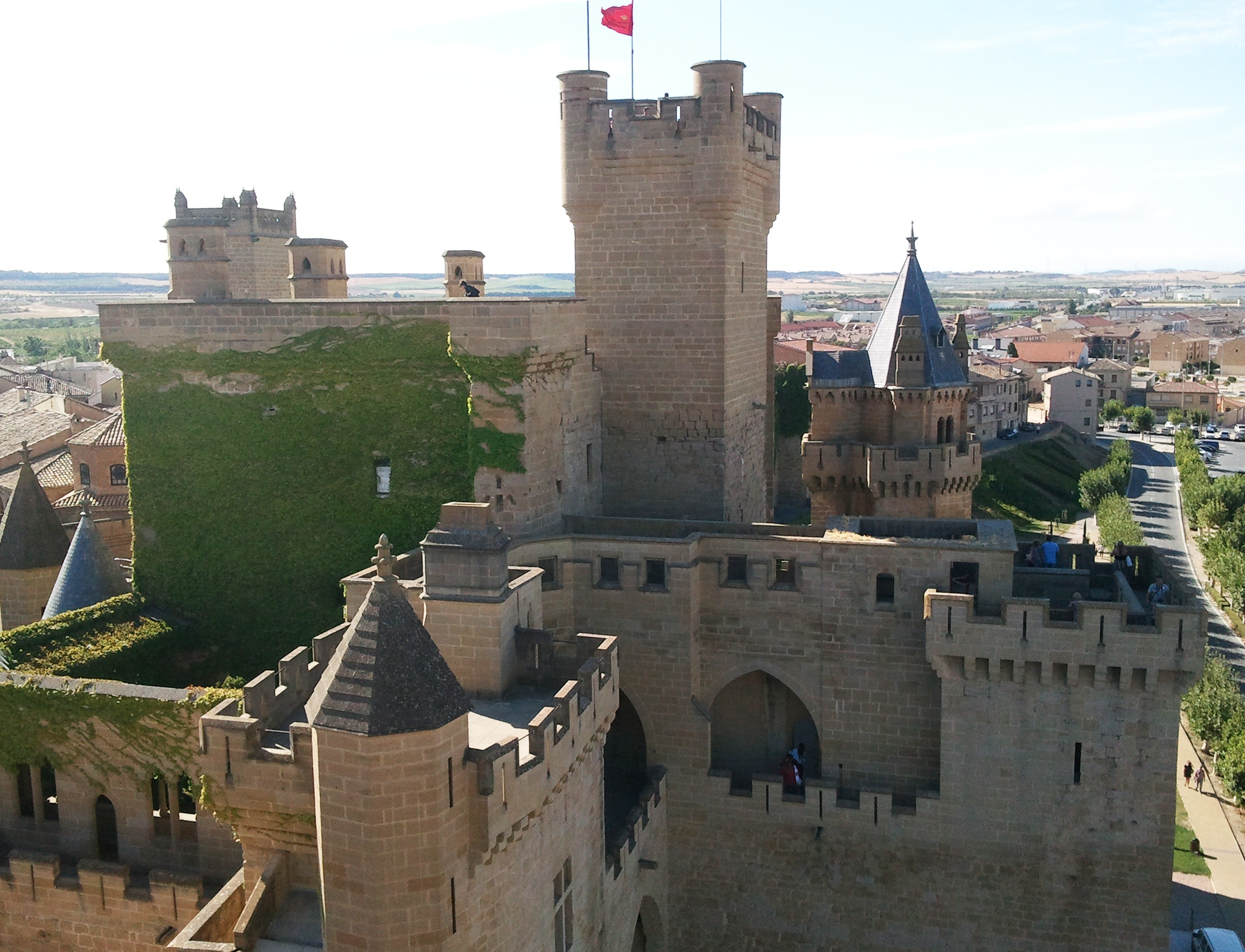
Castillo de Olite.

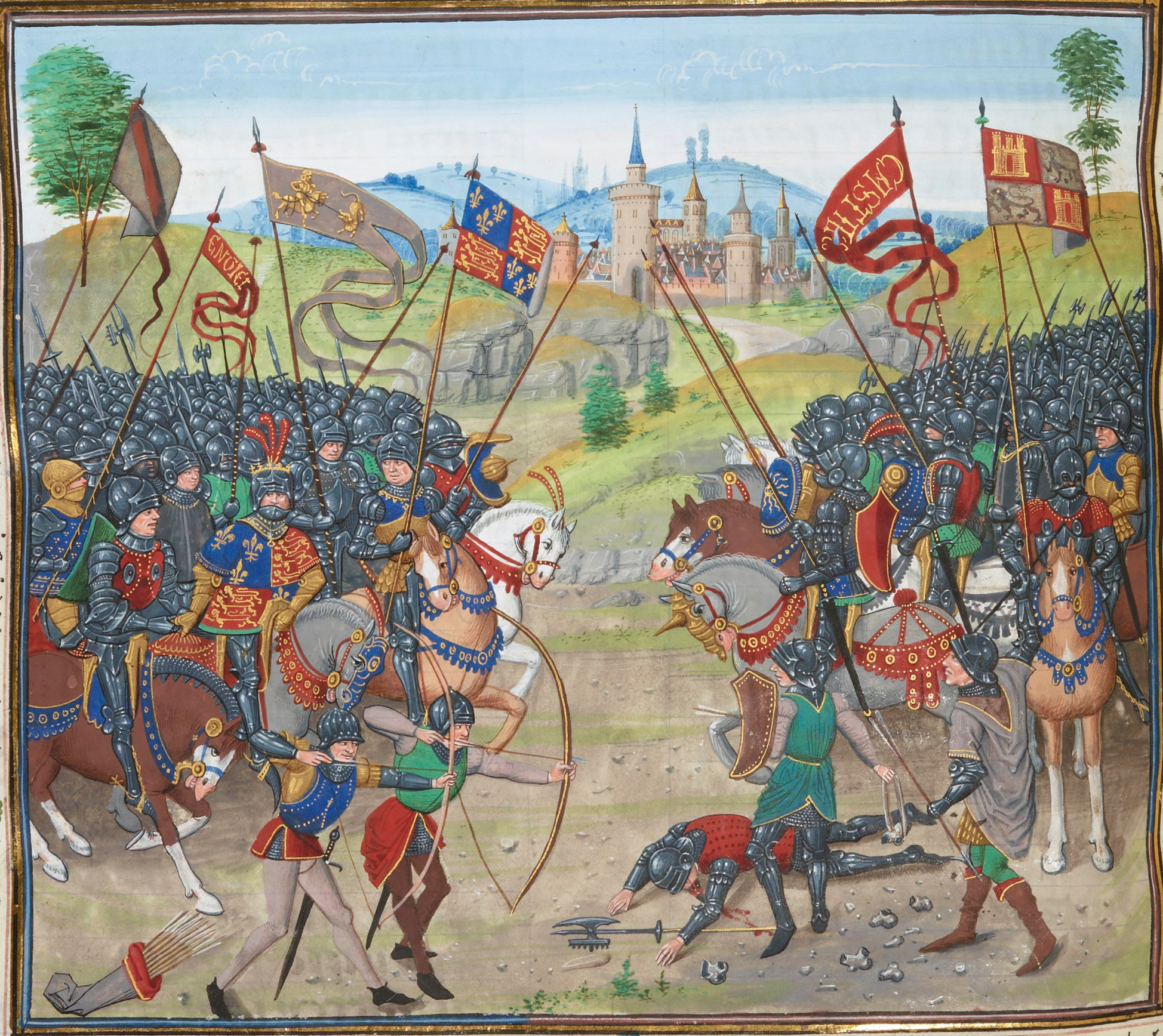
Batalla de Nájera o de Navarrete (1367), representada en las Chroniques de Jean Froissart.

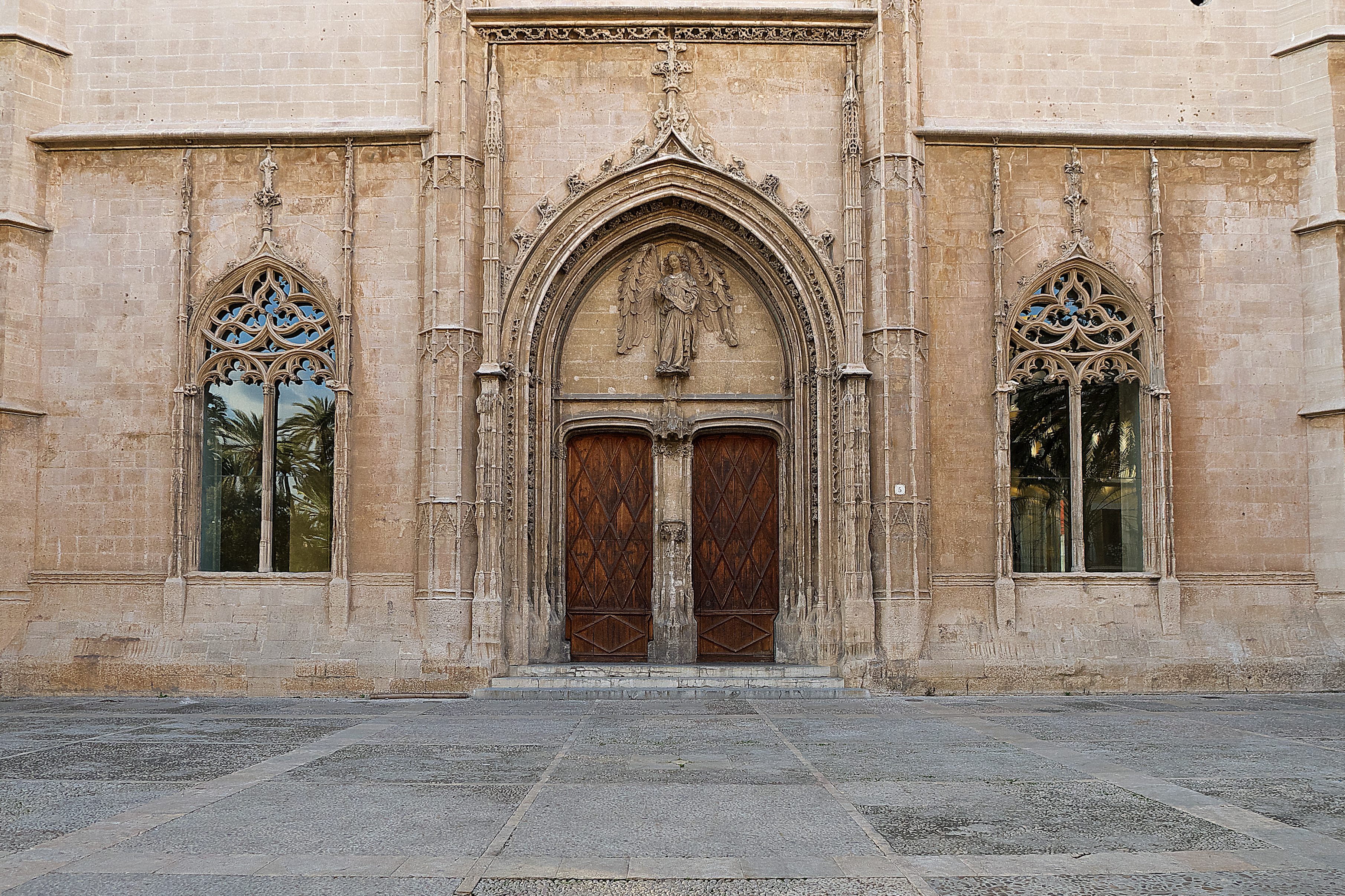
Lonja de Mallorca, de Guillem Sagrera (1420-1452), sede del Colegio de Mercaderes. Instituciones denominadas "lonjas" (las de Zaragoza y de Valencia) o Consulado del Mar, y la taula de canvi de Barcelona, cumplían importantes funciones comerciales y financieras en la Corona de Aragón.

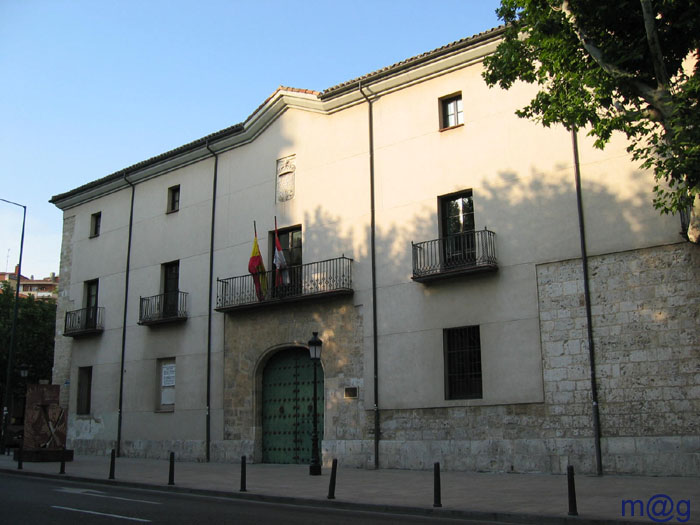
Real Chancillería de Valladolid.

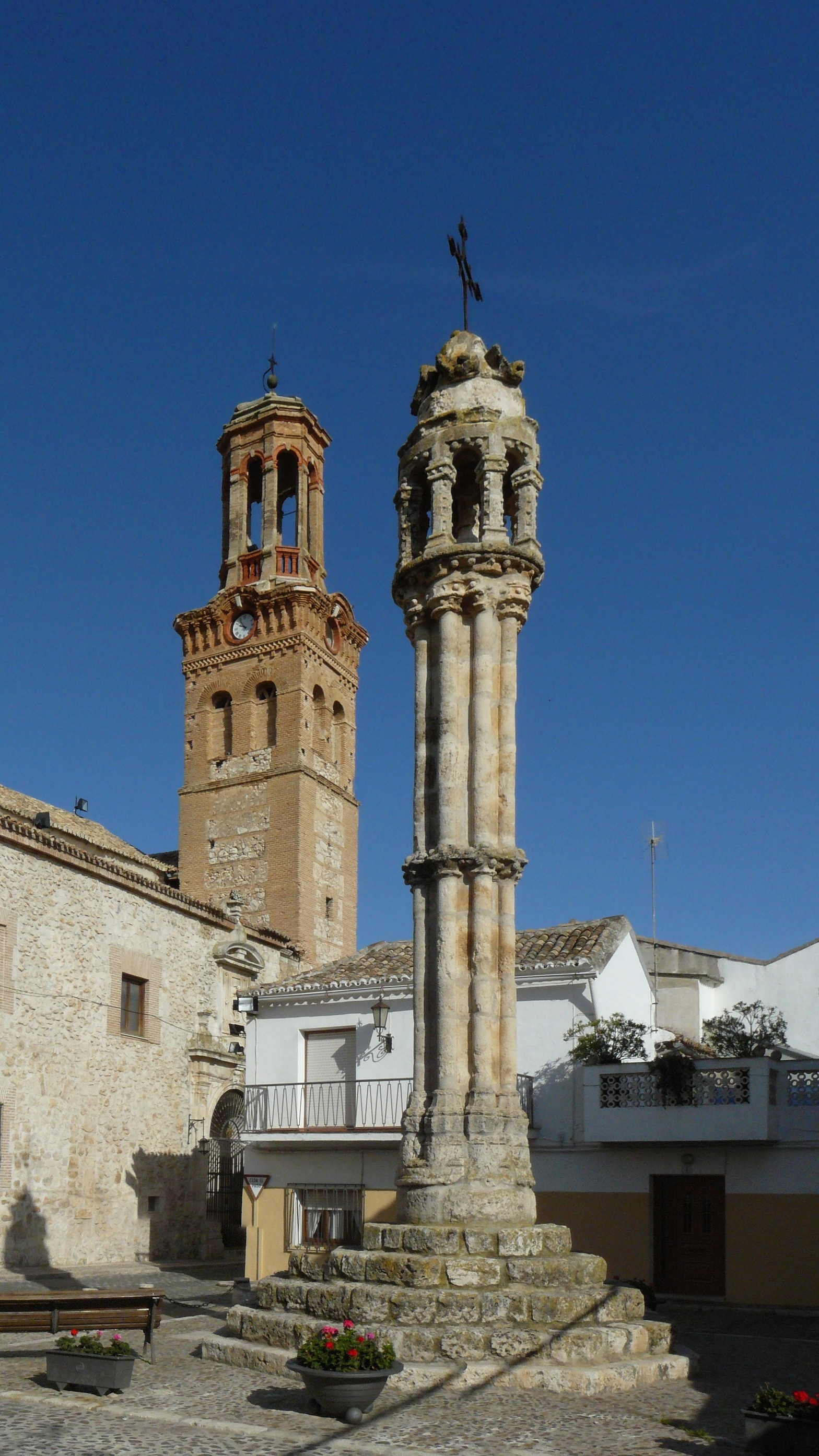
Rollo de la su villa de Ocaña. Señor de ella era el padre de Jorge Manrique, al que dedicó sus Coplas, un excelente repaso a la sociedad, política y costumbres del Otoño de la Edad Media: ¿Qué se hizo el rey don Joan? /
Los infantes d'Aragón /
¿qué se hicieron? /
¿Qué fue de tanto galán, /
qué de tanta invinción /
como truxeron? /
¿Fueron sino devaneos, /
qué fueron sino verduras /
de las eras, /
las justas e los torneos, /
paramentos, bordaduras /
e çimeras? /
¿Qué se hicieron las damas, /
sus tocados e vestidos, /
sus olores? /
¿Qué se hicieron las llamas /
de los fuegos encendidos /
d'amadores? /
¿Qué se hizo aquel trovar, /
las músicas acordadas /
que tañían? /
¿Qué se hizo aquel dançar, /
aquellas ropas chapadas /
que traían?

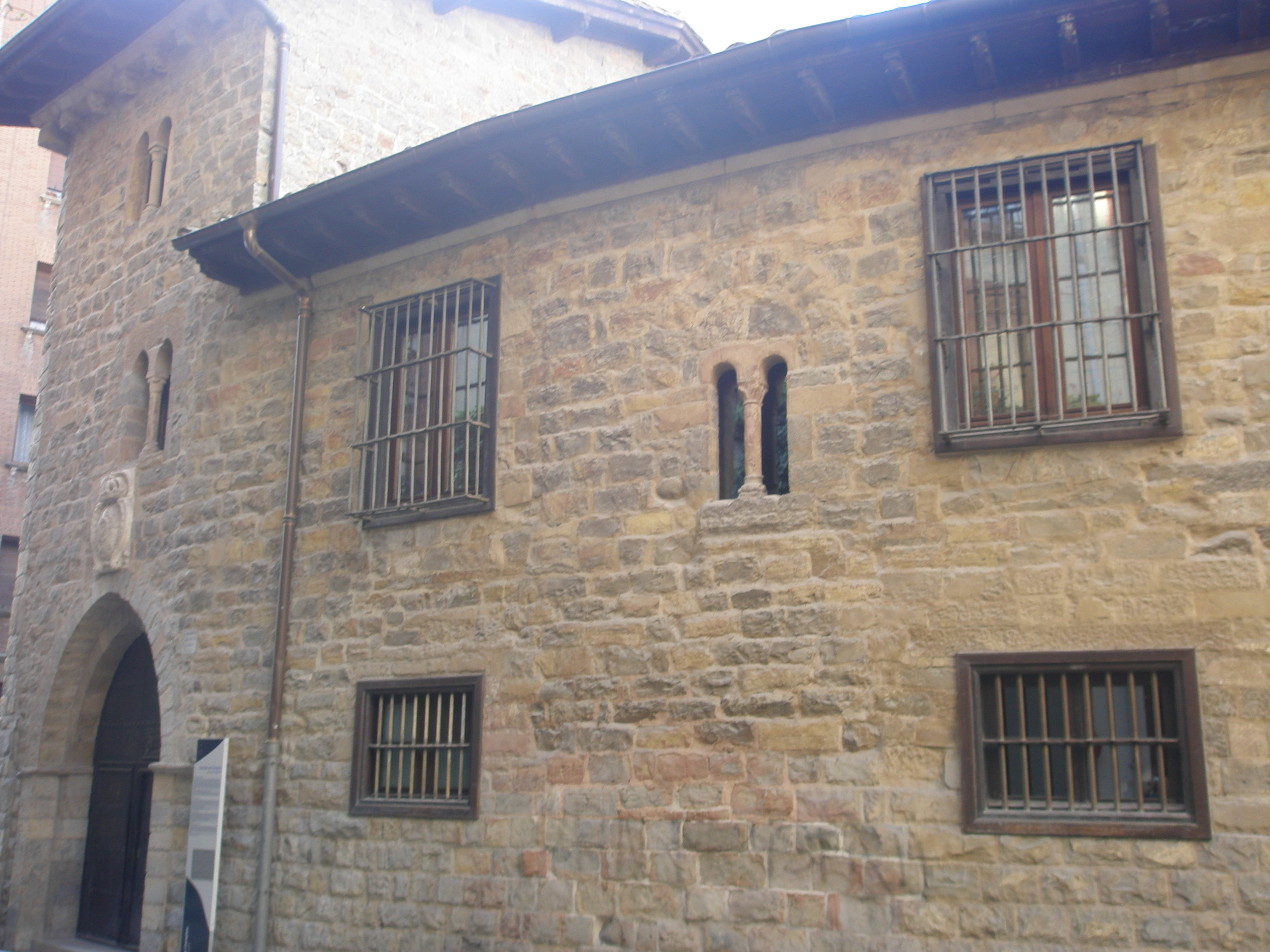
Cámara de Comptos de Navarra.

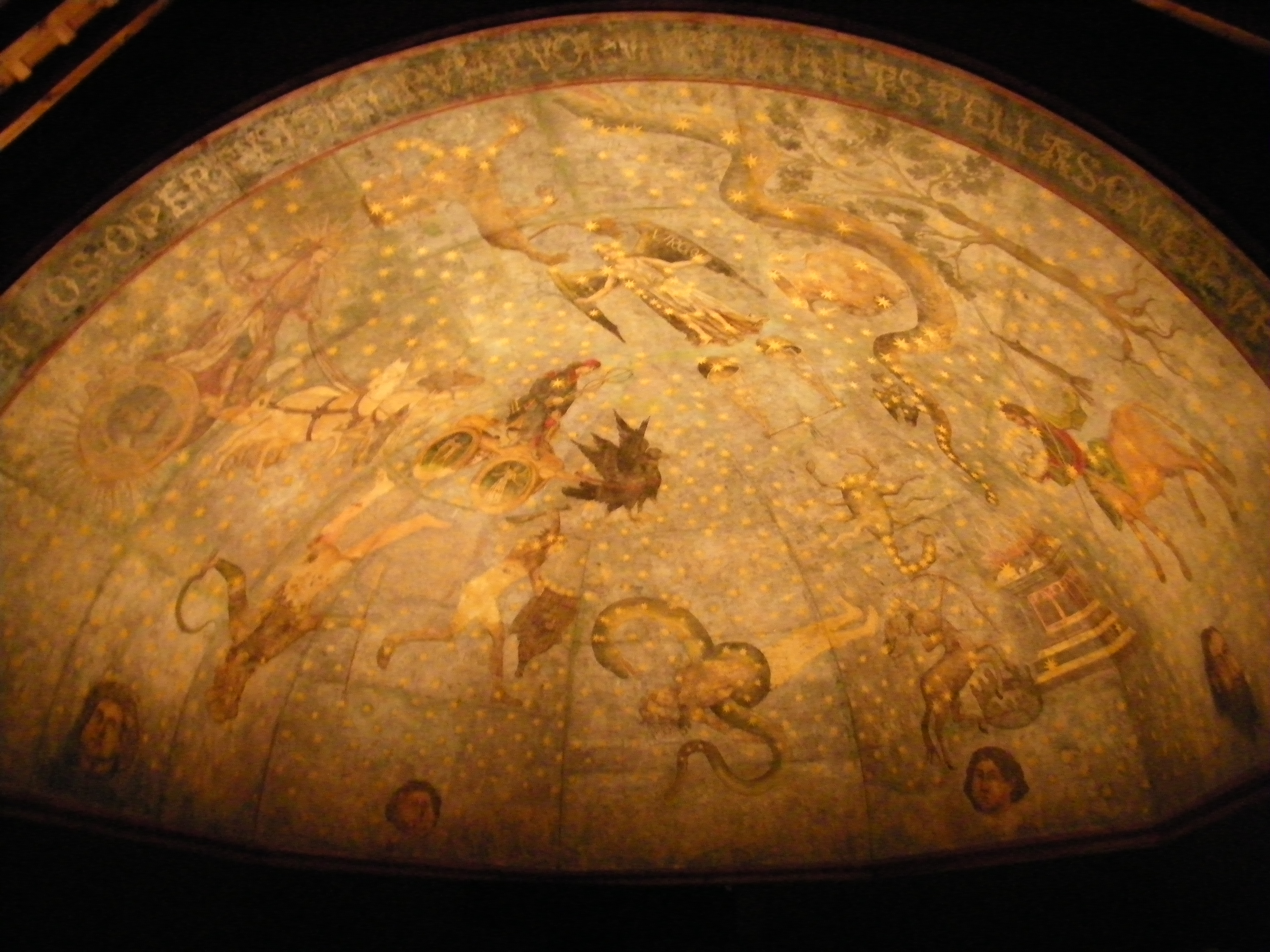
El Cielo de Salamanca, una bóveda celeste mural pintada por Fernando Gallego a finales del en las Escuelas Menores de esa Universidad.

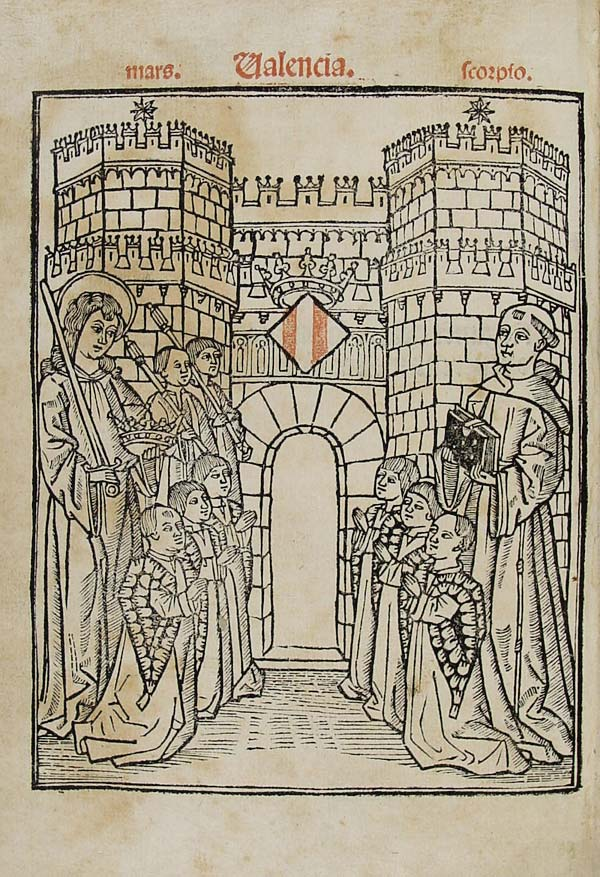
Portada de la edición de 1499 de Regiment de la Cosa Pública, de Francesc Eiximenis, 1383.

El "óptimo climático medieval" que se mantuvo hasta finales del siglo XIII había permitido un incremento demográfico notable, lo que explica la facilidad repobladora de núcleos preexistentes y la fundación de las numerosas "villanuevas"). El cambio se evidenció con las malas cosechas y hambrunas de la primera mitad del siglo XIV y, sobre todo, a partir de la peste negra de 1348, que supuso la muerte de un tercio a un quinto de las poblaciones de distintas zonas geográficas (incluyendo a un rey: Alfonso XI).
Las consecuencias económicas y sociales fueron trascendentales: el abandono de tierras de cultivo llevó al aumento de la importancia de la ganadería (controlada por la aristocracia a través de instituciones como la Mesta o la Casa de Ganaderos de Zaragoza y sus redes de cañadas); el incremento de la presión feudal (no de la servidumbre, que ya había decaído) llevó a revueltas campesinas como las de los irmandiños en Galicia o los payeses de remensa en Cataluña; se produjo una polarización social transversal a los estamentos (entre alta y baja nobleza, entre alta y baja burguesía) cuyos divergentes intereses económicos se expresaron en conflictos como el desencadenado entre los bandos barceloneses denominados la Biga y la Busca. En la Corona de Castilla fueron especialmente importantes los bandos creados en torno a los grupos sociales interesados en mantener la exportación en crudo de lana a Flandes a través de la red de ferias (Medina del Campo) y las ciudades mercantiles de la periferia (Sevilla o Burgos -desde donde salía la lana hacia los puertos del Cantábrico como Santander, Laredo o Bilbao, fundada en 1300-) o su elaboración como paños en las ciudades artesanas del interior (Segovia, Cuenca o Toledo). Determinaron incluso la política exterior (alianza con Francia o con Inglaterra). Las derrotas inglesas en las fases finales de la Guerra de los Cien Años (1337-1453) cerraron a la lana inglesa el mercado flamenco, y se lo abrieron a la castellana; encumbrando a la aristocracia mesteña y a la alta burguesía de financieros y mercaderes, y frustrando la evolución social del patriciado urbano.
El potencial de conflicto social tuvo un peculiar mecanismo de desviación hacia un objetivo fácil de identificar: los judíos, objeto de las revueltas de 1391 que provocaron matanzas y conversiones masivas, a partir de los cuales se inició una nueva categoría social: los judeoconversos. Lejos de acabar con sus problemas, su prosperidad (un significativo número de ellos ocuparon altos cargos en la Iglesia y la Haciencia real) les convirtieron en objeto de una creciente discriminación y ataques (revuelta de Pedro Sarmiento en Toledo, 1449, estatutos de limpieza de sangre), expresados en la generalizada acusación de ser marranos (practicar ocultamente el judaísmo); lo que condujo a la creación de la Inquisición española y a la pretensión de los Reyes Católicos de cortar todo tipo de lazos con los judíos mediante la expulsión de los judíos de sus reinos en 1492, seguida por la del reino de Portugal en 1497.
Tras las tomas de Niebla (1262, una de las operaciones militares en que está atestiguada la utilización de primitivas armas de fuego) y Cádiz (1264), que dejaron bajo control cristiano todo el suroeste peninsular, el proceso reconquistador se detuvo, con pocas modificaciones fronterizas en los siguientes doscientos años. Las únicas de importancia en ese periodo fueron la toma cristiana de Tarifa (1292) y Gibraltar (1309), contrarrestradas por la recuperación musulmana de Algeciras (1329) y el mismo Gibraltar (1333), con ayuda de los benimerines norteafricanos. Mayor importancia tuvo la batalla del Salado (1340), a partir de la cual los cristianos demostraron su capacidad de controlar la navegación por el Estrecho, facilitando una ruta comercial entre los focos económicos más dinámicos de Europa (Flandes e Italia). En el puerto de Sevilla (una escala idónea) se creó una activa colonia de mercaderes y financieros genoveses. Las victorias cristianas en la conquista de Antequera (1410) o en la batalla de la Higueruela (1431), más que consecuencias territoriales las tuvieron políticas, prestigiando, en cada caso, a Fernando de Trastamara (futuro rey de Aragón), y a Álvaro de Luna (valido de Juan II de Castilla). La definitiva toma cristiana de Gibraltar se produjo en 1462, veinte años antes de la guerra de Granada. Los activos puertos comerciales de la Corona de Aragón (Valencia y Barcelona) sentaron las bases económicas de una expansión por el Mediterráneo que llevó a la incorporación de Sicilia (vísperas sicilianas, 1282), Cerdeña y Nápoles (1420 y 1443, con Alfonso V de Aragón) e incluso los ducados de Atenas y Neopatria (expedición de los almogávares de la Gran Compañía Catalana de Roger de Flor, 1302-1391). La expansión castellana y portuguesa no se detuvo en el Estrecho, y continuó por las rutas marítimas del Atlántico, bordeando la costa africana (conquista de Ceuta por Portugal, 1415, conquista de Canarias por Castilla, desde 1402, escuela de Sagres fundada por Enrique el Navegante, 1417).

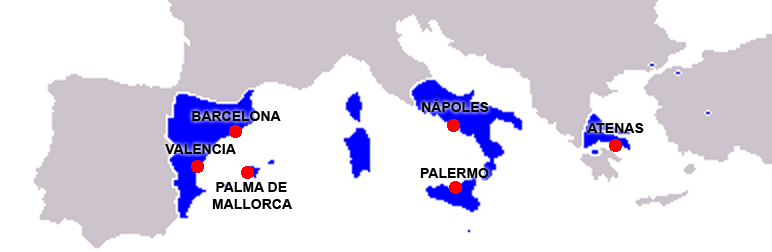
Expansión de la Corona de Aragón por el Mediterráneo.
Expansión castellana y portuguesa por el Atlántico (de norte a sur: Azores [1431], Madeira [1418], Canarias [desde 1402] y Cabo Verde [1462]).

Pocos años después de la conquista de los valles del Guadalquivir y del Segura, se produjo en esas zonas una gran rebelión mudéjar (1264), que conllevó una salida masiva de población hacia las zonas bajo control musulmán, donde la dinastía de los nazaríes consolidó su poder en el emirato o sultanato de Granada.
Desde finales del siglo XIII los conflictos internos, expresados en disputas sucesorias, llevaron a constantes guerras civiles en todos los reinos peninsulares, tanto en el musulmán como en los cristianos, especialmente en Navarra (guerra de la Navarrería, guerra civil de Navarra), y en la corona de Castilla (entre los partidarios de Alfonso X el Sabio y los de su hijo Sancho, entre los partidarios de los infantes de la Cerda y los de Fernando IV "el emplazado", entre los de Pedro I "el Cruel" y Enrique II "el de las mercedes" -de la nueva dinastía Trastamara-, entre los de Juana "la Beltraneja" y los de Isabel "la Católica"). Muchos de ellos se inscribieron en conflictos de dimensión europea, como la Guerra de los Cien Años, o entre reinos cristianos peninsulares, como la Guerra de los Dos Pedros (1356-1369, entre Castilla y Aragón) y la batalla de Aljubarrota (1385, entre Castilla y Portugal). La alianza anglo-portuguesa (1373) demostró tener una extraordinaria proyección (se ha prolongado, bajo distintas formas, hasta el día de hoy). En la Corona de Aragón, la ausencia de heredero directo llevó a las Cortes a elegir como rey a Fernando "el de Antequera", emparentado con los Trastamara castellanos (compromiso de Caspe de 1412).

Nos, de nuestra cierta ciencia é proprio motuo é Señorío Real absoluto de que en esta parte queremos usar é usamos como Rey é Reina é Señores...
Carta Real Patente... de los Reyes Católicos, 1490

El incremento del poder real en Castilla propició una intensa actividad legislativa y recopilatoria (Código de las Siete Partidas, Ordenamiento de Alcalá); formando una monarquía autoritaria basada en una Hacienda en gran medida en manos de las poderosas familias judeoconversas y una burocracia que permitió el encumbramiento de letrados de modesta extracción social (Chancillería de Valladolid, secretarios reales, Consejo de Castilla). En la Corona de Aragón, el mayor poder de las ciudades y la nobleza llevó a la concentración en las Cortes y las Generalidades de funciones que en Castilla ejercía directamente el poder real, y al desarrollo de un particularismo local fundamentado en una ideología pactista.

Cada uno de nos somos tanto como vos, pero todos juntos mucho más que vos.
Francisco de Vinatea, jurat en cap de Valencia, dirigiéndose al rey (1333).

### Arte y cultura de los siglosXIVyXV
En el reino de Granada se desarrolló el arte nazarí, del que destaca el refinado complejo palaciego de la Alhambra. En 1349 Yusuf I fundó la madraza de Granada.

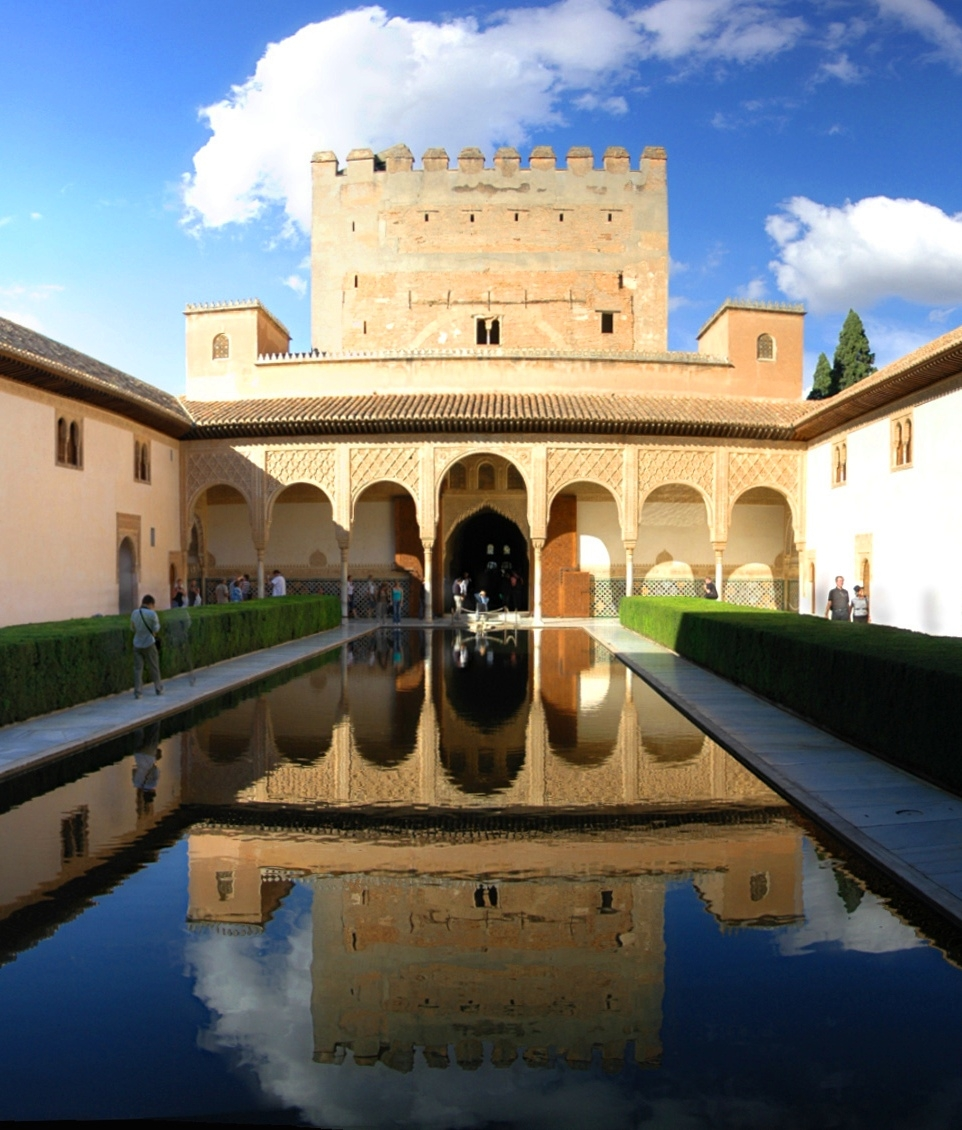
Patio de los Arrayanes.
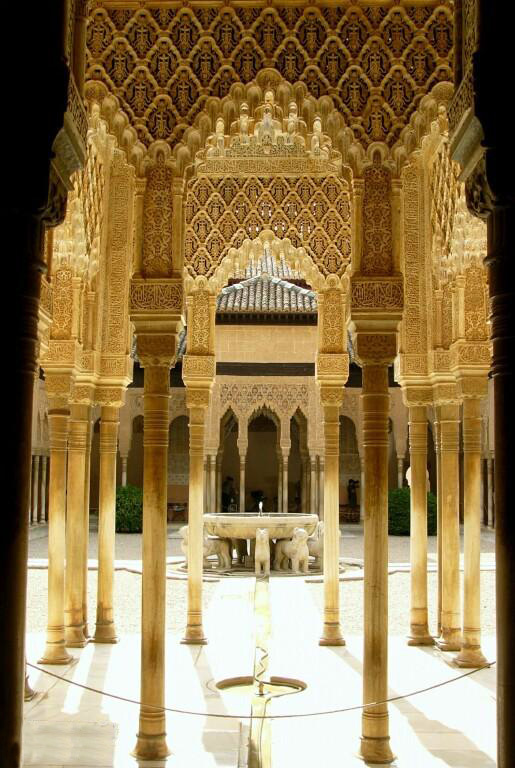
Patio de los Leones.
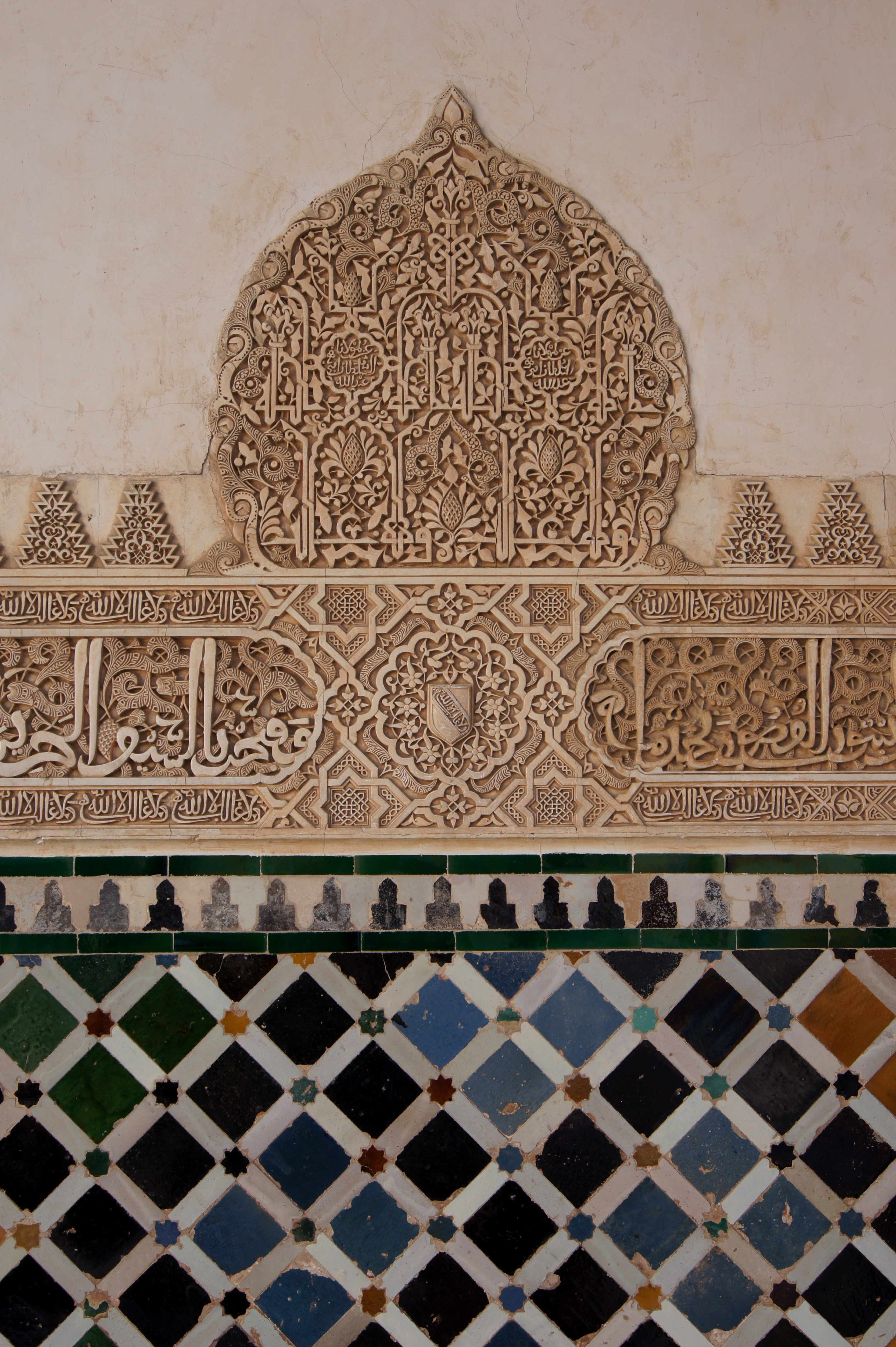
Yeserías y azulejos.

—Habéis de saber, amigos, / una nueva desdichada: 
que cristianos de braveza / ya nos han ganado Alhama. 
 —¡Ay de mi Alhama!—

Allí fabló un alfaquí / de barba crecida y cana: 
—Bien se te emplea, buen rey, — buen rey, bien se te empleara. 
 —¡Ay de mi Alhama!—

Mataste los Bencerrajes, / que eran la flor de Granada, 
cogiste los tornadizos / de Córdoba la nombrada. 
 —¡Ay de mi Alhama!—

Por eso mereces, rey, / una pena muy doblada: 
que te pierdas tú y el reino, / y aquí se pierda Granada. 
 —¡Ay de mi Alhama!—
Romance de la pérdida de Alhama.

Oy comamos y bevamos / y cantemos y holguemos
que mañana ayunaremos.

Por onra de santantruejo / paremonos oy bien anchos
embutamos estos panchos / recalquemos el pellejo:
que costumbre es de concejo / que todos oy nos hartemos
que mañana ayunaremos.

Onrremos a tan buen santo / porque en hambre nos acorra
comamos a calca porra / que mañana ay gran quebranto:
comamos bevamos tanto / basta que nos rebentemos
que mañana ayunaremos.
Juan del Enzina

Para el arte cristiano, los siglos XIV y XV significaron una continuidad del gótico, que se hizo cada vez más complejo y especulativo (gótico tardío, gótico flamígero, gótico internacional, gótico florido). Algunas características novedosas del arte del siglo XV, especialmente las influencias flamencas e italianas, convierten la época en una transición al Renacimiento o Prerrenacimiento en España; aunque se mantuvieron formas de inequívoca tradición local (mudéjar). Las denominaciones de estilos para la época incluyen la etiqueta "hispanoflamenco", el "gótico isabelino" o "estilo Reyes Católicos" y el "manuelino" (por el rey Manuel I de Portugal, que llega a las primeras décadas del siglo XVI -cuando en Castilla se da ya el estilo Cisneros y las últimas fases del plateresco-). Una particular importancia adquirieron los elementos decorativos, no sólo en la cantería, sino en el arte mueble (rejerías, sillerías, etc.).
Los últimos siglos de la Edad Media supusieron un verdadero florecimiento de la vida intelectual, multiplicándose las instituciones educativas, con presencia competitiva de las órdenes religiosas (especialmente dominicos, franciscanos y agustinos). Universidades y colegios mayores fueron convirtiéndose en un mecanismo de formación de las élites eclesiásticas y burocráticas, a través de las que se establecían redes clientelares. A las ya existentes en Salamanca, Valladolid y Murcia, y a las instituciones conocidas como studium arabicum et hebraicum (Toledo, Murcia, Sevilla, Barcelona); se sumaron la Universidad de Lérida (1300), la Universidad de Coímbra (1308, trasladada desde Lisboa), la Universidad de Perpiñán (1350), la Universidad Sertoriana de Huesca (1353), la Universidad de Valencia (1414), la Universidad de Barcelona (1450) y la Universidad de Santiago de Compostela (1495).
La llegada a España de la imprenta se demoró algunos años sobre su aparición y difusión por Centroeuropa e Italia, pero fue muy temprana; y se debió a la preocupación del humanista Juan Arias Dávila, obispo de Segovia, por reformar las costumbres del clero (Sinodal de Aguilafuente, 1472). En los siguientes años se abrieron talleres de imprenta en Barcelona, Valencia, Sevilla y Salamanca. A finales de siglo había casi treinta funcionando. También fue una reforma eclesiástica, la planteada por el Cardenal Cisneros (llamada reforma cisneriana), lo que motivó la refundación de la Universidad de Alcalá en 1499 (sobre un studium preexistente desde 1293).

## Medievalismo en España
El medievalismo entendido como estudio de la Edad Media ha tenido en la historiografía y la historia de la literatura española un campo privilegiado, tanto por la relativa abundancia documental (en comparación con otras zonas) como por la calidad intelectual de quienes se han dedicado a su él, tanto españoles como hispanistas extranjeros.
La construcción de una historia nacional fue en España, como en los demás países, un paso esencial en el proceso de construcción de la conciencia nacional o nacionalismo español; compitiendo desde finales del siglo XIX con los nacionalismos periféricos. En ambos casos, la reivindicación como "glorias nacionales" de personajes medievales fue un recurso muy utilizado (más allá de lo justificado o no de tal utilización).
Entendido como historicismo en ámbitos estéticos, el romanticismo español tuvo, como el de otros países, una especial predilección por la Edad Media (de hecho, muchos románticos de otros países tuvieron predilección por la Edad Media española, como Washington Irving -Cuentos de la Alhambra-). Reconstrucciones medievalistas se dieron tanto en el teatro romántico español (Hartzenbusch, Los amantes de Teruel) como en la novela histórica española (Pedro Montengón -El Rodrigo-, Larra –El doncel de don Enrique el doliente–, Enrique Gil y Carrasco -El señor de Bembibre-, Manuel Fernández y González -El tributo de las cien doncellas-) o las Leyendas de Gustavo Adolfo Bécquer. También en la pintura de historia (muy destacadas son las colecciones del Palacio de las Cortes y el Palacio del Senado, así como la reunida en el Museo del Prado) y en monumentos escultóricos, que son hitos urbanos en multitud de poblaciones. La arquitectura española, además de seguir la moda neogótica internacional, aportó como característica propia el neomudéjar.

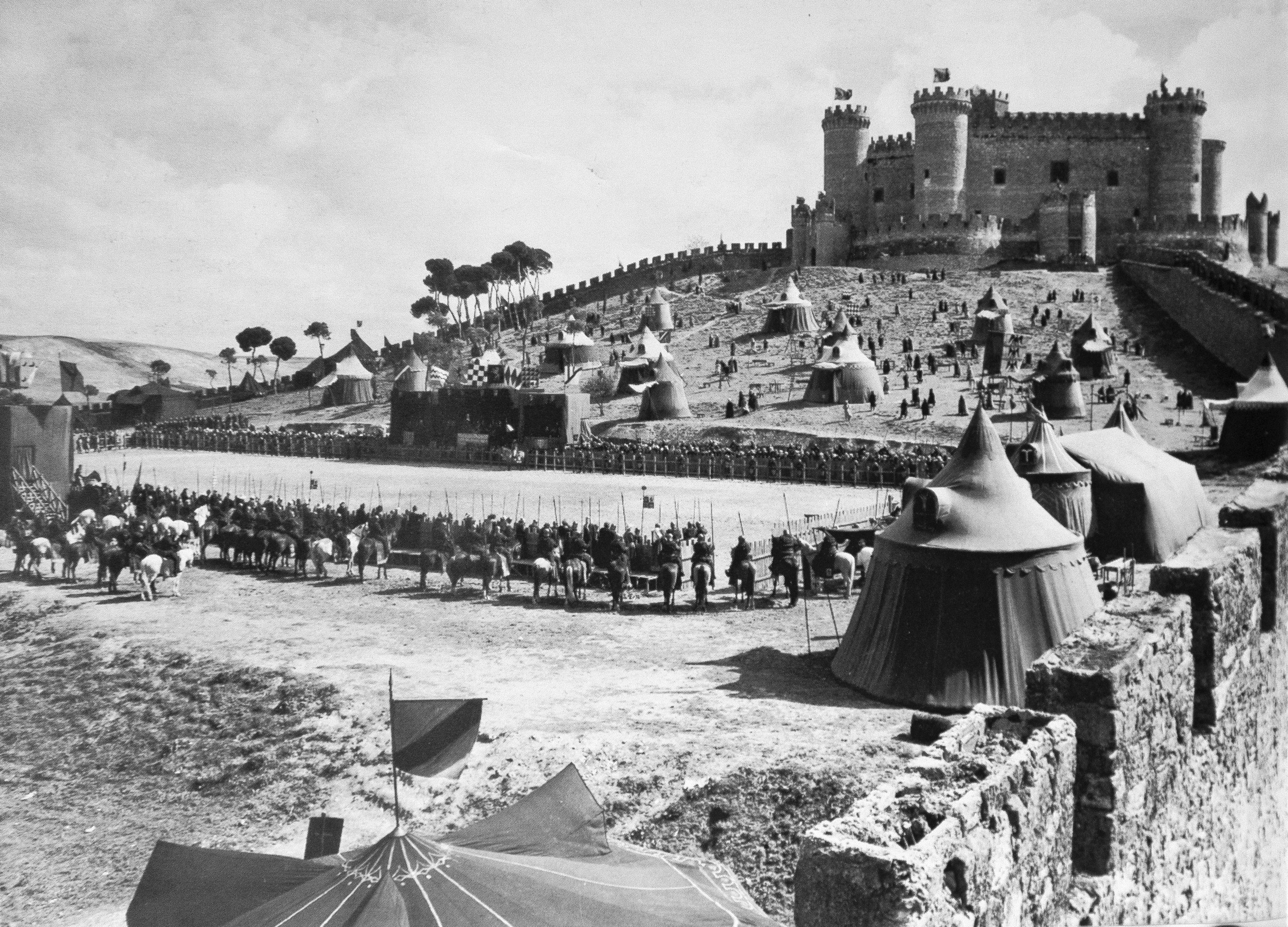
Rodaje de El Cid frente al castillo de Belmonte. Para las escenas situadas en Valencia se utilizó el castillo de Peñíscola al que, por no parecer lo suficientemente "medieval", se dotó de unas almenas que no han sido retiradas.
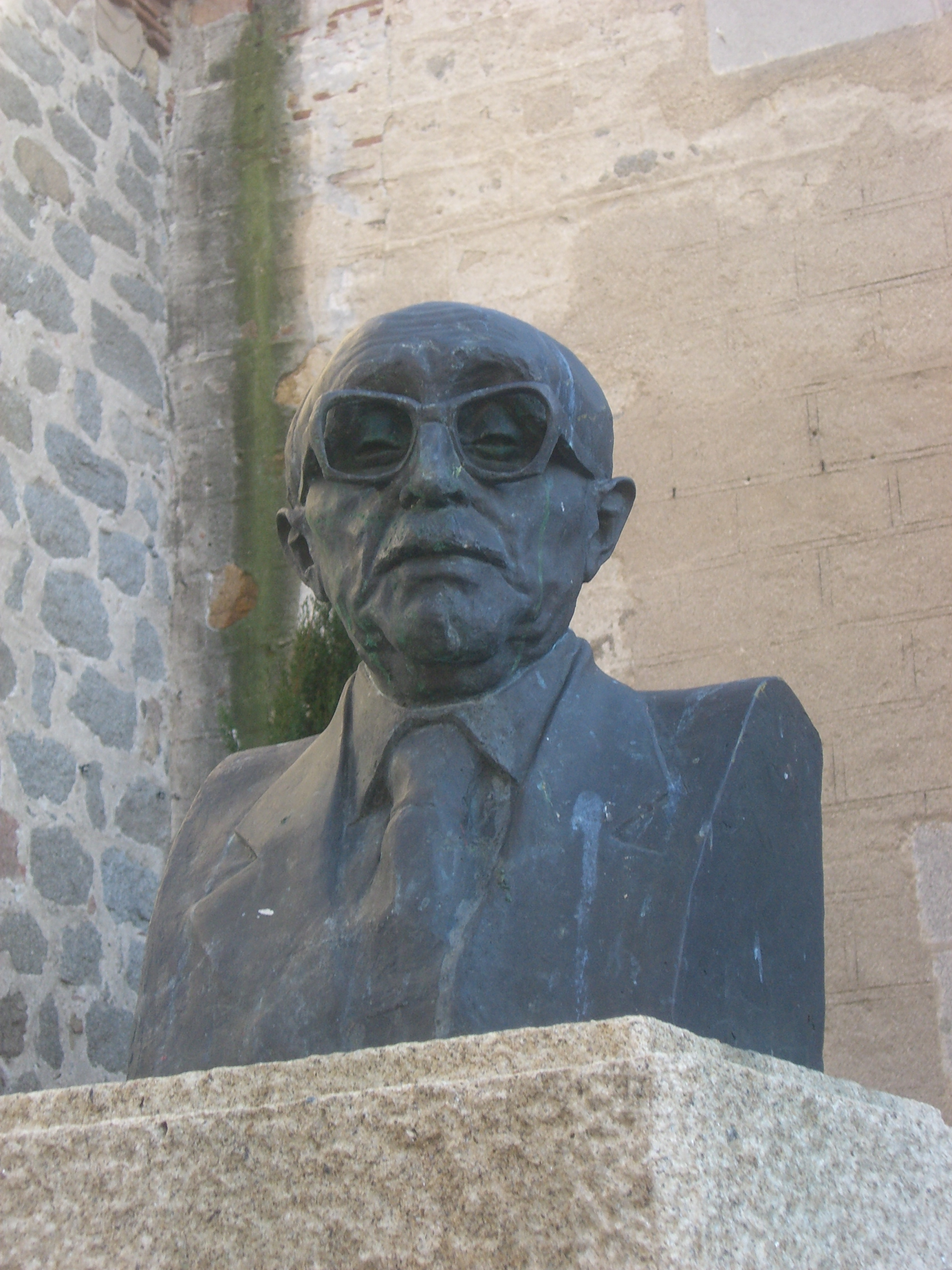
Busto del medievalista Claudio Sánchez Albornoz.
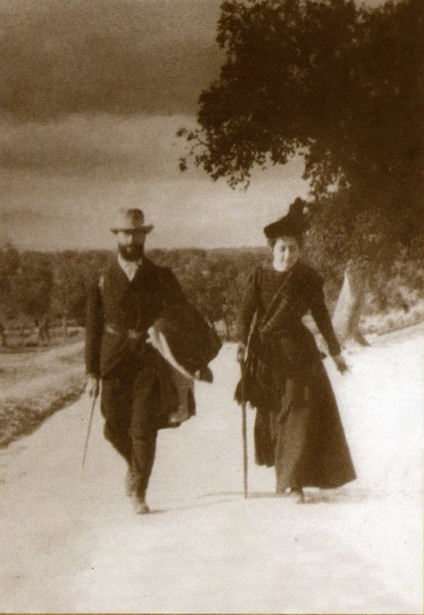
Ramón Menéndez Pidal y María Goyri en su viaje de novios por la ruta del Cid, en 1900.
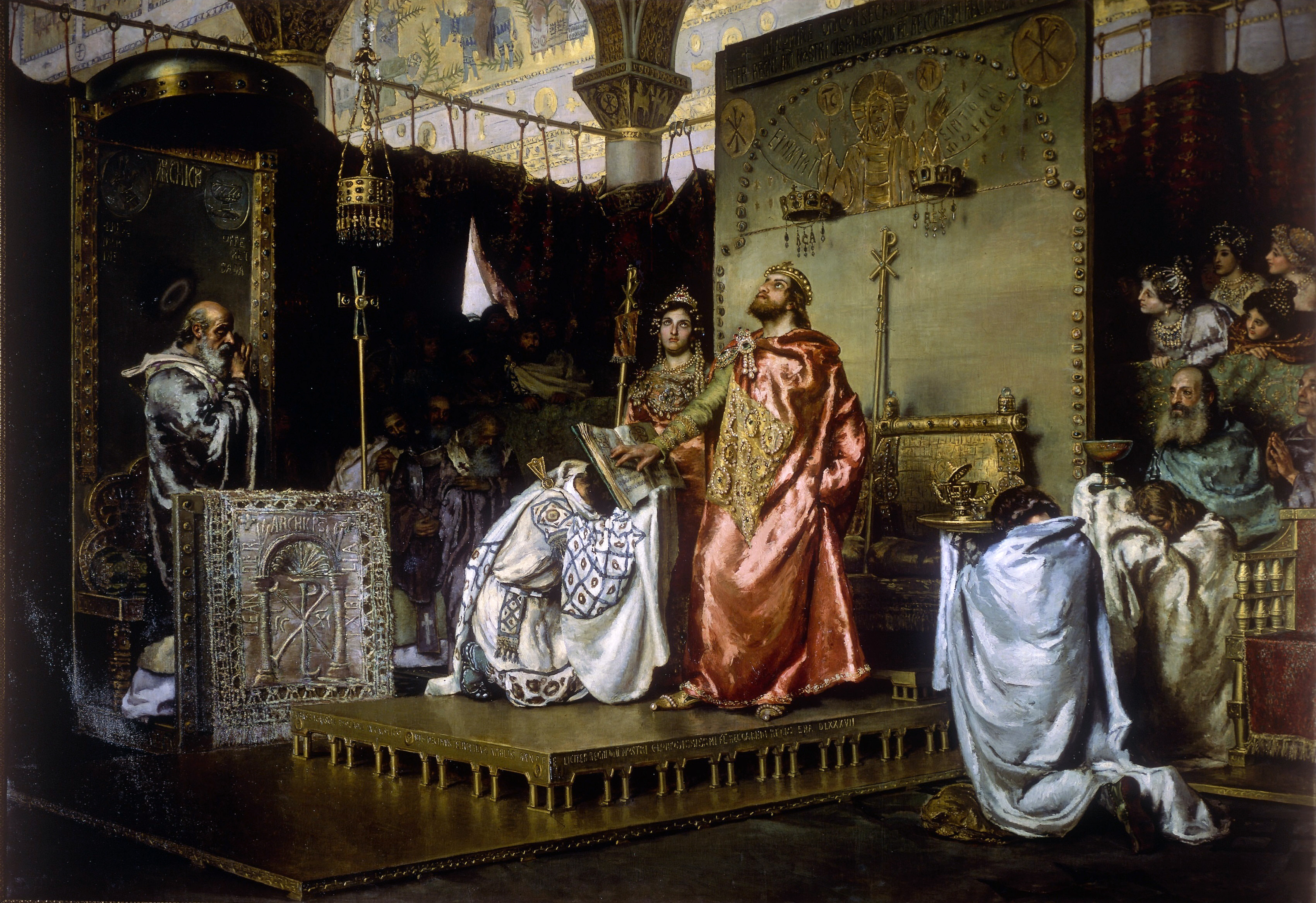
Conversión de Recaredo, de Muñoz Degrain.
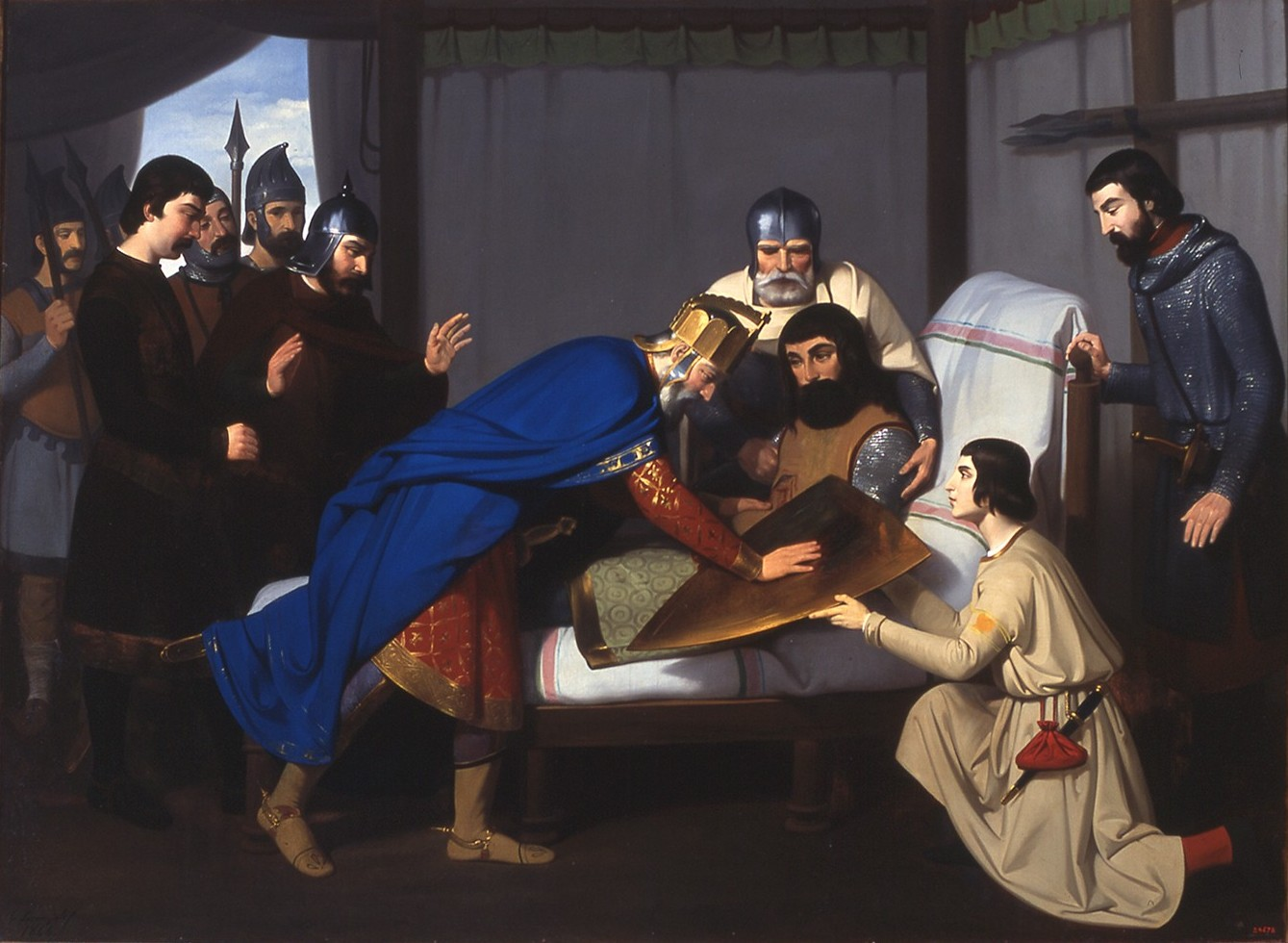
La creación del escudo de la casa de Barcelona o La muerte de Wifredo ‘el velloso’, de Claudio Lorenzale.
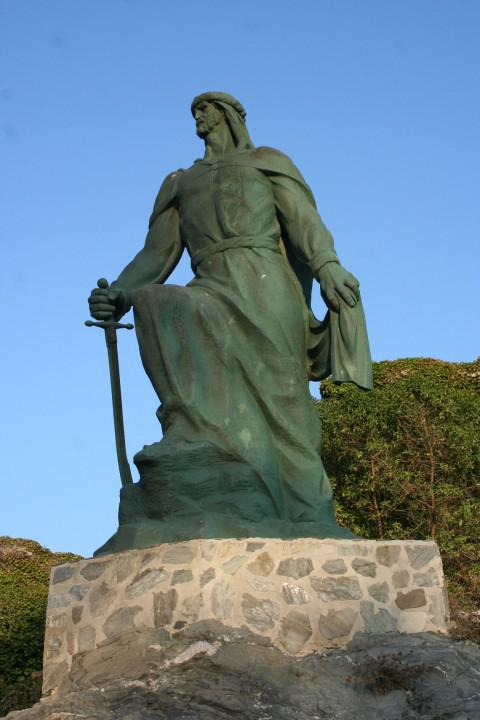
Estatua de Abderramán I en Almuñécar.
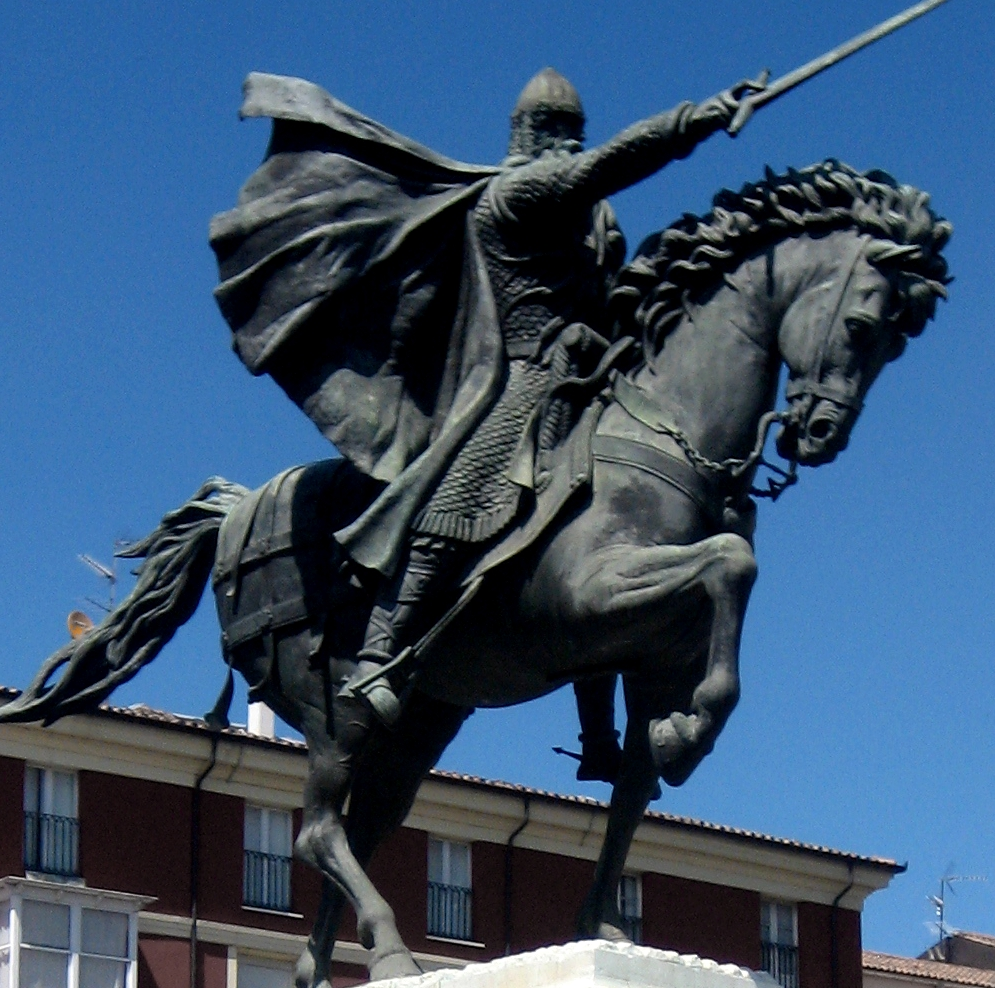
Estatua ecuestre de “El Cid” en Burgos.
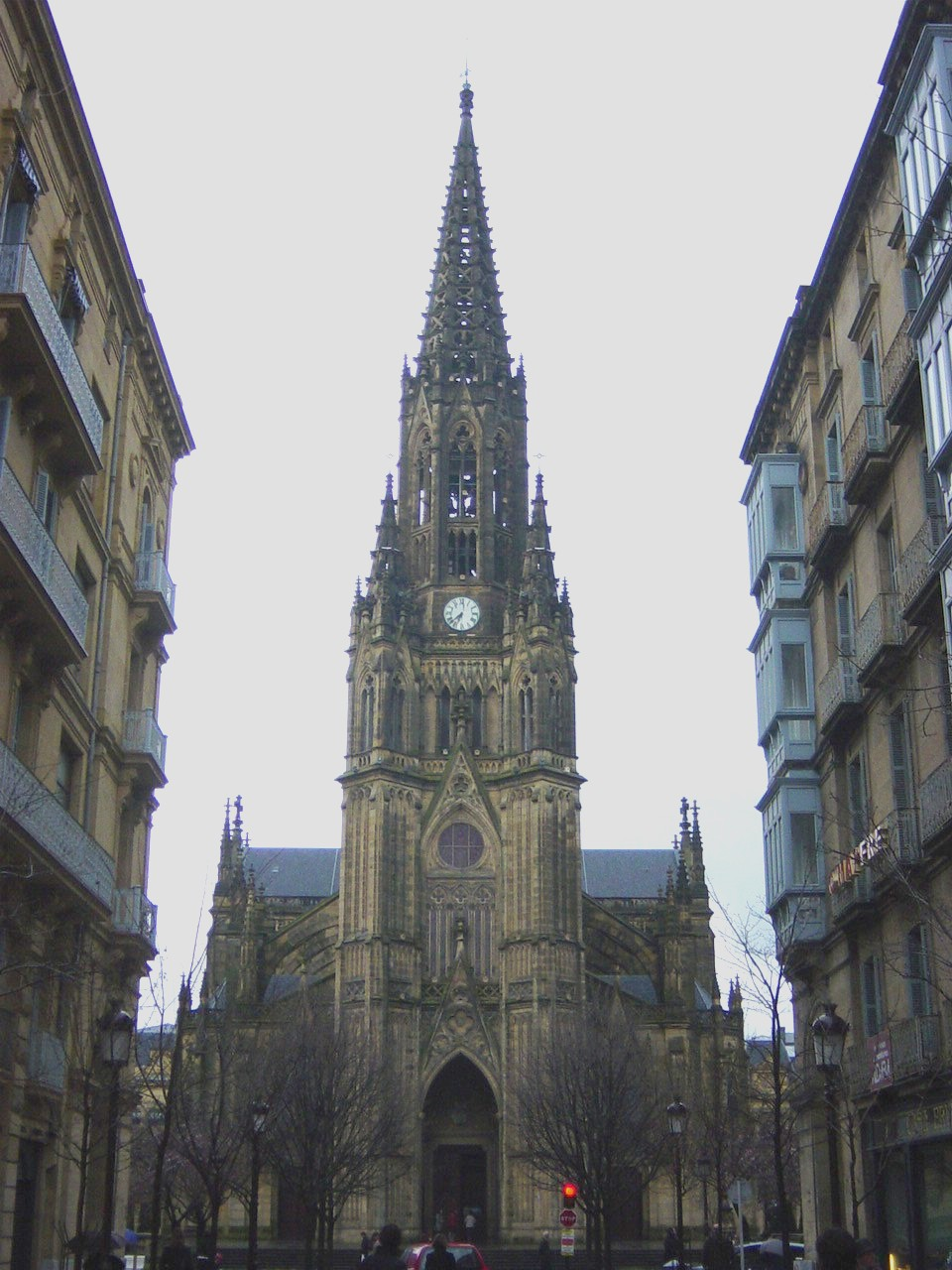
Catedral del Buen Pastor de San Sebastián.
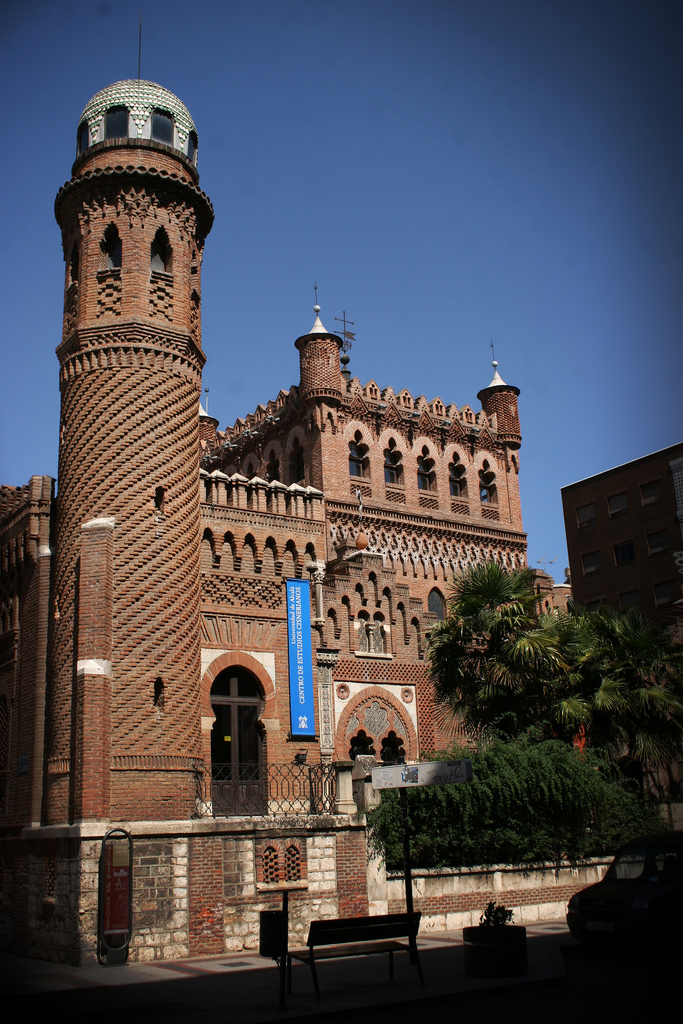
Palacete Laredo en Alcalá de Henares.

Es significativo que, en los monumentos públicos, la tradicional preferencia por los personajes cristianos haya dado paso en la última época a una reivindicación de personajes musulmanes que, en muchos casos, tienen una especial vinculación con las ciudades que los homenajean (por ejemplo, en torno a los vestigios de la muralla musulmana de Madrid se ha abierto un parque dedicado a Mohamed I, el emir que fundó Magerit).
La historiografía del arte en España, tras condenar todo lo no propiamente "académico" (Viage de España de Antonio Ponz), tuvo en Jovellanos el primer gran revalorizador de la Edad Media (a pesar de lo tosco de su interpretación –definió el arte asturiano identificándolo con el románico–); correspondiendo a las revistas de época romántica la difusión en grabados del impresionante trabajo de rescate visual que artistas como Valentín Carderera o Jenaro Pérez Villaamil hicieron sobre monumentos que se estaban deteriorando a ritmo acelerado desde la desamortización. El poeta Bécquer y su hermano Valeriano también se interesaron por esa tarea.

La arquitectura árabe parece la hija del sueño de un creyente dormido después de una batalla a la sombra de una palmera. Sólo la religión que con tan brillantes colores pinta las huríes del paraíso y sus embriagadoras delicias pudo reunir las confusas ideas de mil diferentes estilos y entretejerlos en la forma de un encaje. Sus gentiles creaciones no son más que una hermosa página del libro de su legislador poeta, escrita con alabastro y estuco en las paredes de una mezquita o en las tarbeas de una aljama.
La Religión del Crucificado tradujo el Apocalipsis y las fantásticas visiones de los eremitas. La luz y las sombras, la sencilla parábola y el oscuro misterio se dan la mano en ese poema místico del sacerdote, interpretado por el arte, al que la Edad Media prestó sus severas y melancólicas tintas.
Gustavo Adolfo Bécquer, La arquitectura árabe en Toledo.

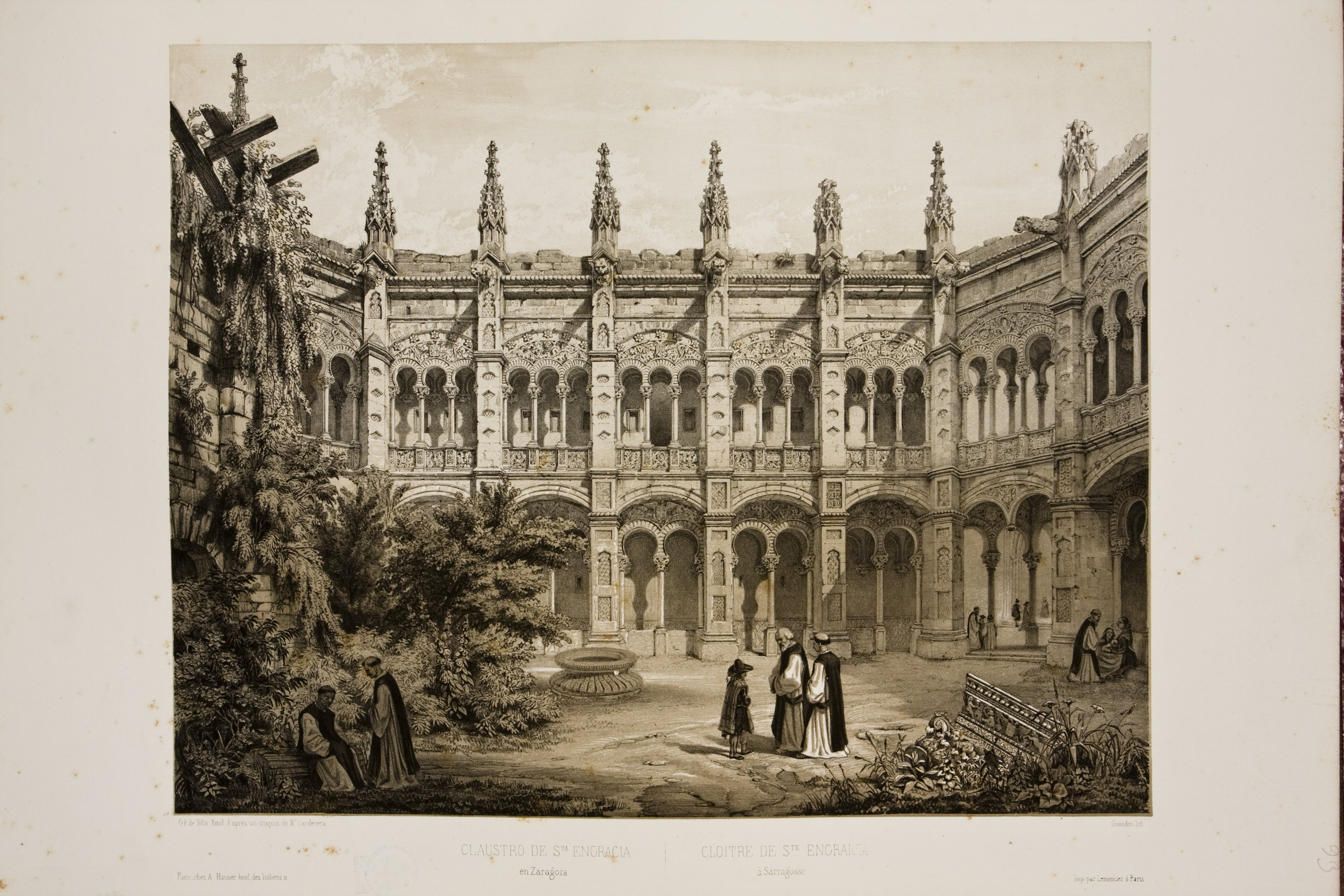
Real Monasterio de Santa Engracia, por Pérez Villaamil.
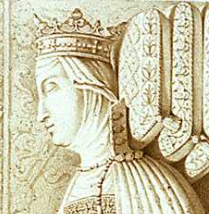
Sepulcro de Juana Manuel, por Carderera.

La parodia que Muñoz Seca hizo de los dramones históricos ambientados en la Edad Media española (La venganza de Don Mendo) tuvo la virtud de acabar con ellos; salvando las distancias, el mismo efecto que tuvo Don Quijote de la Mancha con los libros de caballerías. Las obras teatrales del barroco localizadas en época medieval respondían a otros criterios literarios e ideológicos (El mejor alcalde, el rey o Fuenteovejuna, de Lope de Vega, Reinar después de morir, de Luis Vélez de Guevara, Las mocedades del Cid, de Guillén de Castro -convertida por Corneille en su clásica El Cid-).
También se ha dado la utilización de la ambientación medieval en la poesía.

El ciego sol se estrella
en las duras aristas de las armas,
llaga de luz los petos y espaldares
y flamea en las puntas de las lanzas.
El ciego sol, la sed y la fatiga.
Por la terrible estepa castellana,
al destierro, con doce de los suyos,
-polvo, sudor y hierro- el Cid cabalga.
Manuel Machado

El cine histórico tuvo su auge en la posguerra española, y entre otras épocas históricas, también se trató la Edad Media. En algún caso se adaptaron obras anteriores, como la novela Amaya o los vascos en el siglo VIII (de Francisco Navarro Villoslada). Incluso Hollywood se interesó por la España medieval, realizando la superproducción El Cid (1961).
Desde finales del siglo XX los revival medievalistas se han popularizado como actividades culturales muy difundidas por toda la geografía española (Teruel –"los amantes"–, Hospital de Órbigo –"el paso honroso"–, Hita -"el arcipreste"-, Aguilafuente -"el Sinodal"-, Argüeso, etc.). Muy anteriores son tradiciones locales como las fiestas de moros y cristianos (en muchas poblaciones, especialmente en Levante) la procesión o tributo de las cantaderas de León (que recuerda el tributo de las cien doncellas) o el flamear de banderas desde el ayuntamiento de Granada (que conmemora la conquista de la ciudad).

### Enciclopedias y diccionarios
- Encyclopaedia of Islam
- Diccionario Biográfico Español, web de la Real Academia de la Historia (accesibles las fichas de la base de datos)
- Miguel Artola (ed.), Enciclopedia de Historia de España, Alianza, 1988, ISBN 84-206-5294-6 (ficha bibliográfica en Dialnet de los 4 primeros volúmenes). Vol. 5: Diccionario temático (enlace roto disponible en Internet Archive; véase el historial, la primera versión y la última). (texto no accesible). Vol. 6: Cronología, mapas, estadísticas (vista de fragmentos).
- Consuelo Maqueda Abreu, Emilio de Diego, Atlas histórico de España, Akal, 2000, ISBN 8470903497
- Jaime Alvar Ezquerra, Jaime Contreras, Diccionario de Historia de España, Akal, 2001, ISBN 8470903667
- Bodo Müller, Diccionario del Español Medieval (web del Centro de Investigación de la Academia de Ciencias y Letras de Heidelberg). Vol. 26, 2005, ISBN 3533038793 (texto no accesible).
- Martín Alonso Pedraz, Diccionario medieval español: Desde las Glosas emilianenses y silenses (s. X) hasta el siglo XV, Universidad Pontificia, 1986, ISBN 8472991695 (vol 1, A-C -sólo accesibles fragmentos-).
- Valeriano Bozal, Historia del arte en España, vol 1: Desde los orígenes hasta la Ilustración, 1973 (edición de Madrid: Istmo, 2000, ISBN 8470900250).